# Geschichte der deutschen Sozialdemokratie

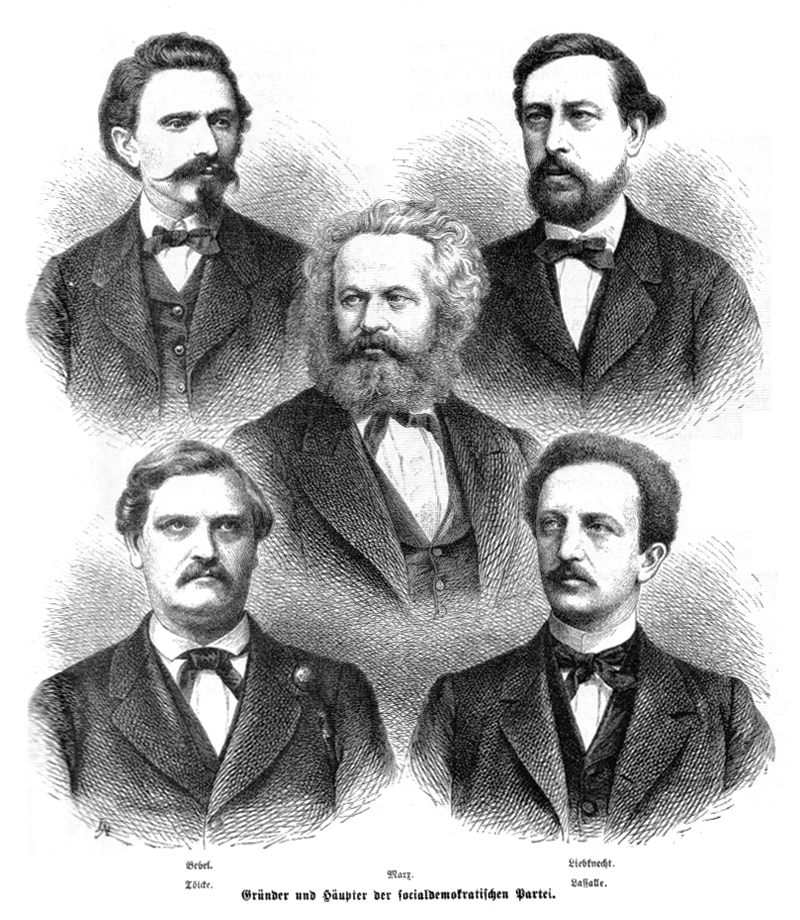
Protagonisten der parteipolitisch organisierten frühen deutschen Arbeiterbewegung (Obere Reihe: August Bebel, Wilhelm Liebknecht für die SDAP – Mitte: Karl Marx als ideeller Impulsgeber
Untere Reihe: Carl Wilhelm Tölcke, Ferdinand Lassalle für den ADAV)

Die Geschichte der deutschen Sozialdemokratie reicht bis in die erste Hälfte des 19. Jahrhunderts zurück. In dieser Zeit entstanden zunächst frühsozialistisch orientierte Exilorganisationen – vor allem in Frankreich, England und der Schweiz; und im Gefolge der bürgerlichen Märzrevolution 1848 mit der Allgemeinen Deutschen Arbeiterverbrüderung auch eine erste überregionale Organisation der Arbeiterbewegung in den Staaten des damaligen Deutschen Bundes, die sowohl die Entwicklung der Gewerkschaften als auch der sozialistischen Parteien im deutschen Sprachraum einleitete.

## Überblick
Nach dem Ende der Reaktionsära, die der Revolution von 1848/49 folgte, begannen sich in den 1860er Jahren sozialdemokratische Parteien zu bilden, die die Tradition der gegenwärtigen SPD begründeten. Am 23. Mai 1863 wurde in Leipzig der Allgemeine Deutsche Arbeiterverein (ADAV) gegründet, zunächst angeführt von Ferdinand Lassalle. Daneben entstand ab Mitte/Ende der 1860er Jahre die Eisenacher Richtung, vor allem geprägt von August Bebel und Wilhelm Liebknecht (1866 Sächsische Volkspartei, 1869 Sozialdemokratische Arbeiterpartei SDAP). Beide Richtungen hatten Konflikte in Bezug auf die Gewerkschaftsfrage und die Form des entstehenden deutschen Nationalstaates, schlossen sich jedoch 1875, vier Jahre nach der im Jahr 1871 erfolgten Gründung des Deutschen Kaiserreichs, zur Sozialistischen Arbeiterpartei (SAP) zusammen.
Das 1878 von Reichskanzler Otto von Bismarck initiierte „Gesetz gegen die gemeingefährlichen Bestrebungen der Sozialdemokratie“ (Sozialistengesetz) kam einem Parteiverbot gleich, in dessen Folge die Arbeiterbewegung bis zum Ende der 1880er Jahre massiv behindert wurde. Nach der Aufhebung des Gesetzes wurde die SAP 1890 in Sozialdemokratische Partei Deutschlands (SPD) umbenannt. Unter diesem Namen entwickelte sie sich in den folgenden Jahren hinsichtlich ihrer Mitgliederzahlen und Wahlergebnisse zu einer Massenpartei. Nach der Reichstagswahl 1912 stellte die SPD vor der Zentrumspartei erstmals die stärkste Fraktion im Reichstag. Sie verblieb jedoch bis zur Oktoberreform von 1918 – also bis fast zum Ende des Ersten Weltkriegs – in der Opposition, da im Deutschen Kaiserreich die vom Monarchen (ab 1888 Wilhelm II.) ernannte Regierung keine Mehrheit im Parlament benötigte, weil sie nur dem Deutschen Kaiser gegenüber verantwortlich war.
In der Sozialdemokratie gab es im Laufe der Jahre verschiedene Strömungen und Flügel, die auch zu Abspaltungen führten. Außer der Kommunistischen Partei (KPD) lösten sich alle durch Abspaltungen entstandenen Parteien nach einiger Zeit wieder auf, schlossen sich der KPD an oder kehrten in die SPD zurück.
Zu Beginn der Parteigeschichte herrschten radikaldemokratische Strömungen unter dem Einfluss der Ideen von Ferdinand Lassalle vor. Vor allem wirkte dessen genossenschaftliche Orientierung, die später einer stärker gewerkschaftsnahen Ausrichtung untergeordnet wurde. Auf längere Sicht setzte sich der Marxismus durch. Die Wandlung begann spätestens Ende der 1890er Jahre mit der innerparteilichen Revisionismusdebatte, in der an Reformen orientierte Umsetzungsversuche der marxistischen Inhalte Bedeutung bekamen. Der in den ersten Jahrzehnten dominierende revolutionär ausgerichtete Parteiflügel geriet nach dem Tod August Bebels 1913 in eine Minderheitsposition.
Marx’ Analyse der sozialen und ökonomischen Gesellschaftsbedingungen sowie ihrer geschichtlichen Entwicklung, und die daraus gefolgerten revolutionären Handlungskonzepte haben die Sozialdemokratie bis in die zweite Hälfte des 20. Jahrhunderts ideologisch geprägt.
Während des Ersten Weltkrieges bildeten die Gegner der kriegsbilligenden Burgfriedenspolitik um Hugo Haase und Georg Ledebour ab Ende 1915 in der SPD-Reichstagsfraktion die Sozialdemokratische Arbeitsgemeinschaft (SAG). Drei Monate später wurden sie im März 1916 aus der SPD ausgeschlossen und gründeten 1917 die Unabhängige Sozialdemokratische Partei Deutschlands (USPD). Nach dieser Abspaltung firmierte die verbliebene SPD in den folgenden vier bis fünf Jahren auch unter dem Namen Mehrheitssozialdemokratische Partei Deutschlands (MSPD). Aus dem linksrevolutionären Flügel der USPD, dem Spartakusbund, ging nach der Novemberrevolution auf Initiative von Karl Liebknecht, Rosa Luxemburg u. a. im Januar 1919 die KPD hervor, der sich 1920 auch die linke Mehrheit der USPD anschloss (vgl. VKPD). Der größte Teil der verbliebenen USPD wandte sich 1922 wieder der SPD zu. Als kleine Splitterpartei gab es die USPD bis 1931.

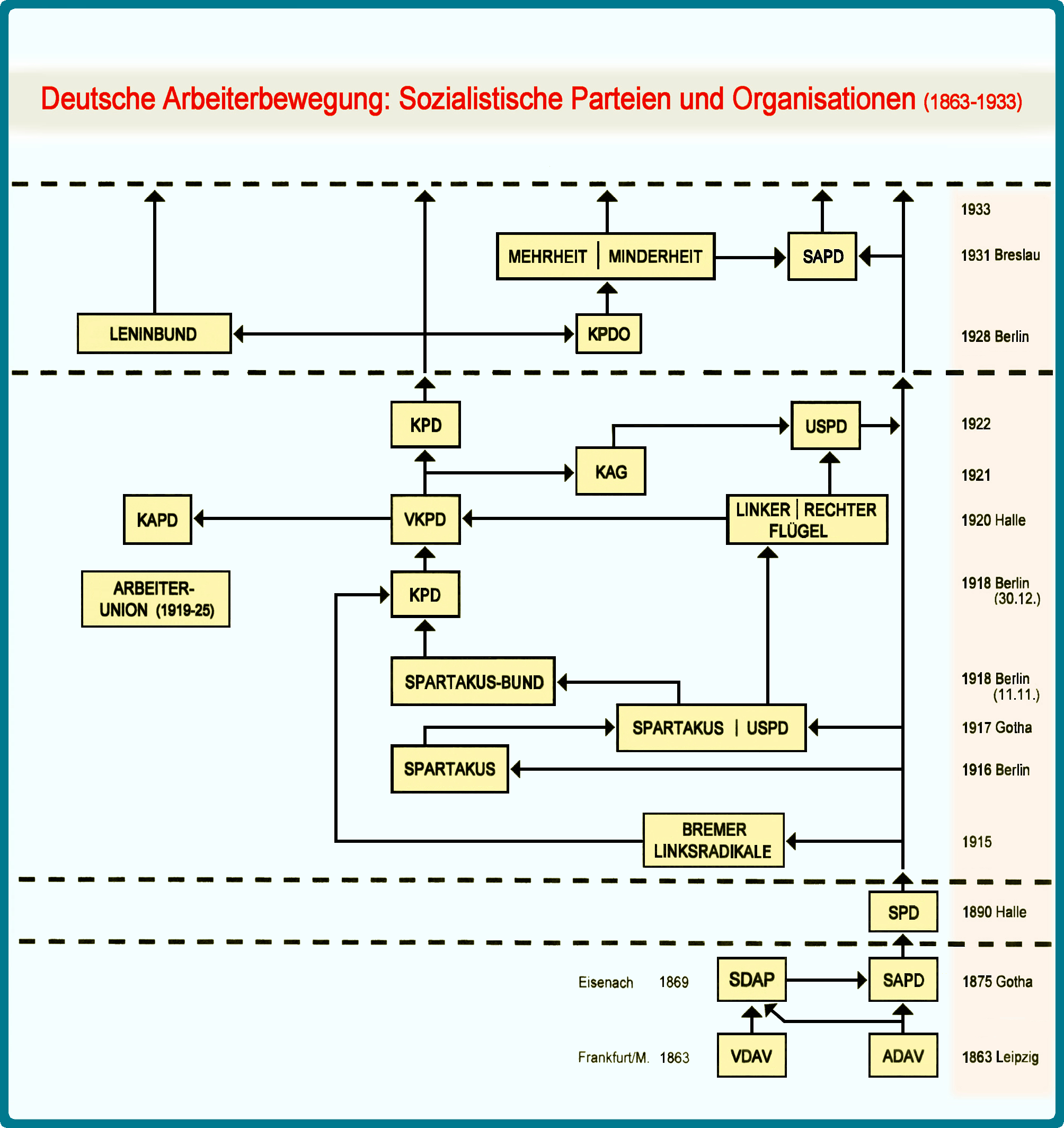
Grafische Darstellung der Entwicklung deutscher Arbeiterparteien zwischen 1863 und 1933 (rechter Strang die SPD, links davon Abspaltungen von ihr bzw. Parteineubildungen)

Die SPD war während der Weimarer Republik eine der Parteien, die die neue Staatsform einer pluralistischen Demokratie trugen. Sie stellte zwischen 1919 und 1925 mit Friedrich Ebert den ersten demokratisch gewählten Reichspräsidenten. In den ersten zwei Jahren der Republik und dann wieder von 1928 bis 1930 war sie in wechselnden Koalitionen mit den Reichskanzlern Friedrich Ebert, Philipp Scheidemann, Gustav Bauer und Hermann Müller die führende Regierungspartei im Reich. Zwischen 1921 und 1923 war sie in anderen Konstellationen mit Kabinettsangehörigen (Ministern) an vier weiteren Reichsregierungen beteiligt. In der Endphase der Republik befand sich die Partei weitgehend in der Defensive; nicht zuletzt, weil sie kein umsetzungsfähiges Konzept gegenüber den Präsidialkabinetten seit Heinrich Brüning entwickeln konnte, und auch innerparteilich im Umgang mit den erstarkten politischen Extremen zerstritten war. In dieser Phase wurde sie auch verstärkt von der KPD angegriffen, die sie als „sozialfaschistisch“ und „Verräter der Arbeiterklasse“ bezeichneten. 1931 kam es mit der Gründung der Sozialistischen Arbeiterpartei erneut zu einer Abspaltung am linken Rand. Mit zunehmender Dauer der Weltwirtschaftskrise hatte die SPD den radikal linken und rechten Flügelparteien und ihren populistisch orientierten Lösungsversprechen keine mehrheitsfähigen Konzepte entgegenzusetzen.
Nach dem Beginn der nationalsozialistischen Diktatur war die SPD die einzige Partei im Reichstag, die das Ermächtigungsgesetz ablehnte, nachdem die KPD durch die Reichstagsbrandverordnung bereits verboten war. In der Folge wurde auch die SPD verboten und die Gewerkschaften zerschlagen. Zahlreiche Mitglieder gingen ins Exil; andere, die im Land geblieben waren, sahen sich zu weiten Teilen der Verfolgung ausgesetzt, wurden zeitweilig inhaftiert oder langjährig in Konzentrationslagern festgehalten, wo nicht wenige Sozialdemokraten auch ermordet wurden.
Führende ins Ausland geflohene Sozialdemokraten bildeten 1933 mit der SOPADE in Prag vor allem aufgrund der Veröffentlichung ihrer Deutschland-Berichte die bis zum Zweiten Weltkrieg wichtigste Exilorganisation der SPD. Sie wich infolge der „Zerschlagung der Rest-Tschechei“ 1939 zunächst nach Paris und 1940 nach Lissabon aus, wo sie sich faktisch auflöste. In der Nachfolge der SOPADE etablierten sich im weiteren Verlauf des Zweiten Weltkriegs die German Labour Delegation in den USA sowie die Union deutscher sozialistischer Organisationen in Großbritannien als bedeutende Exilorganisationen der deutschen Sozialdemokratie während der NS-Diktatur.
Unmittelbar nach dem Ende des Zweiten Weltkriegs wurde die SPD ideologisch und organisatorisch weitgehend nach dem Vorbild der Weimarer Zeit in den vier Besatzungszonen reorganisiert. Während es im Büro der Westzonen zu einer Neuorganisation unter Kurt Schumacher kam, wurde 1946 in der sowjetisch besetzten Zone auf teils repressiven Druck der KPdSU-Führung und einflussreicher KPD-Funktionäre die Vereinigung von SPD und KPD in der neu gegründeten SED betrieben. Die Stalinisierung der folgenden Jahre beseitigte die Reste sozialdemokratischer Organisationen und Politik, die in der nachfolgenden DDR nahezu bedeutungslos wurden. Seit der Gründung der Bundesrepublik Deutschland 1949 lehnte die SPD unter der Führung von Kurt Schumacher einen Zusammenschluss mit der KPD strikt ab.
Innenpolitisch war die als „progressiv“ bzw. tendenziell „links“ geltende SPD in der westdeutschen Bundesrepublik von 1949 bis 1966 hinter dem eher „konservativ“ bzw. gemäßigt „rechts“ ausgerichteten Parteienbündnis von CDU und CSU als zweitstärkste parteipolitische Kraft die einflussreichste Oppositionsfraktion im Bundestag, dem höchsten bundesrepublikanischen Parlament.

Deckblatt eines Nachdrucks des Godesberger Programms der SPD von 1959

Mit dem Godesberger Programm von 1959 wandte sich die SPD weitgehend vom Marxismus ab. Sie definierte sich damit nicht mehr als Klassenpartei, sondern als Volkspartei. Dieser Wandel, der eine inhaltliche Zäsur implizierte, ermöglichte 1966 zunächst den Eintritt in die CDU-geführte erste große Koalition unter Bundeskanzler Kurt Georg Kiesinger, und ab 1969 die erste auf Bundesebene vereinbarte sozial-liberale Koalition in der deutschen Nachkriegsgeschichte – nun unter SPD-Führung – mit Willy Brandt als Regierungschef. In der Folgezeit haben vor allem dessen Ostpolitik, jedoch teilweise auch in der eigenen Partei innenpolitisch umstrittene Maßnahmen wie beispielsweise der Radikalenerlass nachwirkende politische Veränderungen eingeleitet. Unter Helmut Schmidt, Brandts Nachfolger im Kanzleramt, wurde der politische Spielraum schmaler. Die Partei geriet aufgrund innen- und außenpolitischer Krisen zunehmend unter Druck. Von konservativer Seite wurde angesichts des Linksterrorismus der RAF (vgl. Deutscher Herbst) ein rigoroseres Vorgehen im Bereich der Inneren Sicherheit gefordert. Vom linken Flügel der Partei wurden – verstärkt durch im Gefolge der Studentenbewegung am Ende der 1960er Jahre aufgekommene Neue Soziale Bewegungen – die Energiepolitik und vor allem die Zustimmung zum NATO-Doppelbeschluss heftig kritisiert. Nach dem Bruch der sozialliberalen Koalition 1982 begann eine von innerparteilichen Krisen geprägte Oppositionszeit.
Nach der deutschen Wiedervereinigung von 1989/90 erfüllten sich die Hoffnungen der SPD, an alte Wahlerfolge zu Zeiten der Weimarer Republik in den neuen Bundesländern anzuknüpfen, vorerst nicht. Dort konnte sich die aus der vormaligen DDR-Staatspartei SED hervorgegangene PDS als bedeutende konkurrierende Kraft gegenüber der SPD – wenn auch geschwächt – behaupten, trotz starker Einbrüche kurz nach der Wende, nachdem sich die PDS von der Linie der SED distanziert und deren vormalige Führungsspitze aus der erneuerten Partei ausgeschlossen hatte.
Im Jahr 1998 endete mit dem Beginn einer rot-grünen Koalition unter Gerhard Schröder als Bundeskanzler nach 16 Jahren die zweite Oppositionsperiode der SPD in der Geschichte der Bundesrepublik. Schröders Hinwendung zu einer tendenziell wirtschaftsliberalen Politik im Verbund mit der britischen Labour-Regierung unter Tony Blair (vgl.: Schröder-Blair-Papier), insbesondere die Agenda 2010, stieß bei den Wählern und eigenen Anhängern auf immer weniger Zustimmung – eine Tendenz, die im Januar 2005 zur Abspaltung eines Teils des gewerkschaftsnahen linken Flügels in der WASG führte. Die von der Regierung selbst eingeleiteten Neuwahlen hatten im Herbst 2005 erneut eine große Koalition aus CDU/CSU und SPD zum Ergebnis. Bei der Bundestagswahl 2009 wurde deutlich, dass sich der Trend der Wählerabwanderung fortgesetzt hatte. Die SPD erhielt mit 23 % – damit einem erdrutschartigen Verlust von 11 Prozentpunkten gegenüber der Wahl vier Jahre zuvor – ihr bis dahin schlechtestes Ergebnis auf Bundesebene seit Bestehen der Bundesrepublik und musste nach 11 Jahren Regierung bzw. Regierungsbeteiligung wieder auf die Oppositionsbank wechseln. Ein bedeutender Teil ihrer vormaligen Wähler war zur erstarkten Partei Die Linke (die 2007 als Ergebnis des Zusammenschlusses der WASG mit der PDS neu konstituiert worden war) oder ins Lager der Nichtwähler abgewandert.

## Entstehung der sozialdemokratischen Parteien

### Erste Ansätze im Vormärz und der Revolution von 1848/49

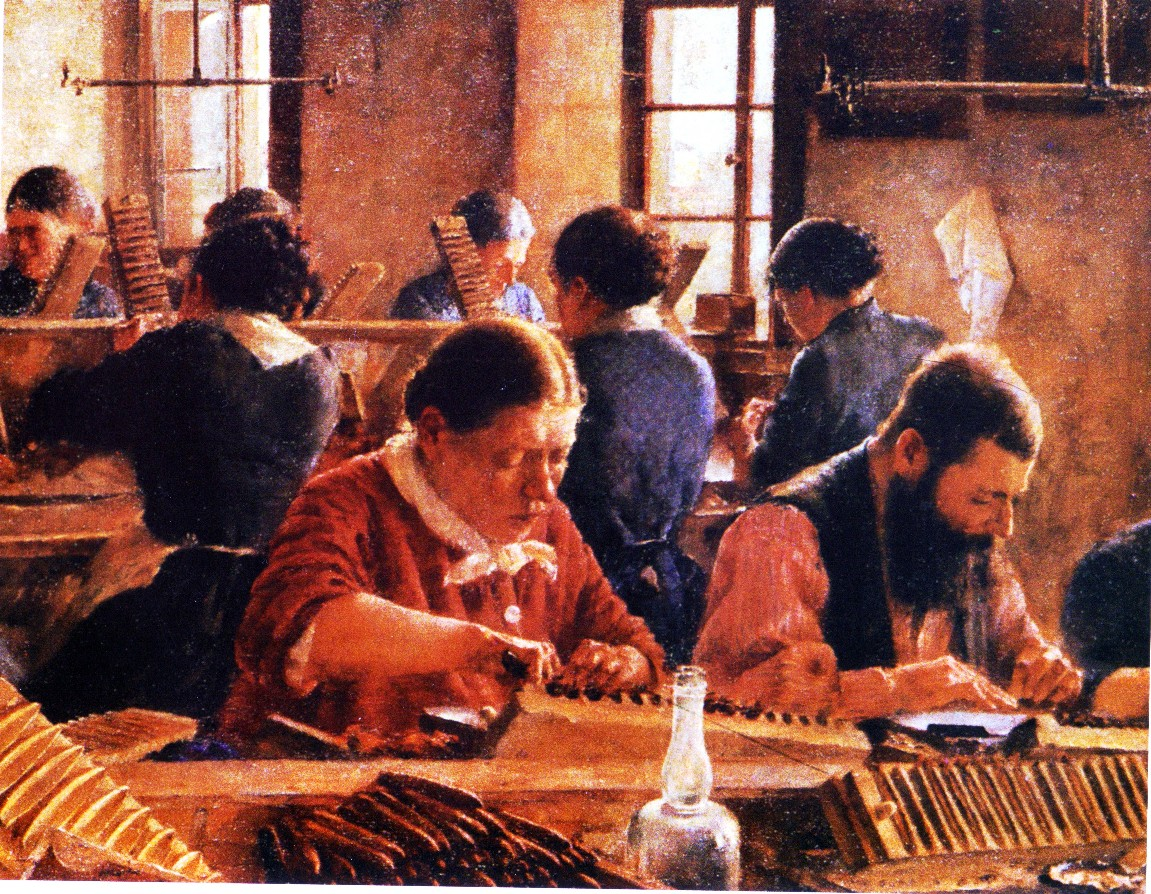
Handwerker oder handwerksähnliche Berufsgruppen wie die Zigarrenmacher bildeten eine wichtige Basis der frühen Sozialdemokratie.
(Gemälde von J. Marx von 1889)

Die sozialdemokratische Bewegung in Deutschland hat bis in den Vormärz und die Revolution von 1848/49 zurückreichende Wurzeln. Ideologisch spielte zunächst der französische Frühsozialismus eines Charles Fourier, Auguste Blanqui oder Henri de Saint-Simon eine wichtige Rolle. Hinzu kamen Ideen der aufkommenden radikaldemokratischen Strömungen der vormärzlichen Opposition.
Erste organisatorische Ansätze waren die Auslandsvereine deutscher Handwerker und politischer Emigranten. Dazu zählen der 1832 in Paris gegründete Deutsche Volksverein, der 1834 in Bund der Geächteten umbenannt wurde, und der im gleichen Jahr in Bern gegründete Geheimbund des Jungen Deutschland. Vom Bund der Geächteten spaltete sich, beeinflusst von Wilhelm Weitling, 1836 der Bund der Gerechten ab, dessen Schwerpunkt sich allerdings in den 1840er Jahren immer mehr nach London verschob. Unter dem Einfluss von Karl Marx und Friedrich Engels benannte er sich in Bund der Kommunisten um. Für ihn schrieben Marx und Engels 1848 das Kommunistische Manifest. Während der Revolution löste sich der Bund vorübergehend auf, nach seiner Neugründung kam es zu ideologischen Konflikten und zu Spaltungen. Nach dem Kölner Kommunistenprozess hörte er auf zu bestehen. In Deutschland selbst hatte sich während der Revolution unter maßgeblicher Beteiligung von Stephan Born mit der Allgemeinen Deutschen Arbeiterverbrüderung eine erste überregional verbreitete Organisation gebildet, die bereits viele Merkmale einer modernen Partei aufwies und daneben auch gewerkschaftlich aktiv war. Nach der Revolution fiel die Arbeiterverbrüderung der Reaktionspolitik im Deutschen Bund zum Opfer.

### Soziale Basis
Die organisierte politische Arbeiterbewegung seit den 1860er Jahren knüpfte personell vielfach an die Traditionen von 1848/49 an. Sie war überwiegend städtisch geprägt. Ihr Kern waren nicht ungelernte Fabrikarbeiter, sondern gelernte Handwerker, Arbeiter mit Handwerksausbildung und zunehmend Facharbeiter. Wichtig waren Branchen wie die Tabakarbeiter oder Buchdrucker, in denen handwerkliche Arbeitsabläufe eine beträchtliche Rolle spielten. Ungelernte Arbeiter in neuen Massenberufen wie dem Bergbau oder der Eisen- und Stahlindustrie waren dagegen nur vergleichsweise schwach vertreten. Von großer Bedeutung war nicht zuletzt die Verbindung der Arbeiter mit Teilen der städtischen antifeudalen und radikaldemokratischen Intellektuellen. Von Anfang an war die Sozialdemokratie zudem eine überwiegend in protestantischen Regionen erfolgreiche Bewegung. Im katholischen Deutschland sorgte insbesondere der Kulturkampf für die Entstehung eines auch die Arbeiter einschließenden Milieus.

### Allgemeiner Deutscher Arbeiterverein seit 1863

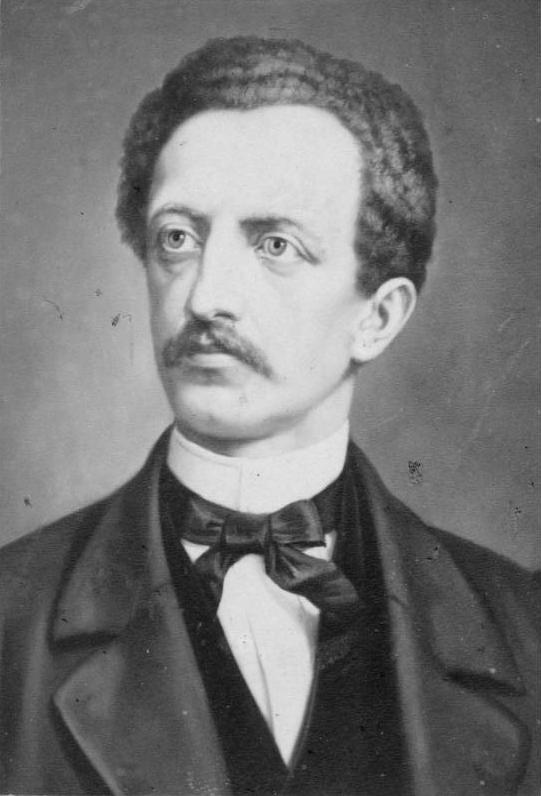
Ferdinand Lassalle

Ein Wiederbeginn des politischen Lebens nicht nur in Preußen wurde ab 1858 mit der sogenannten Neuen Ära, d. h. der liberalen Wende in der preußischen Innenpolitik, möglich. Es entstanden, häufig gefördert von liberal oder demokratisch gesinnten Bürgern, Handwerker- und Arbeiterbildungsvereine. Dabei wurde bald deutlich, dass ein Teil der Mitglieder auch soziale und politische Interessen vertreten wollte. Als sich zeigte, dass dies im Rahmen des liberalen Deutschen Nationalvereins nicht möglich war, wandte sich 1863 ein in Leipzig entstandenes Central-Comitee zur Berufung eines allgemeinen Deutschen Arbeiterkongresses an den Autor Ferdinand Lassalle. Unter dessen maßgeblicher Leitung entstand am 23. Mai 1863 der Allgemeine Deutsche Arbeiterverein (ADAV) als erste Deutsche Arbeiterpartei. Dem Verein gelang es zwar, in einigen Gebieten eine nennenswerte Zahl von Anhängern zu gewinnen, aber entgegen den Erwartungen Lassalles entwickelte er sich nicht zu einer Massenbewegung. Nach dem frühen Tod des Gründers spaltete sich die Organisation. Erst unter der Führung von Johann Baptist von Schweitzer kam es ab 1867 zu einer Konsolidierung.

### Die Eisenacher Richtung
Nach der Gründung des ADAV wurde unter maßgeblicher Leitung des Nationalvereins zur Bindung der Arbeitervereine an das bürgerliche Lager der Vereinstag Deutscher Arbeitervereine (VDAV) gegründet. Allerdings gelang es nicht, die Politisierung eines Teils der Mitglieder zu verhindern. Außerdem begann mit der Gründung gewerkschaftlicher Organisationen die wirtschaftliche Interessenvertretung an Gewicht zu gewinnen. Innerhalb des Vereinstags gewannen Wilhelm Liebknecht und August Bebel an Einfluss. Unter dem Vorsitz von Bebel beschloss die Generalversammlung des Vereinstages 1868 den Anschluss an die Internationale Arbeiterassoziation (kurz: Internationale, in der späteren Historiografie auch als Erste Internationale bezeichnet). Die weiterhin liberal gesinnten Vereine spalteten sich daraufhin ab. Ebenfalls unter maßgeblicher Beteiligung von Bebel und Liebknecht war 1866 die Sächsische Volkspartei gegründet worden. Diese zielte ursprünglich auf ein Bündnis aus bürgerlichen Demokraten und Arbeitern ab. Nachdem der Erfolg im Bürgertum weitgehend ausblieb, dominierten auch dort immer stärker die Arbeiter. Am 8. August 1869 schlossen sich der Vereinstag Deutscher Arbeitervereine, die Sächsische Volkspartei und vom ADAV abgespaltene Gruppen in Eisenach zur Sozialdemokratischen Arbeiterpartei (SDAP) zusammen.

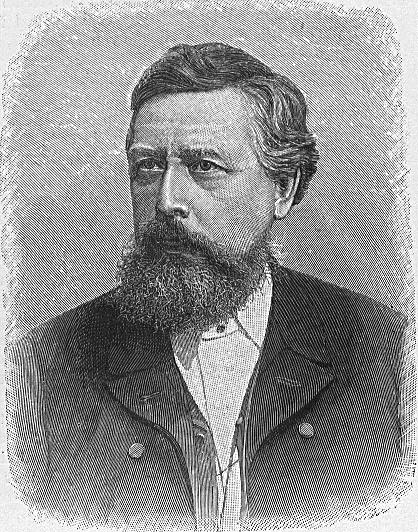
Wilhelm Liebknecht

Programmatische Grundlage der neuen Partei war das Eisenacher Programm. Dieses Programm übernahm mit nur wenigen kleinen Änderungen die Statuten der Internationalen Arbeiterassoziation. Daneben nahm es aber auch Konzepte der Lassalleanhänger auf. So wurde die Wahlrechtsfrage in den Vordergrund gestellt und die Forderung nach Arbeiterassoziationen übernommen. Ziel der Partei war die Errichtung eines freien Volksstaates. Zur Abschaffung der Klassenherrschaft setzte sie auf die Überwindung der auf dem Lohnsystem beruhenden Produktionsweise durch genossenschaftliche Arbeit. Außerdem bekannte sie sich zum internationalistischen Standpunkt der Internationalen Arbeiterassoziation.

### Von der Konkurrenz zur Vereinigung
ADAV und SDAP bekämpften sich in den folgenden Jahren und waren etwa in der deutschen Frage unterschiedlicher Meinung. Während der ADAV kleindeutsch ausgerichtet war, stand die SDAP auf Seiten der Großdeutschen. Auch ideologisch gab es Unterschiede. Das auf Lassalle zurückgehende eherne Lohngesetz führte beim ADAV zu einem ausgeprägten Etatismus und einer gewerkschaftskritischen Haltung. Dagegen stand die SDAP dem Gewerkschaftsgedanken positiv gegenüber, lehnte aber eine Zusammenarbeit mit dem bestehenden Staat ab. Die Gegensätze verloren nach der vollzogenen Reichsgründung 1871 an Bedeutung. Gleichzeitig sorgten die antisozialdemokratischen Maßnahmen des Staates in der Ära Tessendorf für ein Zusammenrücken beider Parteien. Dies führte schließlich auf dem Vereinigungsparteitag, der vom 22. bis 27. Mai 1875 in Gotha stattfand, zum Zusammenschluss zur Sozialistischen Arbeiterpartei Deutschlands (SAP).

## Die Sozialistische Arbeiterpartei Deutschlands von 1875

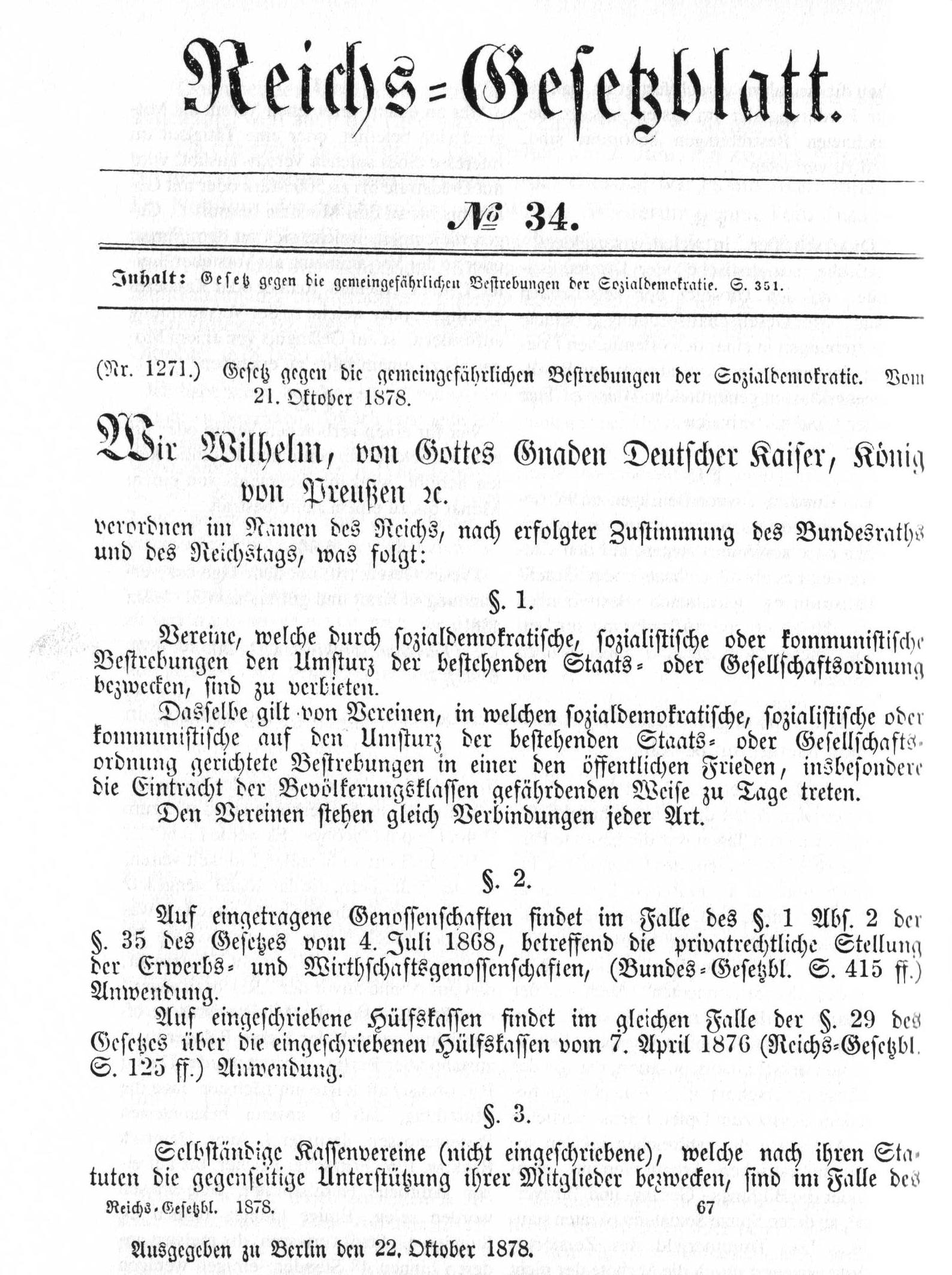
Reichsgesetzblatt von 1878 mit der Verkündigung des Sozialistengesetzes

### Programmatik
In dem vor der Vereinigung ausgehandelte Gothaer Programm finden sich Programmbestandteile beider Vorgängerorganisationen wieder. So stammte die Formulierung „Verwandlung der Arbeitsmittel in Gemeingut der Gesellschaft“ von Vertretern der SDAP, während die Forderung nach Einrichtung sozialistischer Produktivgenossenschaften auf Gedankengut Lassalles zurückging. Ein Großteil der Nahziele entstammte dem Eisenacher Programm. Dagegen war die Abqualifizierung der Gegner als reaktionäre Masse und die Forderung nach einem Zerbrechen des ehernen Lohngesetzes wiederum Gedankengut des ADAV. Das Bekenntnis, mit allen gesetzlichen Mitteln den freien Staat und die sozialistische Gesellschaft zu erstreben, ging auch auf die drohenden und teilweise schon eingesetzten staatlichen Repressionsmaßnahmen zurück.

### Die Sozialdemokratie unter dem Sozialistengesetz 1878–1890
Spätestens seit dem offenen Bekenntnis von Bebel und Liebknecht zur revolutionären Commune, die während des Deutsch-Französischen Krieges von 1870/71 in Paris ausgerufen worden war, galten die Sozialdemokraten als Staatsfeinde. Ihre führenden Repräsentanten, aber auch einfache Mitglieder waren verschiedenen Verfolgungsmaßnahmen ausgesetzt. Bebel und Liebknecht etwa wurden 1872 in einem Hochverratsprozess zu jeweils zwei Jahren Festungshaft verurteilt. Allerdings führten diese Maßnahmen nicht zu einer Schwächung der sozialdemokratischen Bewegung. Bei den Reichstagswahlen von 1877 kam die vereinigte Partei auf über 9 % der Stimmen. Zwei von Einzeltätern ausgeführte Attentate auf Kaiser Wilhelm I. im Mai und Juni des Jahres 1878 waren für Bismarck der Anlass für eine nunmehr aggressivere antisozialdemokratische Politik. Die regierungsnahe Presse tat alles, um die Attentäter in die Nähe der Sozialdemokraten zu rücken. Nachdem der erste Versuch, ein Ausnahmegesetz auf den Weg zu bringen, am Widerstand der Mehrheit im Reichstag gescheitert war, führten das zweite Attentat, bei dem der Monarch schwer verletzt wurde, und die darauf folgende Auflösung des Parlaments zur Bereitschaft auch der meisten Nationalliberalen, dem Sozialistengesetz zuzustimmen.
Das Gesetz ermöglichte das Verbot von Vereinen, Versammlungen, von Druckschriften und Geldsammlungen. Zuwiderhandlungen konnten mit Geld- oder Gefängnisstrafen belegt werden. Auch konnten Aufenthaltsverbote ausgesprochen oder über bestimmte Gebiete der kleine Belagerungszustand verhängt werden. Allerdings war das Gesetz befristet und musste daher vom Parlament immer wieder bestätigt werden. Eine erste Bestätigung folgte 1881. In der Folge wurde das Gesetz mehrfach verlängert.

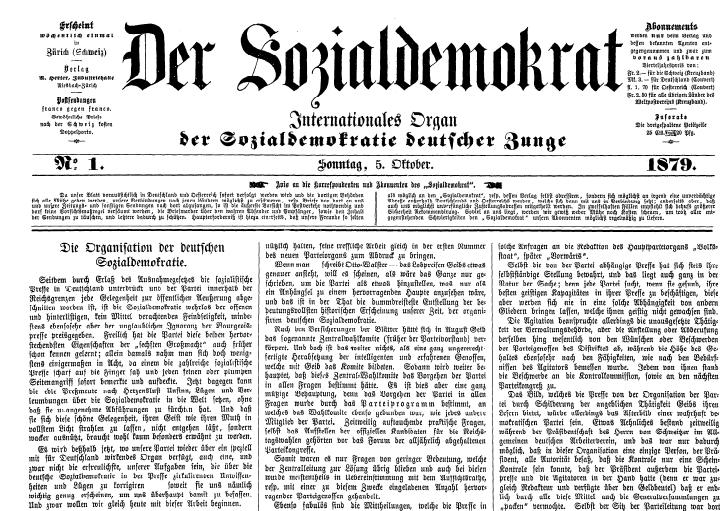
Erstausgabe der Zeitung Der Sozialdemokrat. Er war während der Sozialistengesetze das bedeutendste Organ der Sozialdemokratie, das – in Zürich und später in London gedruckt – illegal in Deutschland verbreitet wurde.

Die Sozialistische Arbeiterpartei wurde für zwölf Jahre faktisch in die Illegalität gedrängt. Neben anderen sozialdemokratischen Publikationen wurde das offizielle Parteiorgan, der Vorwärts ebenso verboten wie öffentliche Auftritte oder Versammlungen der Partei. Das Gesetz richtete sich nicht nur gegen die SAPD selbst, auch weitere Arbeiterorganisationen wie die Gewerkschaften wurden aufgelöst. Einzig die Mitglieder der Länderparlamente und der Reichstagsfraktion der SAPD behielten ihre Mandate bzw. konnten sich als Einzelkandidaten in den Wahlkreisen weiterhin zu Wahlen aufstellen lassen. Viele Parteimitglieder sahen sich zur Emigration gezwungen oder wurden aus ihren Wohnorten ausgewiesen. Allerdings sah sich die Partei im Zuge der antisozialdemokratischen Repressionsmaßnahmen veranlasst, sich nach und nach ihres linken, sozialrevolutionären und tendenziell anarchistischen Flügels zu entledigen. So wurden 1880 deren wichtigste Vertreter – Johann Most und Wilhelm Hasselmann – die zeitweilig auch der Reichstagsfraktion der SAPD angehört hatten (Most von 1874 bis 1877, Hasselmann bis 1880), aus der Partei ausgeschlossen.
Da in Deutschland keine Parteitage mehr möglich waren, fanden geheime Konferenzen der SAPD im angrenzenden Ausland statt. Dies geschah etwa im August 1880 auf Schloss Wyden im Kanton Zürich. Dort beschloss die Partei das Wort „gesetzlich“ aus dem Parteiprogramm zu streichen, da dieses nunmehr sinnlos sei. Die Partei strebe nunmehr mit allen Mitteln nach ihren Zielen. Ein ähnlicher Kongress fand 1883 in Kopenhagen statt. Ein spektakulärer Höhepunkt der antisozialdemokratischen Maßnahmen war der zwischen dem 26. Juli und 4. August 1886 vor dem Landgericht von Freiberg in Sachsen stattfindende Geheimbundprozess. Angeklagt wurden führende Parteimitglieder, denen die Staatsanwaltschaft vorwarf, an einer geheimen Verbindung beteiligt gewesen zu sein. Als solche betrachtete sie die Kongresse von Wyden und Kopenhagen. Ignaz Auer, August Bebel, Karl Frohme, Carl Ulrich, Louis Viereck sowie Georg von Vollmar wurden zu jeweils neun Monaten; eine Reihe weiterer Angeklagter zu jeweils sechs Monaten Gefängnis verurteilt. Diesem Prozess folgen mehrere andere Gerichtsverfahren gegen Teilnehmer der beiden Kongresse. Allein in Frankfurt wurden 35 Angeklagte zu bis zu einem Jahr Gefängnis verurteilt. In Magdeburg waren es 1887 51 Verurteilte.

### Grenzen des Gesetzes

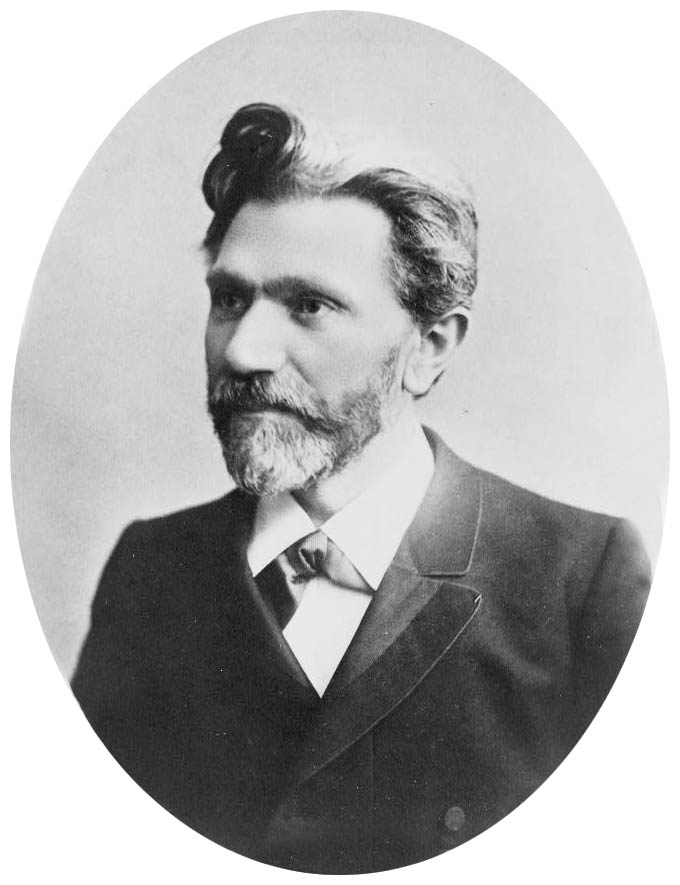
August Bebel

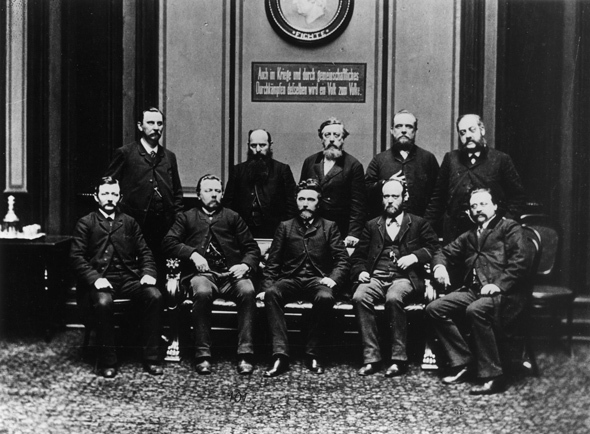
Mitglieder der SAP-Reichstagsfraktion 1889.
sitzend, von links aus gesehen: Georg Schumacher, Friedrich Harm, August Bebel, Heinrich Meister und Karl Frohme. Stehend: Johann Heinrich Wilhelm Dietz, August Kühn, Wilhelm Liebknecht, Karl Grillenberger, und Paul Singer

Dem Staat gelang es mit der Ausnahmegesetzgebung letztlich nicht, die sozialdemokratische Bewegung dauerhaft zu schwächen. Vielmehr hielten die Parteimitglieder auf informeller Ebene und in Tarnvereinen Kontakt miteinander. Die Beerdigungen prominenter Parteimitglieder wurden regelmäßig Anlass zu Massenversammlungen, die nach außen die Weiterexistenz der Bewegung deutlich machten. So nahmen 1879 an der Beerdigung von August Geib in Hamburg 30.000 Arbeiter teil. Die Rote Feldpost, geleitet von Joseph Belli und Julius Motteler, schmuggelte Agitationsschriften und vor allem die seit 1879 in Zürich erscheinende Zeitung Sozialdemokrat ins Reich ein, deren verantwortlicher Redakteur Georg von Vollmar war. Mitarbeiter waren unter anderem Karl Kautsky und Eduard Bernstein. Die Handhabung des Sozialistengesetzes war in den einzelnen Bundesstaaten und im Zeitverlauf unterschiedlich. Während in Süddeutschland die mildere Praxis ab 1883 die Herausgabe der theoretischen Zeitschrift Die Neue Zeit ermöglichte, wurde in Preußen die seit 1881 auch dort milder gewordene Verfolgungspraxis ab 1886 wieder deutlich verschärft.
Besonders die Ergebnisse der Reichstagswahlen zeigten die begrenzte Wirkung des Sozialistengesetzes. Auch die neuen Sozialversicherungen, die auch das Ziel hatten, die Arbeiter für den Staat zu gewinnen, waren in dieser Hinsicht nur wenig erfolgreich. Zwar ging der Stimmenanteil der SAP bei den Reichstagswahlen von 1881 auf 6,1 % zurück, aber bereits bei den Reichstagswahlen von 1884 stieg er wieder auf über 9 % an. Der Erfolg hatte auch eine deutliche Zunahme der Fraktionsmitglieder zur Folge. In den nächsten Jahren zeigte sich erstmals ein Eigengewicht der Fraktion. Mitglieder der Führungsgruppe der Partei wie Bebel, Friedrich Engels und Bernstein warnten vor „parlamentarischen Illusionen“ und es gelang, den Einfluss der Fraktion, die in einigen Fragen gegenüber anderen Parteien größere Kompromissbereitschaft gezeigt hatte, wieder zu begrenzen. Ein Grund war auch, dass die Partei bei der Reichstagswahl von 1887 zwar leicht auf über 10 % zulegen konnte, aber, da sie in einigen Stichwahlen verloren hatte, weniger Abgeordnete stellte. Auf einem erneuten Auslandskongress im Oktober 1887 in St. Gallen gelang es August Bebel endgültig, seine Führungsrolle in Partei und Reichstagsfraktion durchzusetzen, die er bis zu seinem Tod behaupten sollte. Auf internationaler Ebene kam es auf einem Internationalen Arbeiterkongress zwischen dem 14. und 20. Juli 1889 in Paris zur Gründung der II. Internationale, und trotz der Verfolgungen galt die SAP als einflussreichste sozialistische Partei.
In Deutschland ließ die Unterstützung für das Sozialistengesetz immer deutlicher nach, und als die Regierung gegen Ende des Jahres 1889 ein neues, nunmehr zeitlich unbegrenztes Gesetz vorlegte, wurde die Vorlage vom Reichstag mit klarer Mehrheit am 25. Januar 1890 abgelehnt. Noch vor dem endgültigen Auslaufen des Ausnahmegesetzes kam die SAP bei der Reichstagswahl von 1890 auf fast 20 % der Stimmen und war damit die nach Zahl der Wähler stärkste Partei. Allerdings sorgte die Wahlkreiseinteilung dafür, dass sich dies nicht vollständig in der Zahl der Mandate niederschlug. Als am 1. Oktober 1890 das Sozialistengesetz endgültig auslief, hatten die Behörden während seiner Geltungsdauer 155 periodische und 1200 nicht-periodische Druckschriften verboten, 900 Ausweisungen ausgesprochen und 1500 Personen zu insgesamt 1000 Jahren Gefängnis verurteilt.

## Aufstieg zur Massenpartei

### Soziale Basis
Das Ende der 1880er Jahre bedeutete nicht nur organisatorisch einen Wendepunkt. In diese Zeit fiel auch ein Generationenwechsel. Wichtiger als die alten Handwerkerarbeiter wurden nunmehr die fachlich gut qualifizierten aufstiegsorientierten Lohnarbeiter in der Industrie als Massenbasis der Bewegung. Allerdings wiesen die politisch Aktiven weiterhin zumeist noch einen handwerklichen Hintergrund auf. Die Aktivmitglieder kamen nicht selten aus dem Bauhandwerk im weitesten Sinn. Wichtig blieben die Buchdrucker. Diese soziale Basis hatte zur Folge, dass bürgerliche Werte in der sozialdemokratischen Bewegung keine geringe Rolle spielten. Leitbilder waren Disziplin, Bildungsbeflissenheit, Orientierung an der bürgerlichen Familie und der entsprechenden Sexualität, Fortschrittsgläubigkeit und Wachstumsorientierung. Jürgen Kocka spricht von einem Brückenkopf der Bürgerlichkeit im Unterschichtenbereich. Er macht aber auch darauf aufmerksam, dass die antibürgerliche Ideologie nicht nur bloße Rhetorik war. Die sozialistische Arbeiterbewegung wurzelte in Lebens- und Erfahrungsmilieus, die den Verbürgerlichungsambitionen enge Grenzen setzte.

### Parteiorganisation

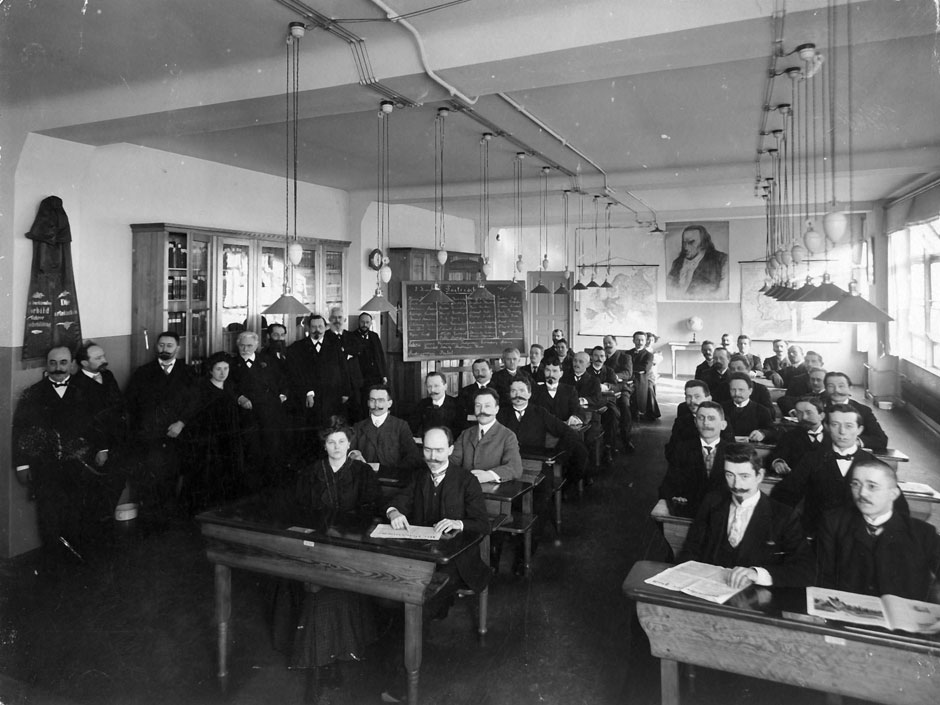
Besuch des Parteivorstandes im Jahr 1907 bei der Reichsparteischule der SPD
Dozentin Rosa Luxemburg (stehend vierte von links), August Bebel (stehend fünfter von links), Friedrich Ebert (links in der 3. Bank der rechten Bankreihe)

Nach dem Außerkrafttreten des Sozialistengesetzes im Herbst 1890 änderte die Partei auf dem Parteitag in Halle ihren Namen in Sozialdemokratische Partei Deutschlands. Außerdem wurde ein neues Organisationsstatut beschlossen. Die Partei wurde aus vereinsrechtlichen Gründen auf einem Vertrauensmännersystem aufgebaut. Die organisatorische Basis bildeten meist Arbeiterwahlvereine auf der Ebene der Wahlkreise. Wenn ein Wahlkreis sich über mehrere Kommunen erstreckte, konnten darunter Ortsvereine gegründet werden. Diese Vereine schlossen sich zu Bezirken und Organisationen auf der Ebene der Mitgliedsstaaten des deutschen Reiches zusammen. Oberstes Organ der Partei war der Parteitag, der auch den teilweise besoldeten Vorstand aus zwölf Personen wählte. Der Vorstand wurde auf dem jährlichen Parteitag jeweils neu gewählt. In der Praxis wurden die Mitglieder allerdings meist in ihrem Amt bestätigt. Zusammen mit der Kontrollkommission bildete der Vorstand die Parteileitung. Sowohl Vorstand wie Reichstagsfraktion hatten Weisungen der Parteitage auszuführen und hatten Rechenschaft abzulegen. Sitz der Partei war Berlin. Organ der Partei wurde das Berliner Volksblatt, dass kurze Zeit später den Titel Vorwärts – Berliner Volkszeitung. Centralorgan der Sozialdemokratischen Partei Deutschlands erhielt. Neben verschiedenen anderen Beschlüssen wurde der 1. Mai zum dauernden Feiertag der Arbeiter erklärt und der Parteitag beauftragte den Vorstand, ein neues Parteiprogramm zu erarbeiten. Als einzige Frau nahm Karl Marx’ Tochter Eleanor Marx, die englische Delegierte, am Parteitag teil.

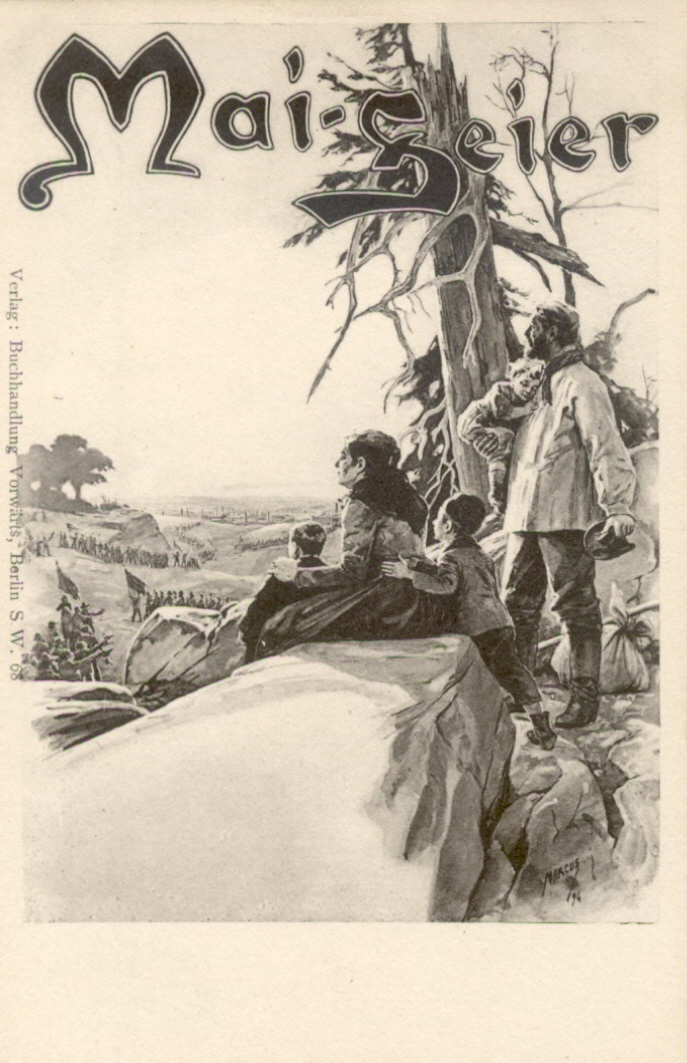
Plakat zur Maifeier um 1895

Zwar gab es aus vereinsrechtlichen Gründen in den 1890er Jahren noch keine festen Parteimitgliedschaften oder -beiträge. Die Partei blieb zunächst finanziell auf den Verkauf von Zeitschriften und anderen Druckwerken angewiesen. Aber die Bindung der Anhänger an ihre Partei war erheblich. Nach dem neuen Organisationsstatut von 1905 wurde die SPD im Gegensatz zu den meisten anderen deutschen Parteien zu einer regelrechten Mitgliederpartei. Ein ausgeprägtes Parteileben aus regelmäßigen Versammlungen sowie einem ritualisierten sozialistischen Festkalender band die Mitglieder an die Partei. Ihre Zahl ist etwa seit 1906 genauer bekannt. Hatte die Partei zu diesem Zeitpunkt etwa 384.000 Mitglieder, wuchs ihre Zahl bis 1914 auf über eine Million an.
Das Anwachsen der Mitgliederzahlen führte etwa seit 1903 zum Ausbau des hauptamtlichen Parteiapparats. An dieser Entwicklung gab es schon früh Kritik. Aber angesichts der großen Mitgliederzahl war der Apparat eher klein. Für die Zeit vor dem Ersten Weltkrieg lässt sich nicht von einer „verkalkten Bürokratie“ sprechen, waren die besoldeten Funktionäre doch durchschnittlich etwa fünfunddreißig Jahre alt. Wie auch die Beschäftigung als Redakteur in einer Parteizeitung war die Stellung als Parteisekretär für besonders aktive Mitglieder, die in der freien Wirtschaft oder im öffentlichen Dienst keine Beschäftigung mehr fanden, oft die einzige Möglichkeit, ihren Lebensunterhalt zu verdienen. Für eine gewisse Professionalisierung der Funktionäre sorgte seit 1906 bis zum Beginn des Ersten Weltkrieges die Reichsparteischule.

### Entstehen eines sozialdemokratischen Milieus
Nach dem Auslaufen des Sozialistengesetzes begannen sich auch die der Partei nahestehenden freien Gewerkschaften zu reorganisieren. Mit der Generalkommission unter dem Vorsitz von Carl Legien entstand 1890 eine Dachorganisation. Die Zahl der Gewerkschaftsmitglieder stieg in den folgenden Jahrzehnten deutlich schneller als die der Parteimitglieder, was den Funktionären der Gewerkschaften erhebliches politisches Gewicht verlieh. Betrug die Zahl der Mitglieder in den freien Gewerkschaften 1890 etwa 300.000, waren es 1913 2,5 Millionen. Damit waren die freien Gewerkschaften die mit Abstand stärkste Richtungsgewerkschaft des Kaiserreichs.
Neben Partei und Gewerkschaften bildete ein sozialistisches Genossenschafts- und Konsumvereinswesen (Centralverband Deutscher Konsumvereine) die dritte Säule der sozialistischen Arbeiterbewegung. Im Jahr 1911 gab es über 1100 lokale Konsumgenossenschaften mit zusammen 1,3 Millionen Mitgliedern.
Daneben entwickelte sich ein weitgespanntes sozialdemokratisches Vereinswesen angefangen von den Arbeiterbildungsvereinen, über Arbeitergesangvereine, Vereine von Arbeiterturnern, -radfahrern bis hin zu Freidenker- und Feuerbestattungsvereinen. Insgesamt entstand ein von der Wiege bis zur Bahre reichendes Organisationswesen. Die Forschung spricht seit einigen Jahren in diesem Zusammenhang von einem sozialdemokratischen Milieu. Die Ursprünge reichten zwar bis in die Entstehungsphase der sozialdemokratischen Bewegung zurück, es erfuhr nunmehr aber seine charakteristische Ausprägung.

### Die Sozialdemokratie bei den Reichstagswahlen 1893 bis 1912
| Stimmenanteil und Zahl der Sitze der Sozialdemokratie bei den Reichstagswahlen 1871–1912 | Stimmenanteil und Zahl der Sitze der Sozialdemokratie bei den Reichstagswahlen 1871–1912 | Stimmenanteil und Zahl der Sitze der Sozialdemokratie bei den Reichstagswahlen 1871–1912 |
| Jahr                                                                                     | Stimmenanteil                                                                            | Sitze                                                                                    |
| ADAV zusammen mit SDAP                                                                   | ADAV zusammen mit SDAP                                                                   | ADAV zusammen mit SDAP                                                                   |
| ---------------------------------------------------------------------------------------- | ---------------------------------------------------------------------------------------- | ---------------------------------------------------------------------------------------- |
| Reichstagswahl 1871                                                                      | 3,2 %                                                                                    | 2                                                                                        |
| Reichstagswahl 1874                                                                      | 6,8 %                                                                                    | 9                                                                                        |
| SAP                                                                                      |                                                                                          |                                                                                          |
| Reichstagswahl 1877                                                                      | 9,1 %                                                                                    | 12                                                                                       |
| Reichstagswahl 1878                                                                      | 7,6 %                                                                                    | 9                                                                                        |
| Reichstagswahl 1881                                                                      | 6,1 %                                                                                    | 12                                                                                       |
| Reichstagswahl 1884                                                                      | 9,7 %                                                                                    | 24                                                                                       |
| Reichstagswahl 1887                                                                      | 10,1 %                                                                                   | 11                                                                                       |
| SPD                                                                                      |                                                                                          |                                                                                          |
| Reichstagswahl 1890                                                                      | 19,8 %                                                                                   | 35                                                                                       |
| Reichstagswahl 1893                                                                      | 23,3 %                                                                                   | 44                                                                                       |
| Reichstagswahl 1898                                                                      | 27,2 %                                                                                   | 56                                                                                       |
| Reichstagswahl 1903                                                                      | 31,7 %                                                                                   | 81                                                                                       |
| Reichstagswahl 1907                                                                      | 28,9 %                                                                                   | 43                                                                                       |
| Reichstagswahl 1912                                                                      | 34,8 %                                                                                   | 110                                                                                      |

Der Aufschwung der Sozialdemokratie spiegelte sich nicht zuletzt in den Ergebnissen der Wahlen. Bei den Reichstagswahlen von 1893, 1898 und 1903 konnte die Partei ihren Stimmenanteil steigern. Lag sie 1893 noch bei 23,3 %, waren es 1903 über 31 %. Die besonderen Umstände der Reichstagswahl von 1907 (die Hottentottenwahlen) mit ihren nationalistischen Untertönen und der Bildung des Bülow-Blocks führten zu leichten Verlusten bei den Stimmenanteilen. Einen tiefen Einbruch musste die Partei wegen der Stichwahlabkommen der bürgerlichen Parteien bei den Reichstagsmandaten hinnehmen. Die Zahl der Fraktionsmitglieder halbierte sich fast von 81 auf 43. Dieser Einbruch erwies sich jedoch als vorübergehend; 1912 erreichte die SPD fast 35 % der Stimmen und stellte 110 Reichstagsmitglieder. Allerdings verteilten sich diese Erfolge nicht gleichmäßig über das Reich. Der Wahlerfolg hing zum einen von der Sozialstruktur ab, in Groß- und Industriestädten war der Erfolg der Partei um ein Vielfaches größer als auf dem Land. Ein anderer wesentlicher Faktor war die Konfessionsstruktur. Die SPD war unabhängig von der persönlichen Haltung der Wähler stark vor allem in überwiegend protestantischen Bereichen. In katholischen Regionen fiel es ihr schwer, Fuß zu fassen. Im stark industrialisierten Rheinland, im Ruhrgebiet, im Saarrevier und in Oberschlesien blieben viele Arbeiter in das katholische Milieu integriert und wählten die Zentrumspartei. Auch im protestantischen Teil Deutschlands gab es im Übrigen weiterhin eine beachtliche Zahl von Arbeiterwählern, die für eine der bürgerlichen Parteien stimmten.

### Innere und programmatische Entwicklung
Zwar wurde die SPD im Laufe der Zeit zu einem nicht zu unterschätzenden sozialen und politischen Faktor. Ihre Integration in die bestehende staatliche und gesellschaftliche Ordnung blieb aber beschränkt. Auch nach dem Auslaufen des Sozialistengesetzes hielten der Staat und die ihn tragenden Gruppen an der Ablehnung der Sozialdemokraten fest. Zeitweise waren wie 1894 mit der Umsturzvorlage oder 1899 mit der Zuchthausvorlage neue Ausnahmegesetze geplant. Bis auf die Lex Arons scheiterten diese zwar an der Reichstagsmehrheit, bestärkten aber ebenso wie die Gründung des Reichsverbandes gegen die Sozialdemokratie (1904) die Sozialdemokraten in ihrer Fundamentalopposition.

#### Erfurter Programm

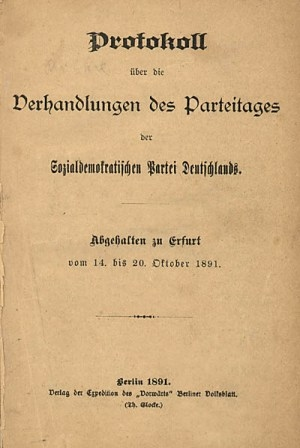
Protokoll des Erfurter Parteitages von 1891

Im Inneren der Partei setzte sich der Marxismus während des Sozialistengesetzes als herrschende Ideologie gegenüber anderen Politikvorstellungen, etwa denen Lassalles, durch. Den offiziellen Kurs der SPD formulierte 1891 das auf dem Parteitag in Erfurt verabschiedete Erfurter Programm. Karl Kautsky hat dabei vor allem den grundsätzlichen Teil geprägt, während Eduard Bernstein für den praktischen Teil zuständig war. Dieser letzte Teil mit den Forderungen nach einer gesamtgesellschaftlichen Demokratisierung und sozialen Reformen war zwar deutlicher als in den Vorgängerprogrammen formuliert, unterschied sich aber nicht grundsätzlich von diesen. Dagegen war der erste Teil, der skizzenhaft auch eine knappe Gesellschaftsanalyse enthielt, klarer als früher marxistisch orientiert. Das Programm gipfelte in Formulierung:

„Die Sozialdemokratische Partei Deutschlands kämpft also nicht für neue Klassenprivilegien und Vorrechte, sondern für die Abschaffung der Klassenherrschaft und Klassen selbst und für gleiche Rechte und Pflichten aller ohne Unterschied des Geschlechts oder der Abstammung. Von diesen Anschauungen ausgehend bekämpft sie in der heutigen Gesellschaft nicht bloß die Ausbeutung und Unterdrückung der Lohnarbeiter, sondern jede Art von Ausbeutung und Unterdrückung, richte sie sich gegen eine Klasse, eine Partei, ein Geschlecht oder eine Rasse.“

#### „Die Jungen“ und der Reformismusstreit
Die Durchsetzung des Marxismus bedeutete keineswegs ein Ende des inneren Pluralismus oder der Auseinandersetzungen über den richtigen Kurs. Ohne den Druck der Verfolgung einerseits und das Wachsen der Mitgliederzahlen andererseits bildeten sich innerhalb der Partei unterschiedliche Strömungen heraus. Dabei wurde die Parteiführung grundsätzlich von zwei Seiten kritisiert. In den frühen 1890er Jahren kam die linke Opposition von den so genannten „Jungen“. Diese kritisierten etwa das Verhalten der Parteiführung zum 1. Mai 1890 nicht zu Arbeitsniederlegungen zur Durchsetzung des Achtstundentages aufgerufen zu haben. Andere Kritik richtete sich gegen die noch immer starke Stellung der Reichstagsfraktion und die Reformisten. Weil sich ihre Ziele innerhalb der SPD nicht durchsetzen ließen, spaltete sich ein Teil der Jungen ab und gründete den Verein unabhängiger Sozialisten, der sich bald unter dem Einfluss von Gustav Landauer anarchistischen Tendenzen zuwandte. Auf der anderen Seite des innerparteilichen Spektrums standen die reformistischen Kräfte insbesondere aus Süddeutschland. So hat Georg von Vollmar bereits 1891 Reformpolitik auf der Grundlage der bestehenden Staats- und Gesellschaftsordnung und die Zusammenarbeit mit allen progressiven Kräften gefordert. „Dem guten Willen die offene Hand, dem Schlechten die Faust.“ Bereits in den frühen 1890er Jahren stimmte die bayerische Landtagsfraktion dem anstehenden Haushaltsentwurf zu und die Reformisten drängten auf ein Agrarprogramm, um die Wählerbasis zu verbreitern. Beides stieß während des so genannten Reformismusstreits in der Gesamtpartei auf heftigen Widerstand. Letztlich setzte sich dabei Karl Kautsky mit seiner strikt marxistischen Haltung durch. Eine Folge der Entscheidung war, dass sich das Wählerpotential der Partei immer mehr auf die Industriearbeiterschaft verengte. Die Agitation in ländlichen Regionen wurde dagegen vernachlässigt.

#### Der Revisionismusstreit

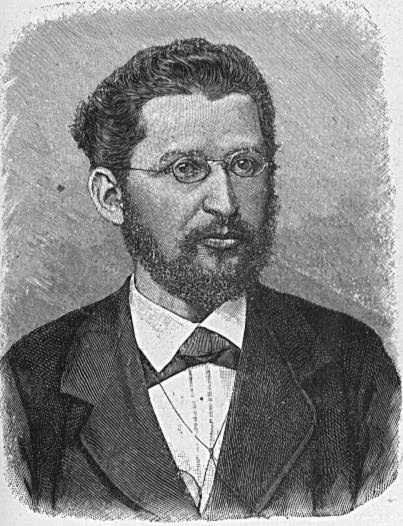
Eduard Bernstein

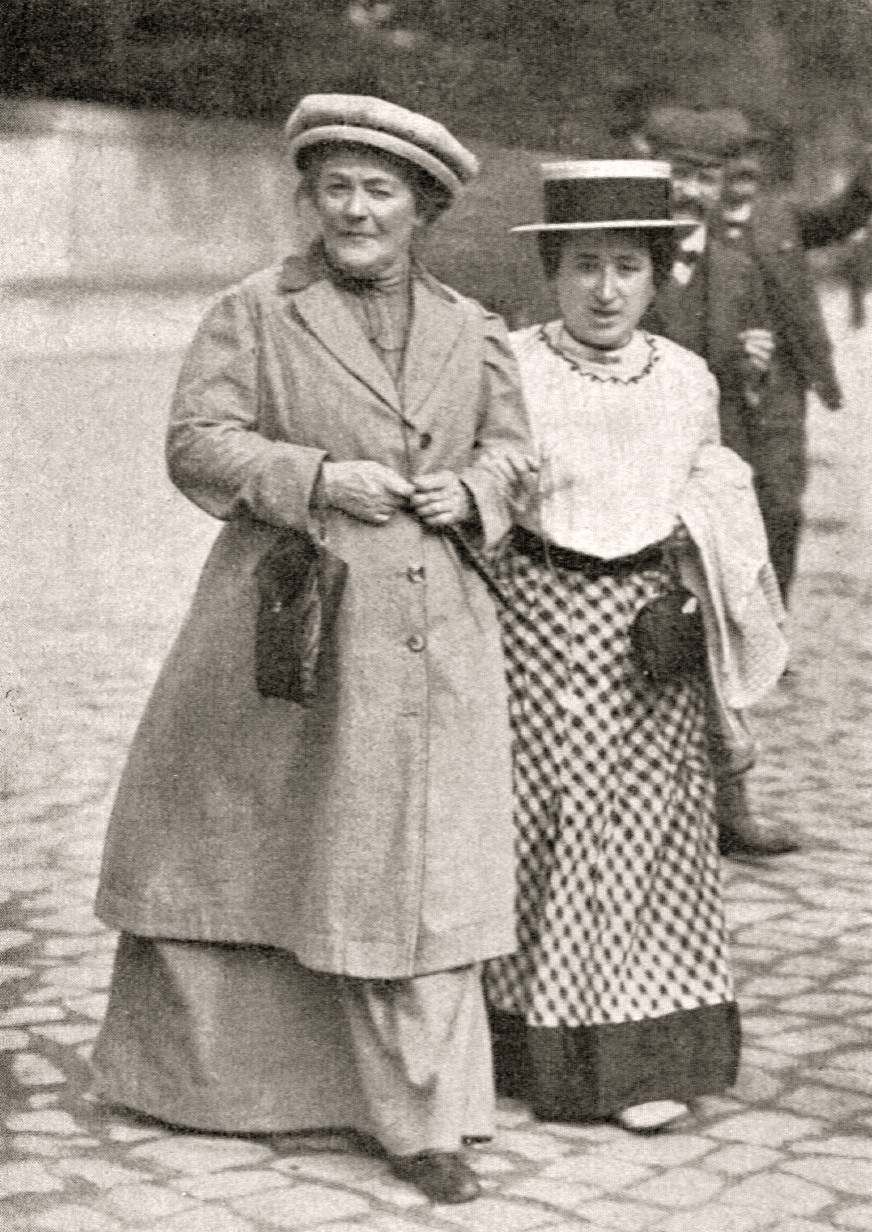
Rosa Luxemburg (rechts) mit Clara Zetkin im Jahr 1910

Teilweise an die ältere Diskussion anknüpfend, teilweise auf eigenen theoretischen Überlegungen fußend, fachte Eduard Bernstein in der zweiten Hälfte der 1890er Jahre den Revisionismusstreit in der Partei an. Ein zentraler Ausgangspunkt war die These, dass die wirtschaftliche und politische Entwicklung keineswegs automatisch auf den Zusammenbruch des Systems hinauslaufen würden. Auch der einfachen Reduktion der Gesellschaft auf den Gegensatz von Kapital und Arbeit stand Bernstein angesichts der sozialen Differenzierung skeptisch gegenüber. Stattdessen strebte auch er ein Bündnis mit den progressiven Kräften des Bürgertums an. „Ihr Einfluss würde ein viel größerer sein als er heute ist, wenn die Sozialdemokratie den Mut fände, sich von der Phraseologie zu emanzipieren, die tatsächlich überlebt ist, und das scheinen zu wollen, was sie heute in Wirklichkeit ist: eine demokratisch-sozialistische Reformpartei.“ Ignaz Auer sprach in vielen Teilen für die Parteiführung insgesamt, wenn er den Charakter einer sozialdemokratischen Reformpartei anerkannte, aber mit Blick auf die Einheit der Partei davor warnte, die für die Identität der Parteimitglieder wichtigen ideologischen Zukunftshoffnungen zu zerstören. „Mein lieber Ede, das was du verlangst, so etwas sagt man nicht, so etwas tut man.“ Die entschiedene Gegenposition zu Bernstein formulierte Rosa Luxemburg. Sie verteidigte dabei nicht den heimlichen Revisionismus der Parteiführung, sondern verlangte eine Revision der Parteilinie in Richtung eines revolutionären Aktivismus. Reformarbeit im bestehenden System lehnte sie ab, da dies das Überleben des bürgerlichen Systems nur verlängern würde. Gegen diese linke Position wehrten sich insbesondere die Funktionäre der erstarkten Gewerkschaftsbewegung. Carl Legien äußerte 1899 „gerade wir gewerkschaftlich organisierten Arbeiter wünschen nicht, dass es zum so genannten Kladderadatsch kommt. (…) Wir wünschen den Zustand der ruhigen Entwicklung.“ Wichtiger als theoretische Überlegungen waren für diese Gruppe der weitere Ausbau der Organisation. Sowohl die revolutionäre wie die reformistische Perspektive waren in sich durchaus schlüssig, entsprachen aber nicht der politischen Wirklichkeit im Kaiserreich. Gegen einen möglichen gewaltsamen Umsturzversuch stand ein wohlorganisierter Staat, der notfalls auf die Armee zurückgreifen konnte. Auf der anderen Seite stand Bündnissen mit anderen Parteien die tief verwurzelte antisozialdemokratische Haltung in weiten Teilen des Bürgertums gegenüber. Das Ende der letztlich fruchtlosen Debatte erfolgte auf dem Parteitag von 1903, als dieser unter Einschluss der Revisionisten beschloss, die „bisherige bewährte und siegesgekrönte auf dem Klassenkampf beruhende Taktik.“ fortzusetzen.

#### Massenstreikdebatte und Mannheimer Abkommen

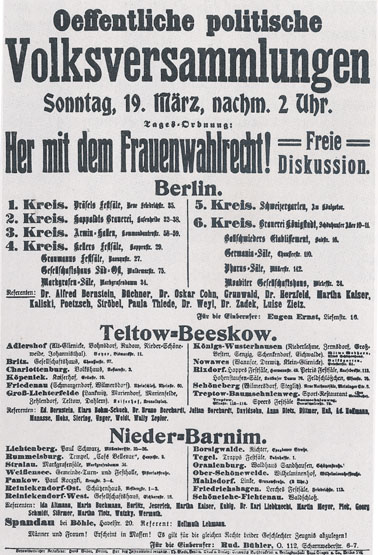
Veranstaltungsplakat zur Forderung nach dem Frauenwahlrecht (um 1908)

Ausgelöst insbesondere vom Streik der Bergleute im Ruhrbergbau und der russischen Revolution im Jahr 1905 kam es zu Auseinandersetzungen darüber, ob ein Generalstreik, wie er bereits in anderen europäischen Ländern zur Durchsetzung von politischen Forderungen angewandt worden war, auch in Deutschland etwa beim Kampf gegen das preußische Dreiklassenwahlrecht übernommen werden sollte. Als Kontrahenten standen sich in der Massenstreikdebatte die freien Gewerkschaften beziehungsweise der Gewerkschaftsflügel in der SPD auf der einen Seite und eine bemerkenswerte Koalition aus Parteivorstand, Revisionisten und Linken gegenüber. Die Gewerkschaften lehnten politische Streiks vollständig ab. Der Gewerkschaftskongress von 1905 beschloss mit breitester Mehrheit: „Den Generalstreik, wie er von Anarchisten und Leuten ohne jegliche Erfahrung auf dem Gebiete des wirtschaftlichen Kampfes vertreten wird, hält der Kongress für indiskutabel; er warnt die Arbeiterschaft, sich durch die Aufnahme und Verbreitung solcher Ideen von der täglichen Kleinarbeit zur Stärkung der Arbeiterorganisationen abhalten zu lassen.“ Dagegen verabschiedete der Parteitag der SPD im selben Jahr einen Antrag, in dem der Massenstreik einerseits als wirksames Kampfmittel gewertet wurde, um mögliche politische Angriffe auf die Arbeiterklasse abzuwehren. Andererseits sei er ein offensives Mittel zur Befreiung der Arbeiterklasse.
Um den Bruch zwischen Gewerkschaften und Partei zu vermeiden, suchten beide Seiten nach einem Kompromiss. Auf dem Mannheimer Parteitag von 1906 wurde beschlossen, dass ein Massenstreik ohne Unterstützung der Gewerkschaften keine Aussicht auf Erfolg haben könnte. Dies bedeutete letztlich das Ende des politischen Massenstreikkonzepts für Deutschland. Im so genannten Mannheimer Abkommen wurde zudem die Rolle von Gewerkschaften und Partei neu definiert. Das mittlerweile erlangte organisatorische Gewicht der Gewerkschaften zwang die SPD, die alte Vorstellung von den Gewerkschaften als Rekrutenschule für die Partei zu revidieren und ihnen einen gleichberechtigten Status zuzuerkennen. „Um bei Aktionen, die die Interessen der Gewerkschaften und Partei gleichermaßen berühren, ein einheitliches Vorgehen herbeizuführen, sollen die Zentralleitungen der beiden Organisationen sich zu verständigen suchen.“ Die Frage des Massenstreiks war 1907 auch Thema des Internationalen Sozialistenkongresses in Stuttgart. Während der Franzose Jean Jaurès sich dafür aussprach, zeigten die deutschen Vertreter sich ablehnend. Auf lokaler Ebene führte die Enttäuschung über das Ergebnis der Debatte zum Entstehen der Bremer Linksradikalen.

#### Die Sozialdemokratie vor Beginn des Ersten Weltkrieges

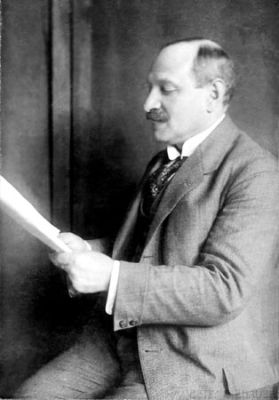
Hugo Haase

In den letzten Jahren vor dem Beginn des Ersten Weltkrieges kam es auf dem Parteitag von 1910 noch einmal zu einem Konflikt zwischen süddeutschen Reformern und der Parteimehrheit über die Zustimmung zu den Länderhaushalten. Allerdings begann auch in der Reichspartei allmählich der Widerstand gegen die Zusammenarbeit mit den bürgerlichen Parteien zu bröckeln. Trotz innerparteilicher Kritik kam es vor den Reichstagswahlen von 1912 zu Stichwahlabkommen mit den Linksliberalen, was in hohem Maß zum großen Wahlerfolg der SPD beitrug. Innerhalb der SPD stieß diese Politik beim linken Flügel auf entschiedene Ablehnung. Außerhalb der Partei verstärkten die konservativen Kräfte noch einmal ihre antisozialdemokratischen Bemühungen etwa in Form des Kartells der schaffenden Stände. Der Druck auch des Obrigkeitsstaates verhinderte letztlich eine positive Eingliederung in den bestehenden Staat und verstärkte die negative Integration in ein abgesondertes sozialdemokratisches Milieu. In der Partei selbst kam es nach dem Tode von August Bebel, der die sozialdemokratische Bewegung seit den 1860er Jahren geprägt hatte, zu einem Generationenwechsel. Die neue Parteispitze bildeten Hugo Haase (ab 1911) und Friedrich Ebert (ab 1913). Beide wurden weder zu den Revisionisten noch zum linken Flügel gerechnet, sondern repräsentierten die zentristische Vorstandslinie, wenngleich es zwischen ihnen auch deutliche Unterschiede gab. Von beiden erhoffte sich die Partei die Fortsetzung des Kurses zwischen dem reformistischen und dem revolutionären Flügel.

## Erster Weltkrieg, Spaltung und Revolutionszeit

### Entscheidung für die Kriegskredite
Als sich die politische Lage in der Julikrise 1914 nach der Ermordung des österreichischen Thronfolgers zuspitzte, rief die SPD zu Friedensdemonstrationen auf, ohne dass dies irgendwelche Auswirkungen auf die Ereignisse gehabt hätte. Die Haltung der führenden Parteimitglieder zu einem möglichen Krieg war unterschiedlich. Für die radikale Linke um Rosa Luxemburg war er eine unvermeidliche Konsequenz der imperialistischen Gegensätze und eine aktive Friedenspolitik daher illusorisch. Es gab insgesamt nur wenige überzeugte Pazifisten in der Parteiführung. Diese kamen wie Kautsky, Bernstein, Haase oder Kurt Eisner aus unterschiedlichen innerparteilichen Lagern. Ein Großteil der SPD-Führung ließ sich von der Reichsleitung überzeugen, dass Deutschland sich in einem Verteidigungskrieg gegen das zaristische Russland und dessen Verbündete befinde. Zentraler Prüfstein für die Haltung der Partei zum Krieg war die Bewilligung der Kriegskredite durch die Reichstagsfraktion. Schon vor der Abstimmung hatte sich der rechte Flügel nicht zuletzt unter dem Eindruck, dass die freien Gewerkschaften bereits dem wirtschaftlichen Burgfrieden zugestimmt hatten, für die Annahme entschieden. Um die Einheit der Partei nicht zu gefährden, stimmten auch die eher linken Abgeordneten den Krediten zu, allerdings heftig kritisiert von den Revolutionären Obleuten der Gewerkschaft. In einer Erklärung vom 4. August 1914 hieß es: „Nicht für oder gegen den Krieg haben wir heute entschieden, sondern über die Frage, der für die Verteidigung des Landes notwendigen Mittel.“ Von den rechten Fraktionsmitgliedern hinzugefügt wurde der Satz: „Wir lassen in der Stunde der Gefahr das Vaterland nicht im Stich.“ Auf der äußersten Rechten der SPD wurden von der so genannten Lensch-Cunow-Haenisch-Gruppe sogar so etwas wie eine sozialdemokratische Variante der bürgerlichen Kriegszielforderungen erhoben.

### Parteispaltung

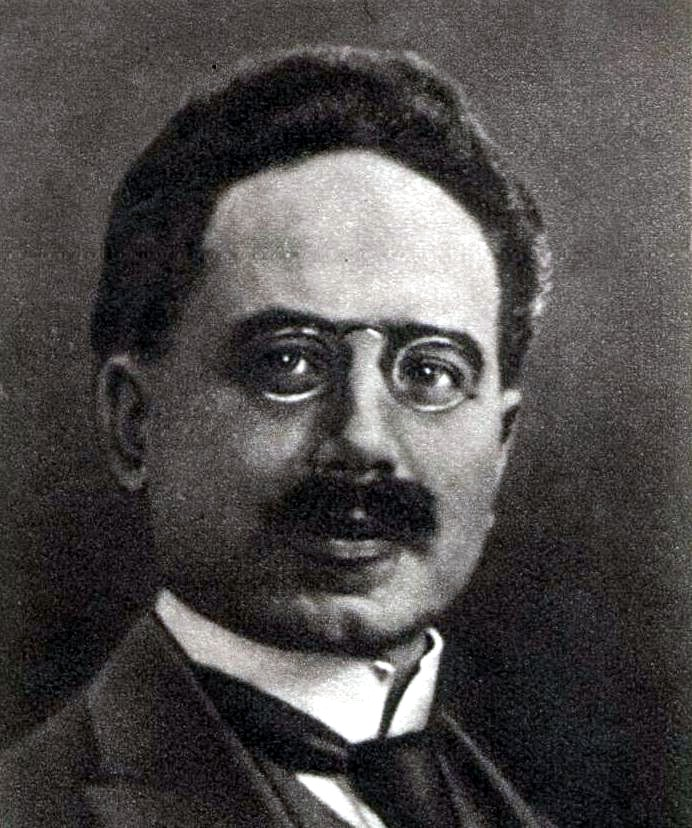
Karl Liebknecht

Allerdings wuchs in Teilen der Partei bald die Einsicht, dass die These vom Verteidigungskrieg falsch war. Als im Dezember 1914 neue Kriegskredite nötig wurden, stimmte Karl Liebknecht offen gegen die Fraktionsmehrheit. In der Folge schloss sich dem auch Otto Rühle an. Beide wurden daraufhin aus der Fraktion ausgeschlossen. Die innerparteilichen Spannungen wuchsen, als Bernstein, Haase und Kautsky 1915 ein Manifest unter dem Titel Das Gebot der Stunde veröffentlichten, das angesichts der Annexionspläne von Wirtschaft, Regierung und Teilen der bürgerlichen Gesellschaft ein Ende der Kriegsunterstützung forderte. Daraufhin begannen Politiker vom eher rechten Flügel wie Eduard David offen über einen Ausschluss der Kritiker nachzudenken. Im Dezember 1915 stimmten dann nur noch 66 für und 44 gegen neue Kredite. Im März 1916 wurden die Kriegsgegner, darunter der Parteivorsitzende Haase, schließlich aus der Fraktion ausgeschlossen. Diese schlossen sich zur Sozialdemokratischen Arbeitsgemeinschaft zusammen, beabsichtigten in ihrer Mehrheit aber keine Parteispaltung. Eine Reichskonferenz mit Delegierten beider Seiten im September sollte noch einmal Einigungsmöglichkeiten ausloten. Dort stellte die Opposition etwa 40 % der Delegierten. Allerdings scheiterte dies an der kompromisslosen Haltung der Mehrheit. Hinzu kam, dass mit der russischen Februarrevolution von 1917 ein für die Sozialdemokratie maßgeblicher vorgeschobener Kriegsgrund entfallen war. Im April 1917 kam es daher in Gotha zur Gründung der Unabhängigen Sozialdemokratischen Partei (USPD) mit Hugo Haase als Vorsitzendem. Ihr schlossen sich auch Kautsky und Bernstein an, die beiden ehemaligen Kontrahenten des Revisionismusstreits.
Bereits 1916 war der linksrevolutionäre Spartakusbund unter Federführung von Karl Liebknecht und Rosa Luxemburg als Gruppe Internationale gegründet worden. Auch der Parteihistoriker Franz Mehring schloss sich ihr an. Der Spartakusbund selbst wurde Teil der USPD. Er bildete in der Partei den linken Flügel, betrieb aber weiterhin eine eigenständige Politik.
Die Gründung fand in einem aufgeheizten Umfeld statt. So kam es im April 1917 gerade in den USPD-Hochburgen in Berlin und Leipzig zu politisch motivierten Streiks gegen den Krieg und den Hunger. Sie machten aber auch deutlich, dass die Position der MSPD immer mehr an Unterstützung in der sozialdemokratischen Wählerschaft verloren hatte. Diese sah sich daher letztlich zu einer Korrektur ihrer Haltung gezwungen. Zwar hielt sie am Prinzip der Landesverteidigung fest, plädierte aber auch für einen raschen Friedensschluss. Nicht zuletzt aus Angst vor einer Revolution im eigenen Land wurde im Reichstag im Juli 1917 mit den Stimmen der MSPD, des Zentrums und der Linksliberalen eine Friedensresolution beschlossen. Im Vorfeld entstand ein Interfraktioneller Ausschuss der drei Parteien, der die Keimzelle der späteren Weimarer Koalition bildete.
Im Januar 1918 kam es zu Protesten und Streiks von zahlreichen Arbeitern gegen den harten Friedensvertrag von Brest-Litowsk, den das revolutionäre Russland unter Lenin abschließen musste. Damit verbunden waren auch innenpolitische Forderungen nach Frieden und Reformen. Vertreter beider sozialdemokratischen Parteien traten in die Streikleitung ein. Dazu gehörten auf Seiten der MSPD Ebert, Philipp Scheidemann und Otto Braun, auf Seiten der USPD Haase, Wilhelm Dittmann und Georg Ledebour. Es ging ihnen darum, die Bewegung wieder unter Kontrolle zu bringen und eine mögliche Radikalisierung zu verhindern.

### Die Sozialdemokratie in der Novemberrevolution 1918

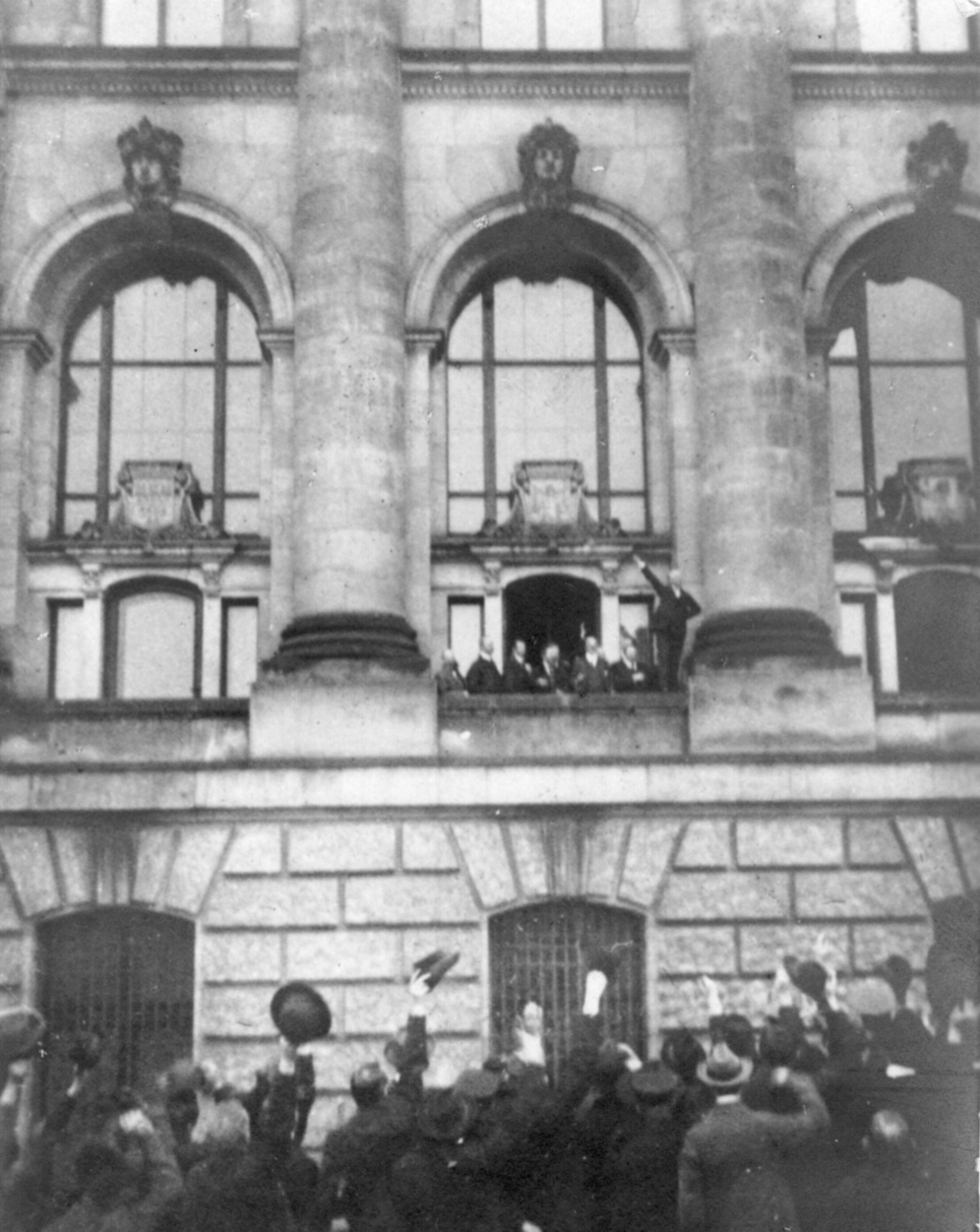
Philipp Scheidemann ruft die Republik aus.
(9. November 1918)

Im Oktober 1918 trat die MSPD mit ihren Vertretern Gustav Bauer und Philipp Scheidemann in die neu gebildete Reichsregierung Max von Baden ein, die mit den Oktoberreformen Ansätze einer Parlamentarisierung durchführte. Die USPD wandte sich zwar scharf gegen die Unterstützung einer kaiserlichen Regierung, setzte aber auch nicht auf einen revolutionären Wandel, sondern plädierte für die Wahl einer Nationalversammlung. Alle Überlegungen wurden von der sich von Kiel aus über das ganze Reich ausbreitenden Novemberrevolution zunächst hinfällig gemacht. Anfangs waren die fast überall entstandenen Arbeiter- und Soldatenräte die Träger der Bewegung. Die radikale Linke (Spartakusbund und andere) hatte in diesen Organisationen nur einen begrenzten Einfluss. Ein Großteil der Mitglieder stand den Sozialdemokraten (beider Richtungen) und den Gewerkschaften nahe. Das Ziel der Räte war überwiegend nicht die Errichtung einer Räteherrschaft nach dem russischen Vorbild, vielmehr ging es ihnen um die Beendigung des Krieges, die Sicherung der Versorgungslage, die Entmachtung der Militärherrschaft und eine Demokratisierung des Staates.
Am 9. November 1918 hat Max von Baden zur Einhegung der Bewegung die Abdankung von Wilhelm II. durchgesetzt und formal gegen die Verfassung Friedrich Ebert mit dem Amt des Reichskanzlers beauftragt. Philipp Scheidemann proklamierte gegen den Willen Eberts, der noch immer versuchte, einem strikten Legalitätskurs zu verfolgen, die Republik: „Das Alte und Morsche, die Monarchie ist zusammengebrochen. Es lebe das Neue, es lebe die deutsche Republik!“ Fast zeitgleich rief Karl Liebknecht die sozialistische Republik aus.
Die MSPD und die USPD bildeten am 10. November den Rat der Volksbeauftragten. Beteiligt waren Ebert, Scheidemann und Otto Landsberg für die MSPD und Haase, Dittmann und Emil Barth für die USPD. Um die USPD für die Regierungsbeteiligung zu gewinnen, musste die MSPD ausdrücklich die revolutionären Grundlagen des politischen Neubeginns anerkennen. Der Rat der Volksbeauftragten verkündete, dass die politische Gewalt in den Händen der Arbeiter- und Soldatenräte liege und diese möglichst bald zu einer Vollversammlung zusammenkommen sollten.

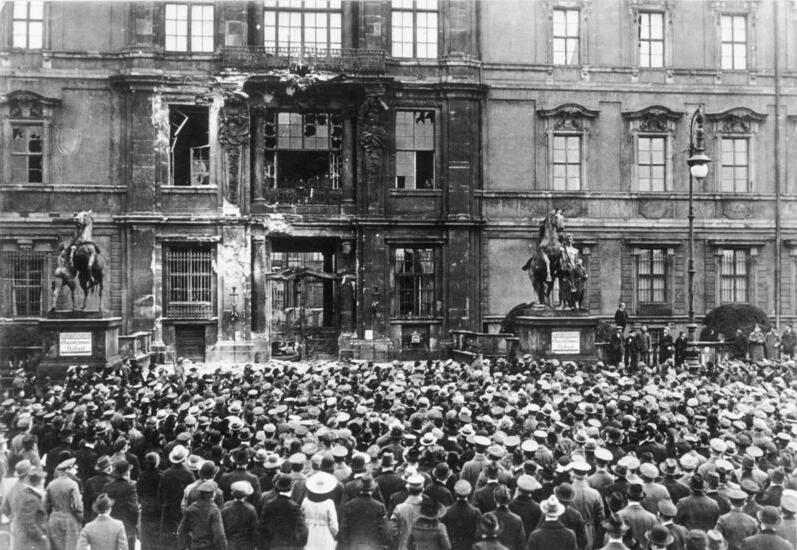
Sozialdemokratische Kundgebung vor dem Berliner Stadtschloss Januar 1919

Allerdings wandte sich die MSPD entschieden gegen jede Form der Räteherrschaft und warnte vor einer Bolschewisierung. Die Partei bekämpfte daher die entschiedene Linke, obwohl deren tatsächlicher Rückhalt begrenzt war. Vor dem Hintergrund einer befürchteten weiteren Radikalisierung und der Furcht vor dem Zusammenbruch der staatlichen Organisation verzichtete die MSPD auf die Durchsetzung von weitergehenden Reformschritten in der ersten Revolutionsphase. Stattdessen kam es zu Absprachen zwischen der Obersten Heeresleitung unter General Wilhelm Groener und Friedrich Ebert (Ebert-Groener-Pakt). Auch im Regierungsapparat blieben selbst erklärte Gegner der Revolution auf ihrem Posten. Der Kompromiss mit den alten Gewalten führte dazu, dass diese sich behaupten konnten. Nach der Konsolidierung der Verhältnisse war später eine Demokratisierung und Republikanisierung insbesondere des Militärs kaum noch möglich.
Die angekündigte Versammlung der Arbeiterräte fand als so genannter Reichsrätekongress Mitte Dezember 1918 statt. Die Mehrheit der Delegierten von fast 60 % stand der MSPD nahe. Trotz einiger weiterreichender Beschlüsse wie der Sozialisierung der Industrie unterstützte die Versammlung im Kern die Politik Eberts und legte gegen den Willen der USPD, die eine Nationalversammlung möglichst spät einberufen wollte, um bis dahin nach revolutionärem Recht noch Fakten schaffen zu können, den Wahltermin auf den 19. Januar 1919 fest. Für den radikalen Flügel der USPD, der sich an der Oktoberrevolution orientierte, war dies nicht akzeptabel. Nicht zuletzt aus diesem Grund spaltete sich zum Jahreswechsel 1918/19 die KPD als eigenständige Partei von der USPD ab.
Über die Kompetenzen des vom Reichsrätekongress beschlossenen Zentralrats gab es heftige Konflikte zwischen USPD und MSPD. Die Koalition scheiterte endgültig an der Frage nach dem Einsatz von Militär Weihnachten 1918. Nach dem Austritt der USPD aus der Regierung trat unter anderem Gustav Noske (MSPD) in das Gremium ein. Während des so genannten Spartakusaufstandes im Januar 1919 übernahm Noske den Auftrag zur Niederschlagung des Aufstandes mit den Worten: „Einer muss den Bluthund machen.“ Obwohl zu diesem Zeitpunkt durchaus republikanische Schutztruppen vorhanden waren, griff er auf Freikorps zurück. Diese schlugen den Aufstand blutig nieder, und ihre Offiziere, die der extremen Rechten nahestanden, befahlen – wahrscheinlich unter Duldung Noskes und weiterer – darüber hinaus die Ermordung zahlreicher Politiker und Anhänger der KPD. Unter diesen waren Rosa Luxemburg und Karl Liebknecht.

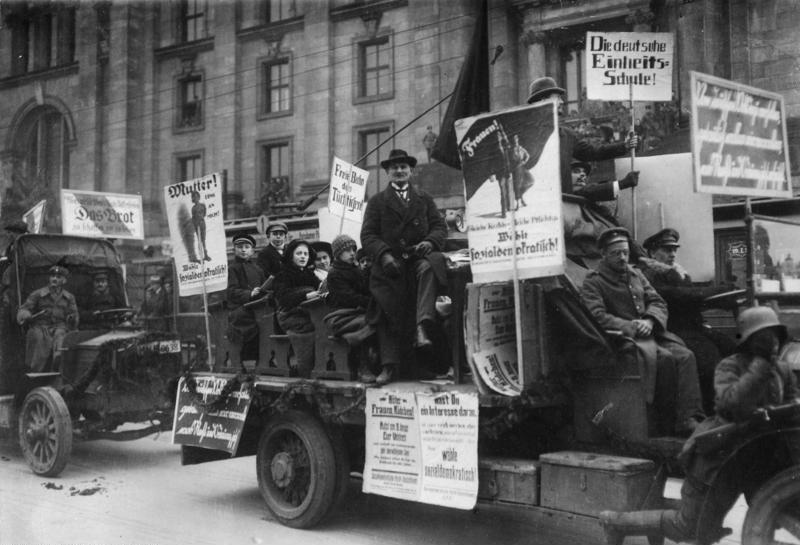
Wahlkampfkorso der SPD vor der Wahl zur Nationalversammlung, Berlin, Januar 1919

Bei der Wahl zur Deutschen Nationalversammlung erfüllten sich die Hoffnungen der Sozialdemokraten auf eine absolute Mehrheit und damit einen großen politischen Entscheidungsspielraum nicht. Die MSPD kam auf 37,9 % und die USPD auf 7,6 %. Zusammen waren dies 45,5 %. Anstelle der erhofften Arbeiterregierung bildeten MSPD, die katholische Zentrumspartei und die linksliberale DDP die so genannte Weimarer Koalition.

### Die Sozialdemokratie und die politische Radikalisierung 1919/1920
Die Weimarer Nationalversammlung wählte am 11. Februar 1919 den bisherigen Reichskanzler Friedrich Ebert zum vorläufigen Reichspräsidenten. Damit war erstmals ein Sozialdemokrat deutsches Staatsoberhaupt. Das Amt behielt Ebert bis zu seinem Tod im Jahr 1925. Die Position des Kanzlers übernahm Phillipp Scheidemann. Den Vorsitz der SPD übernahmen Otto Wels und Hermann Müller.
Nicht zuletzt das gewaltsame Vorgehen gegen die linke Opposition Ende 1918 und Anfang 1919 führte zu einer Radikalisierung der Arbeiter- und Soldatenräte. Im Frühjahr 1919 kam es vor allem im Ruhrgebiet und in Mitteldeutschland zu Streikbewegungen, bei denen neben der Durchsetzung von Lohnforderungen die angekündigte Sozialisierung der Wirtschaft eingefordert wurde. In einigen Ländern (Bayern, Bremen) entstanden Räterepubliken, die von der mehrheitssozialdemokratisch geführten Regierung schließlich mit regulärem Militär und Freikorps aufgelöst wurden.
| Stimmenanteil der SPD bei der Wahl zur Nationalver- sammlung 1919 und den Reichstagswahlen 1920–1933 | Stimmenanteil der SPD bei der Wahl zur Nationalver- sammlung 1919 und den Reichstagswahlen 1920–1933 | Stimmenanteil der SPD bei der Wahl zur Nationalver- sammlung 1919 und den Reichstagswahlen 1920–1933 |
| Jahr                                                                                                 | Stimmen                                                                                              | |
| --- | --- | --- |
| Wahl zur Deutschen Nationalversammlung 1919                                                          | 37,9 %                                                                                               | |
| Reichstagswahl 1920                                                                                  | 21,7 %                                                                                               | |
| Reichstagswahl Mai 1924                                                                              | 20,5 %                                                                                               | |
| Reichstagswahl Dezember 1924                                                                         | 26 %                                                                                                 | |
| Reichstagswahl 1928                                                                                  | 29,8 %                                                                                               | |
| Reichstagswahl 1930                                                                                  | 24,5 %                                                                                               | |
| Reichstagswahl Juli 1932                                                                             | 21,6 %                                                                                               | |
| Reichstagswahl November 1932                                                                         | 20,4 %                                                                                               | |
| Reichstagswahl März 1933                                                                             | 18,3 %                                                                                               | |

Eine Folge des Linksrucks in der Arbeiterbevölkerung war, dass die USPD Zustrom nicht nur von enttäuschten Mitgliedern der MSPD, sondern auch von vielen bislang unorganisierten Arbeitern erhielt. Die Mitgliederzahl wuchs von 300.000 im März bis auf 700.000 im November 1919. Allerdings überdeckte dieser Erfolg die inneren Spannungen zwischen ihrem linken und rechten Flügel.
Die MSPD stand in der Regierung vor der Frage der Annahme des Versailler Vertrages. Strikt dagegen war etwa Reichskanzler Scheidemann, der sich mit dieser Haltung nicht durchsetzen konnte und daher zurücktrat. Letztlich sah sich die Mehrheit der Reichstagsfraktion aus Mangel an Alternativen zur Zustimmung gezwungen. Die politische Rechte nutzte diese Entscheidung in den folgenden Jahren propagandistisch aus und diffamierte die SPD als „Novemberverbrecher“. Nachfolger Scheidemanns als Regierungschef wurde Gustav Bauer (21. Juni 1919 bis 27. März 1920). Im März 1920 wurde der Bestand der Republik durch den Kapp-Putsch zum ersten Mal von rechts bedroht. Die Putschisten scheiterten jedoch am Generalstreik der Gewerkschaften. Die zeitweise von den Gewerkschaften erneuerte Hoffnung auf eine Arbeiterregierung erfüllte sich freilich nicht. Im Ruhrgebiet setzten teils linkssozialistisch, teilweise kommunistisch orientierte Arbeiter den Ausstand fort, der sich zum so genannten Ruhraufstand entwickelte. Mit Hilfe von Truppen, die kurz zuvor noch auf Seiten von Kapp gestanden hatten, ließ die neue Regierung unter Hermann Müller den Aufstand gewaltsam brechen.
Der Kapp-Putsch und die Reichstagswahlen vom Juni 1920 bilden in mehrfacher Hinsicht eine tiefe Zäsur. Die revolutionäre Anfangsphase der Republik war damit zu Ende. Bei der Reichstagswahl verlor die MSPD deutlich (21,7 %), während die USPD (18,8 %) fast gleichauf lag. Dies bestätigte noch einmal den Linksschwenk im sozialdemokratischen Lager. Da im bürgerlichen Lager ein deutlicher Rechtsschwenk zu verzeichnen war, hatte die Weimarer Koalition ihre Mehrheit verloren, die SPD wurde Oppositionspartei. Zur Zäsur für die sozialdemokratische Bewegung wurde das Jahr 1920 auch, weil die Mehrheit der USPD auf ihrem Parteitag den Übertritt zur Kommunistischen Internationale und den Zusammenschluss mit der KPD beschloss. Erst seither war diese eine Massenpartei. Der Rest der USPD blieb zunächst unabhängig; sie wurde in den folgenden Jahren zwischen MSPD und KPD zerrieben.

## Die Sozialdemokratie in der Weimarer Republik
In den Jahren nach dem Ende der sozialdemokratischen politischen Dominanz hat sich die SPD im Reich nur bis 1924 an Koalitionsregierungen unter der Führung anderer Parteien beteiligt. Erst 1928 stellte sie bis 1930 mit Hermann Müller noch einmal den Reichskanzler. In der Endphase der Republik war sie wieder in der Opposition.

### Ausbau und Grenzen des sozialistischen Milieus
Für die anhaltende Bedeutung der Vorkriegsstrukturen spricht, dass die Zahl und Reichweite der sozialistischen Nebenorganisationen nach dem Ersten Weltkrieg noch deutlich zunahm. Dabei waren in ihnen vielfach lange Zeit noch Sozialdemokraten und Kommunisten gemeinsam vertreten. Allerdings existiert in der Forschung die These, dass die Bindewirkung dieser Organisationen angesichts von konkurrierenden Freizeitangeboten wie Kino, Radio oder Massensportveranstaltungen nachgelassen habe. Zahlreiche Organisationen wurden erst nach 1919 gegründet. Dazu gehörten die Arbeiterwohlfahrt, die Jusos, die Sozialistische Arbeiterjugend (SAJ), die Kinderfreunde, der Arbeiter-Radio-Bund Deutschlands, aber auch Organisationen für Lehrer, Juristen, Gewerbetreibende, Vegetarier und zahlreiche andere Gruppierungen. Die alten Organisationen expandierten deutlich. Der Arbeiter-Turn- und Sportbund wuchs von 120.000 auf 570.000 Mitglieder an. Der proletarische Freidenkerverband stieg von 6500 auf 600.000 Mitglieder an. Geografisch erreichte das Vereinswesen nun auch Orte, in denen es vor dem Krieg noch nicht vertreten war. Allerdings gab es weiter große Unterschiede zwischen Stadt und Land oder katholischen und protestantischen Regionen. Auch zeitlich verlief die Entwicklung unregelmäßig. Durch die Hyperinflation gerieten die Organisationen in eine tiefe Krise, sie konnten sich aber meist bis 1926 wieder erholen und wuchsen in den folgenden Jahren stark an, ehe mit der Weltwirtschaftskrise ein weiterer Einbruch erfolgte. In unterschiedlicher Weise wirkte sich gerade am Ende der Republik auch die Konkurrenz von SPD und KPD auf die Organisationen aus. Bei aller äußerlichen Ähnlichkeit blieb die Abgrenzung gegenüber den bürgerlichen Vereinen groß. Das sozialistische und marxistische Weltbild blieb stark ausgeprägt. Insgesamt gab es Ansätze zu einem Aufweichen des sozialistischen Milieus, aber diese Tendenzen blieben begrenzt. Auch während der Republik sorgten neben den Vereinen die sozialdemokratischen Familien und Nachbarschaften für eine Reproduktion des Milieus. Allerdings gab es dabei erhebliche Bindungsunterschiede, was sich auch in den Fluktuationen des Vereinslebens widerspiegelt. Zudem gab es zahlenmäßig eher unbedeutende Strömungen, die dem klassischen Arbeitermilieu eher fernstanden, aber für die spätere Entwicklung von Bedeutung waren. Dazu zählte etwa der religiöse Sozialismus, dessen Anhänger sich teilweise im Bund der religiösen Sozialisten Deutschlands organisierten.

### Politik in den Kommunen und in den Ländern
Politik spielte sich in der Weimarer Republik nicht nur auf Reichsebene ab. Im kommunalen Bereich konnten Sozialdemokraten nach dem Ende des Dreiklassenwahlrechts in Preußen und vergleichbaren Einschränkungen in anderen Ländern politische Verantwortung übernehmen. Je nach Wählerstruktur war die politische Bedeutung in den Ländern unterschiedlich.

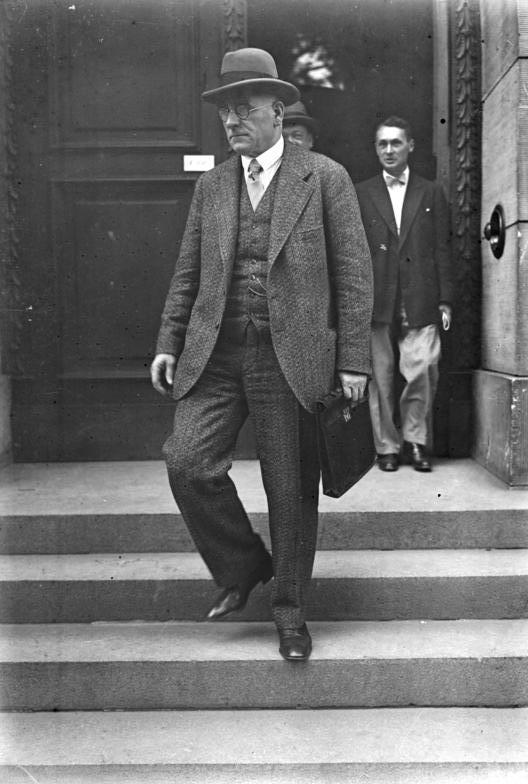
Otto Braun, Juli 1930

In Preußen als dem mit Abstand größten Land konnte die SPD unter Ministerpräsident Otto Braun ihre politische Vormachtstellung bis in die Endphase der Republik hinein behaupten. Zwischen 1919 und 1932 stellte die SPD mit kurzen Unterbrechungen die Regierung und prägte sie als Führungskraft. Politiker wie Carl Severing bauten den einstigen Obrigkeitsstaat mit republikanischen Reformen in Polizei und Verwaltung zum demokratischen Bollwerk Preußen gegen die extreme Rechte und Linke aus. Wenngleich die Reformen des von den Zeitgenossen als System Braun-Severing bezeichneten Kurses deutlich Grenzen aufwiesen, hatten sie Preußen stark verändert. Mit dem so genannten Preußenschlag 1932 endete die sozialdemokratische Vormachtstellung auch in diesem Land.
Ein weiteres Beispiel für die teilweise starke Kraft der SPD in den Ländern ist Sachsen, wo die SPD durchgehend die stärkste Fraktion stellte und nie unter die 30-%-Marke fiel. Im Unterschied dazu war sie zum Beispiel in Württemberg zwar oft stärkste oder zweitstärkste Kraft, jedoch seit 1923 nicht mehr an der Regierung beteiligt. Im benachbarten Baden gelang der SPD die Regierungsbeteiligung in einer Weimarer Koalition von 1918 bis 1930 und darüber hinaus mit Zentrum und DVP bis 1932. Im Volksstaat Hessen regierte die SPD an der Spitze einer Weimarer Koalition von 1918 bis 1933. In Bayern dagegen dauerte die Regierung der SPD in verschiedenen Koalitionen lediglich von November 1918 bis März 1920.

### Die Entwicklung bis zu den Krisenjahren 1923/24
Bereits 1921 kehrte die SPD in einer Koalitionsregierung unter dem Zentrumskanzler Joseph Wirth in die Regierungsverantwortung zurück. Auf ihrem Görlitzer Parteitag im selben Jahr verabschiedete die SPD ein neues Programm. Das Görlitzer Programm bekannte sich ausdrücklich zur Weimarer Republik. „Sie betrachtet die demokratische Republik als die durch die geschichtliche Entwicklung unwiderruflich gegebene Staatsform, jeden Angriff auf sie als ein Attentat auf das Lebensrecht des Volkes.“ Ideologisch enthielt das Programm zwar noch einige marxistische Elemente – es hielt etwa am Klassenkampfbegriff fest –, aber es war deutlich revisionistischer als das Erfurter Programm. Von Bedeutung ist es im Rückblick, weil die Partei nicht mehr nur die Industriearbeiterschaft in den Blick nahm, sondern sich in Art einer Volkspartei als Partei des arbeitenden Volkes in Stadt und Land begriff.
| Sozialdemokratische Reichsregierungsbeteiligung („R“ für Regierung) 1918–1933 | Sozialdemokratische Reichsregierungsbeteiligung („R“ für Regierung) 1918–1933 | Sozialdemokratische Reichsregierungsbeteiligung („R“ für Regierung) 1918–1933 | Sozialdemokratische Reichsregierungsbeteiligung („R“ für Regierung) 1918–1933 |
| Zeitraum                                                                      | Art                                                                           | Kabinett                                                                      | Dauer                                                                         |
| ----------------------------------------------------------------------------- | ----------------------------------------------------------------------------- | ----------------------------------------------------------------------------- | ----------------------------------------------------------------------------- |
| 03.10.1918–09.11.1918                                                         | R-Beteiligung                                                                 | Kabinett Baden                                                                | 1,2 Monate                                                                    |
| 10.11.1918–13.02.1919                                                         | R-Vorsitz                                                                     | Rat der Volksbeauftragten                                                     | 3 Monate                                                                      |
| 13.02.1919–20.06.1919                                                         | R-Vorsitz                                                                     | Kabinett Scheidemann                                                          | 4,2 Monate                                                                    |
| 21.06.1919–27.03.1920                                                         | R-Vorsitz                                                                     | Kabinett Bauer                                                                | 9,2 Monate                                                                    |
| 27.03.1920–21.06.1920                                                         | R-Vorsitz                                                                     | Kabinett Müller I                                                             | 2,8 Monate                                                                    |
| 10.05.1921–22.10.1921                                                         | R-Beteiligung                                                                 | Kabinett Wirth I                                                              | 5,4 Monate                                                                    |
| 26.10.1921–14.11.1922                                                         | R-Beteiligung                                                                 | Kabinett Wirth II                                                             | 12,6 Monate                                                                   |
| 13.08.1923–04.10.1923                                                         | R-Beteiligung                                                                 | Kabinett Stresemann I                                                         | 1,7 Monate                                                                    |
| 06.10.1923–23.11.1923                                                         | R-Beteiligung                                                                 | Kabinett Stresemann II                                                        | 1,5 Monate                                                                    |
| 28.06.1928–27.03.1930                                                         | R-Vorsitz                                                                     | Kabinett Müller II                                                            | 21 Monate                                                                     |

Die Hoffnung auf Gewinnung neuer Wählerschichten war nicht ganz realitätsfern, konnte die Sozialdemokratie doch unmittelbar nach Kriegsende nicht wenige Landarbeiter im Osten Deutschlands, aber auch kleine und mittlere Beamte und Angestellte anziehen. Auf mittlere Sicht konnte sie diese Gruppen nur in geringem Maß binden, und die SPD blieb im Kern eine klassische Arbeiterpartei. Dies hing auch damit zusammen, dass der volksparteilich-revisionistische Kurs in der Partei schon bald nicht mehr mehrheitsfähig war. Der Grund dafür war, dass die Mehrheit der Rest-USPD 1922 zur SPD zurückkehrte, deren linken Flügel sie damit deutlich stärkte. Die Wiedervereinigung bedeutete eine beachtliche Stärkung der Partei. Sie hatte nunmehr 1,2 Millionen Mitglieder und verfügte über 36 % der Reichstagsmandate. Die Hoffnung auf eine ruhige politische Entwicklung nach dem Ende der Revolutionsjahre erfüllte sich nicht. Die politischen Morde von rechts an Matthias Erzberger und 1922 an Walther Rathenau führten zum Zusammenrücken der demokratischen Parteien, ehe der Staat 1923 erneut in eine tiefe Existenzkrise geriet. Über alle Parteigrenzen hinweg führte die Ruhrbesetzung zu heftigen Protesten. Die Kosten des von der Regierung verkündeten passiven Widerstandes waren aber auch der letzte Auslöser für eine hyperinflationäre Entwicklung bis hin zum fast völligen Wertverlust der deutschen Währung. Nach einer kurzen Zeit in der Opposition kehrte die SPD unter Reichskanzler Gustav Stresemann in die Regierung zurück, weil ihre Führung der Meinung war, dass die Überwindung der Krise nur auf Basis eines breiten Bündnisses möglich sei. Das unterschiedliche Verhalten der Regierung, auf der einen Seite die Reichsexekution gegen die sozialdemokratisch-kommunistische Koalitionsregierung in Sachsen und auf der anderen Seite die Hinnahme des antirepublikanischen Regimes in Bayern, führten zum Austritt der SPD aus der Reichsregierung.
Die Gefährdung der Republik von rechts führte Anfang 1924 zur Gründung des Reichsbanners Schwarz-Rot-Gold als Organisation zum Schutz der Republik. Obwohl offiziell überparteilich, stand die große Mehrzahl der Mitglieder der SPD nahe.
Die Stabilisierungspolitik, teilweise mit Zustimmung der SPD, wurde durch ein massives Absenken der Reallöhne und die Abschaffung zentraler Errungenschaften der Revolution wie etwa der Einschränkung des Achtstundentags oder das Ende der institutionalisierten Zusammenarbeit von Gewerkschaften und Arbeitgebern in der Zentralarbeitsgemeinschaft erkauft. Der SPD als der Staatspartei der ersten Weimarer Jahre wurde für die soziale Not während und nach der Inflation von den Wählern (nicht wirklich zu Recht) ein hohes Maß an Verantwortung zugewiesen. Die Arbeiterwähler gingen dabei vielfach zur KPD über. Kamen beide sozialdemokratischen Parteien 1920 noch auf über 40 % der Wähler, waren es bei der ersten Reichstagswahl des Jahres 1924 nur noch 20,5 %. Dagegen nahm der Anteil der KPD von 2,1 % 1920 auf 12,6 % deutlich zu. Wie abhängig der Wählerwille von der jeweils aktuellen Lage war, zeigt der Ausgang der Wahlen im Dezember 1924, als die KPD Verluste vorwiegend zu Gunsten der SPD hinnehmen musste. Zusammengenommen verlor das Lager der Arbeiterparteien (USPD, MSPD, KPD) von 1919 (45,5 %) bis Dezember 1924 (34,9 %) insgesamt beträchtlich an Rückhalt.

### Die Sozialdemokratie in der Mittelphase der Republik
Für die Bildung einer Regierung wurde die Partei nicht mehr benötigt, und so dominierten in den folgenden Jahren die bürgerlichen Parteien zusammen mit dem Zentrum die Politik. Bezeichnend für den Wandel des politischen Klimas war die nach dem Tod Friedrich Eberts notwendig gewordene Reichspräsidentenwahl. Der erste Wahlgang brachte einen Stimmenanteil von 29 % für den SPD-Kandidaten Otto Braun. Allerdings wurde im zweiten Wahlgang nicht der von der SPD unterstützte Kandidat Wilhelm Marx, sondern Paul von Hindenburg – ein Repräsentant des Kaiserreichs – gewählt.

Flagge des Reichsbanners Schwarz-Rot-Gold (2013)

Der Verlust der Regierungsverantwortung im Reich, aber auch die Eingliederung der ehemaligen USPD-Mitglieder führten dazu, dass sich in der Partei wieder stärker die Traditionen einer Solidargemeinschaft der Industriearbeiter durchsetzten. Dies spiegelt das Heidelberger Programm von 1925 deutlich wider, das sich in weiten Teilen wieder an das Erfurter Programm und die marxistischen Positionen der Vorkriegszeit anlehnte. Dort heißt es: „Die Umwandlung der kapitalistischen Produktion in sozialistische für und durch die Gesellschaft betriebene Produktion wird bewirken, daß die Entfaltung und Steigerung der Produktivkräfte zu einer Quelle der höchsten Wohlfahrt und allseitiger Vervollkommnung wird. Dann erst wird die Gesellschaft aus der Unterwerfung unter blinde Wirtschaftsmacht und aus allgemeiner Zerrissenheit zu freier Selbstverwaltung in harmonischer Solidarität emporsteigen.“
Im Bereich der internationalen Politik forderte die Partei die Schaffung der Vereinigten Staaten von Europa und eine europäische Wirtschaftseinheit. Der Rückzug auf die Zielgruppe der Industriearbeiterschaft hatte nicht nur ideologische Gründe. Vielmehr war dies auch eine Reaktion darauf, dass es der Partei nicht gelungen war, die unmittelbar nach der Novemberrevolution gewonnenen Landarbeiter, Angestellten und Beamten dauerhaft zu binden. Die Gründung der Alten Sozialdemokratischen Partei Sachsens (ASPS, später ASPD) im Juni 1926 durch 23 aus der Partei ausgeschlossene, zum rechten Parteiflügel zählende sächsische Landtagsabgeordnete führte außerhalb Sachsens zu keiner Schwächung der SPD.
Wenn auch der Anstoß zum Volksentscheid über das Fürstenvermögen im Jahr 1926 von der KPD ausging, zeigte sich auch die SPD kampagnenfähig. Für die politische Linke war diese Bewegung ein großer Erfolg. Die 14,5 Millionen Ja-Stimmen waren 4 Millionen mehr, als SPD und KPD bei der letzten Reichstagswahl erzielt hatten. Eindrücklich bestätigt wurde die Erholung der SPD bei der Reichstagswahl von 1928, als die SPD erheblich dazugewann und auf fast 30 % der Stimmen kam. Dabei gelang es ihr, in einem nennenswerten Maße in das Lager katholischer Arbeiter einzudringen, die bisher meist für das Zentrum gestimmt hatten. Aus den Wahlen ging das Kabinett Müller II unter Reichskanzler Hermann Müller hervor. Diese große Koalition war von Beginn an von potentiellen Bruchstellen durchzogen. Große sozial- und wirtschaftspolitische Gegensätze bestanden etwa zwischen der Arbeiterpartei SPD und der stark von industriellen Interessen geprägten DVP. Problematisch war auch das Verhältnis zum Zentrum, das sich nach den Wahlen stärker nach rechts orientierte. Auch innerhalb der SPD gab es nicht wenige, die eine erneute Regierungsbeteiligung ablehnten und vor den nötigen Kompromissentscheidungen warnten. Der Konflikt um das Panzerschiff A wurde zur Zerreißprobe. Hatte die SPD im Wahlkampf noch gegen dieses Projekt gekämpft, sah sich der sozialdemokratische Regierungsflügel nunmehr aus verschiedensten Gründen zur Zustimmung genötigt, was innerhalb der Partei zu erheblichen Protesten führte. Erste Spannungen zwischen den Koalitionspartnern brachen mit der großen Aussperrung im Ruhreisenstreit auf. Von links wurde die SPD von der KPD, die sich zu dieser Zeit in ihrer so genannten ultralinken Phase befand, als Sozialfaschisten diffamiert, und die Kommunisten verstärkten in den Gewerkschaften und dem sozialistischen Vereinswesen die Abspaltung und Gründung eigener Organisationen. Bestärkt wurde die KPD durch das gewaltsame Zerschlagen einer verbotenen Mai-Demonstration (Blutmai) auf Befehl des sozialdemokratischen Berliner Polizeipräsidenten Karl Zörgiebel im Jahr 1929. Im März 1930 zerbrach das Kabinett am Streit zwischen SPD und DVP an unterschiedlichen Haltungen zur Arbeitslosenversicherung.

### Die SPD in der Defensive seit 1930

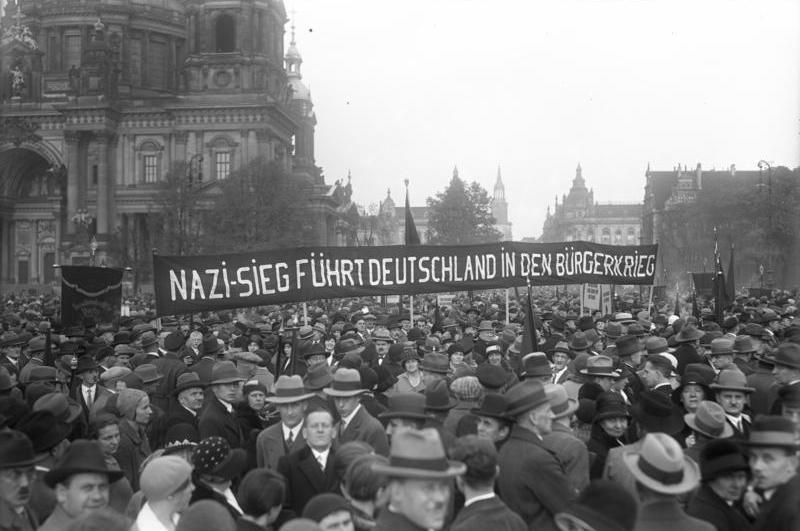
Demonstration der SPD gegen den Faschismus im Berliner Lustgarten 1930

Das Ende der Regierung Müller bedeutete auch das Ende des parlamentarischen Regierungssystems. Bereits der Nachfolger Heinrich Brüning stützte sich letztlich auf die Autorität des Reichspräsidenten und den Artikel 48 der Reichsverfassung.
Wirtschaftlich geprägt wurde das Ende der Republik von den Auswirkungen der Weltwirtschaftskrise, die anders als bei früheren Konjunkturschwankungen wie 1925/26 nicht nach einigen Monaten überwunden werden konnte, sondern über Jahre die Wirtschaft in eine Krise stürzte. Dies führte zu einem massiven Anstieg der Arbeitslosen und zu einer weit verbreiteten sozialen Not.
Dennoch wurde die Deflationspolitik Brünings, die mit massiven Sparmaßnahmen verbunden war, von der SPD im Kern mitgetragen, wenngleich sie auf eine gerechtere Verteilung der Lasten drängte. Die Auflösung des Reichstags und die Neuwahlen von 1930 schwächten die gemäßigten Parteien und stärkten die Radikalen, die Sozialdemokraten verloren über 15 % ihrer Stimmen. Die NSDAP, die bisher nicht viel mehr als eine Splitterpartei gewesen war, konnte sich mit über 18 % der Stimmen als zweitstärkste politische Kraft etablieren.
In den folgenden Jahren geriet die SPD immer stärker in die Defensive. Sie entschied sich für eine langfristige Tolerierung des Präsidialkabinetts Brüning („konstruktive Opposition“), um nach dem Schock von 1930 weitere vorgezogene Neuwahlen zu verhindern. Die Partei hoffte dadurch einer Annäherung der NSDAP an Brüning oder einem Regieren jenseits der Verfassung vorzubeugen. Diese Kompromisspolitik war bei den eigenen Anhängern, aber auch bei potentiellen Wählern nicht attraktiv. Angesichts der sozialen Not gingen vor allem jüngere Arbeiterwähler zur KPD oder in einem gewissen Umfang auch zur NSDAP über.
Immerhin versuchte die SPD zusammen mit den freien Gewerkschaften und dem Reichsbanner Schwarz-Rot-Gold seit 1931 der SA und dem Roten Frontkämpferbund der KPD mit der Eisernen Front eine republikanisch orientierte Schutzformation entgegenzusetzen. So eindrucksvoll deren Massenaufmärsche auch waren, übte die Organisation kaum Einfluss auf die Entwicklung aus.

### Innere Kritik und neue Organisationen
Für viele Mitglieder, aber auch in weiten Teilen der linken Öffentlichkeit stieß die Politik der Parteiführung auf scharfe Kritik. Daneben gab es auch Forderungen nach einer Einheitsfront von SPD und KPD und nach Überwindung der Spaltung der marxistischen Arbeiterbewegung.
Bereits die Politik der großen Koalition war auf heftige Kritik des linken Flügels der Partei gestoßen. Diese Tendenzen verstärkten sich vor dem Hintergrund der Tolerierungspolitik weiter. Schließlich wurden die linken Protagonisten Max Seydewitz und Kurt Rosenfeld aus der Partei ausgeschlossen. Zusammen mit anderen Kritikern wurde 1931 die Sozialistische Arbeiterpartei (SAP; teilweise auch SAPD genannt) gegründet, in der auch die bis dahin noch als Kleinpartei existierende USPD unter deren letztem Vorsitzenden Theodor Liebknecht aufging. Das Ziel der SAP war es, eine einheitliche revolutionäre Organisation auf nationaler und internationaler Grundlage zu schaffen. Die neue Partei grenzte sich deutlich von der SPD sowie der KPD ab. Die Partei hatte einige Schwerpunkte, etwa in Leipzig, Dresden oder Breslau. Zuspruch erfuhr sie auch von linken Intellektuellen wie Albert Einstein oder Lion Feuchtwanger. Erfolgreich war sie in Teilen der sozialistischen Jugendbewegung. So kam Herbert Frahm (der spätere Willy Brandt) aus diesem Umfeld. Eine gewisse Anziehungskraft übte die Partei auf Mitglieder linker Splittergruppen wie die USPD und KPO aus. Allerdings gelang es ihr weder den linken Flügel der SPD insgesamt für sich zu gewinnen, noch unter den Wählern einen nennenswerten Einfluss zu gewinnen. Bei den Reichstagswahlen vom Juli 1932 kam sie nur auf 0,2 % der Stimmen.
Innerhalb der SPD wurde der Kurs der Partei auch von der so genannten Neuen Rechten kritisiert, zu der eine ganze Reihe später einflussreicher jüngerer Funktionäre und Abgeordneten (Carlo Mierendorff, Julius Leber, Theodor Haubach, Kurt Schumacher) zählten. Diese forderten, dass die Partei auch außerhalb der parlamentarischen Bühne wieder zu einem Machtfaktor werden solle. Sie sollte vor allem nicht nur defensiv Stellung nehmen, sondern offensiv eine sozialistische Vision für Staat, Wirtschaft und Gesellschaft verbreiten. Die Parteiführung sah darin nur einen Angriff auf die altbewährte Ideologie und Taktik sowie jugendlichen Übermut. Am Kurs der Partei änderte die innere Kritik kaum etwas.

### Die Sozialdemokratie am Ende der Republik
Wie weit die Tolerierungspolitik ging, zeigt die Reichspräsidentenwahl von 1932. Von Anfang an verzichtete die SPD auf einen eigenen Kandidaten und sprach sich aus Furcht vor einem Reichspräsidenten Adolf Hitler für die Wiederwahl des eher antirepublikanischen Paul von Hindenburg aus. Nach dessen Wiederwahl wurde der extrem konservative Franz von Papen zum Reichskanzler ernannt, von dem keine Rückkehr zum parlamentarischen System zu erwarten war. Vielmehr sorgte er dafür, dass die SPD eine ihrer letzten einflussreichen politischen Positionen einbüßte.
1930 stellten DNVP und KPD einen gemeinsamen Misstrauensantrag im preußischen Parlament, 1931 versuchte der Stahlhelm mit Unterstützung von NSDAP, DNVP, DVP und KPD ein Volksbegehren zur Absetzung der Regierung in Preußen durchzubringen.
Bei den Landtagswahlen vom 24. April 1932 hatte die preußische Regierungskoalition um Otto Braun ihre parlamentarische Mehrheit verloren und war seither nur noch geschäftsführend im Amt. Diese Situation nutzte von Papen am 20. Juli 1932 beim so genannten Preußenschlag aus. Die Regierung wurde abgesetzt, und von Papen ernannte sich selbst zum Staatskommissar in Preußen. Ein möglicher Generalstreik wie 1920 beim Kapp-Putsch kam wegen der Arbeitslosigkeit nicht in Frage. Während in Teilen der Eisernen Front die Bereitschaft groß war, gegen den Preußenschlag notfalls auch mit Gewalt vorzugehen, verzichtete die Parteiführung auf diesen Schritt.
Neben der anhaltenden sozialen Not führte die Enttäuschung über das unentschlossene Verhalten der Parteiführung dazu, dass die SPD in den beiden Reichstagswahlen von 1932 weiter an Gewicht verlor. Bei der Juliwahl lag sie mit etwas mehr als 21 % mit deutlichem Abstand hinter der NSDAP. Bei der Novemberwahl hatte die NSDAP zwar verloren. Aber die SPD musste erneut leichte Verluste hinnehmen, die vor allem der KPD zugutekamen. Diese lag mit fast 17 % nur knapp hinter der SPD.
In den folgenden letzten Monaten der Republik hielt die SPD unbeirrt an ihrem Legalitätskurs fest. Auch nach dem Antritt der Regierung Hitler am 30. Januar 1933 wurde dieser weiter unterschätzt, und die Parteiführung baute weiterhin auf die eigene Organisationskraft. Dass die neue Regierung sich keineswegs an die Verfassung halten wollte, zeigte sich nach dem Reichstagsbrand Ende Februar 1933, in deren Folge wichtige Grundrechte außer Kraft gesetzt wurden. Bereits die Reichstagswahlen vom März 1933 waren nicht mehr völlig frei. Trotz Einschüchterung und einiger Verluste konnten aber die SPD wie auch das Zentrum ihre Kernwählerschaft behaupten. Die Koalition aus NSDAP und DNVP verfügte zwar über eine parlamentarische Mehrheit, für das Ziel der Regierung, die parlamentarische Demokratie auf formal legalem Wege abzuschaffen, brauchte sie jedoch im Reichstag eine Zweidrittelmehrheit. Aus verschiedenen Gründen gelang es, die Reste der bürgerlichen Parteien und das Zentrum zur Zustimmung für ein Ermächtigungsgesetz (Gesetz zur Behebung der Not von Volk und Reich) zu bewegen. In der Reichstagssitzung vom 23. März 1933 stimmte nur die SPD dagegen - alle kommunistischen (und ein Teil der SPD-) Abgeordneten waren entweder bereits verhaftet oder wurden an der Teilnahme gehindert, sodass sie als „verboten“ bzw. „ohne Begründung abwesend“ nicht mitgezählt wurden.
Die ablehnenden Worte des Fraktionsführers Otto Wels gelten auch heute noch als einer der Höhepunkte der deutschen Parlamentsgeschichte:

„Freiheit und Leben kann man uns nehmen, die Ehre nicht. (…) Wir deutschen Sozialdemokraten bekennen uns in dieser geschichtlichen Stunde feierlich zu den Grundsätzen der Menschlichkeit und der Gerechtigkeit, der Freiheit und des Sozialismus. Kein Ermächtigungsgesetz gibt Ihnen die Macht, Ideen, die ewig und unzerstörbar sind, zu vernichten. (…) Das Sozialistengesetz hat die Sozialdemokratie nicht vernichtet. Auch aus neuen Verfolgungen kann die deutsche Sozialdemokratie neue Kraft schöpfen. Wir grüßen die Verfolgten und Bedrängten. Wir grüßen unsere Freunde im Reich. Ihre Standhaftigkeit und Treue verdienen Bewunderung. Ihr Bekennermut, ihre ungebrochene Zuversicht verbürgen eine hellere Zukunft.“

## Emigration und Verfolgung während des Nationalsozialismus

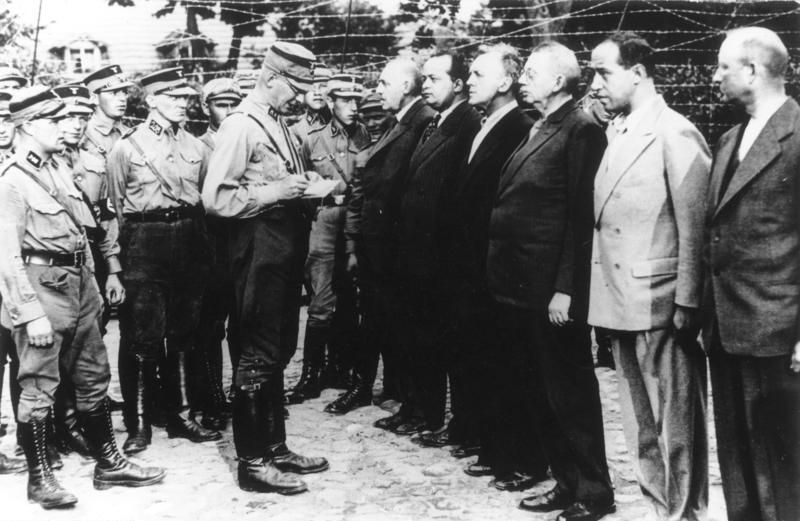
KZ Oranienburg, SA-Männer vor SPD-Häftlingen, August 1933, von rechts nach links: Kurt Magnus, Hans Flesch, Heinrich Giesecke, Alfred Braun, Friedrich Ebert junior und Ernst Heilmann

Ein Großteil des Vorstandes emigrierte ins Ausland. Ein Teil der Führungsmitglieder, der auf eine moderate Verfolgungspraxis wie zu Zeiten des Sozialistengesetzes hoffte, blieb zurück und versuchte, mit Konzessionen an das Regime den Fortbestand der Partei zu sichern. Dazu gehörte etwa der demonstrative Austritt von Otto Wels aus dem Büro der Sozialistischen Arbeiter-Internationale am 30. März 1933. Noch weiter gingen die freien Gewerkschaften, die sich nun ausdrücklich von der SPD distanzierten und am nationalsozialistischen Tag der nationalen Arbeit am 1. Mai 1933 teilnahmen. Nur einen Tag später wurden die Gewerkschaftshäuser besetzt und die Gewerkschaften aufgelöst. Auch der sozialdemokratischen Rumpffraktion wurde ihre Zustimmung zur nationalsozialistischen Friedensresolution am 17. Mai 1933 nicht gedankt. Stattdessen wurde am 22. Juni ein Betätigungsverbot erlassen. In den darauffolgenden Tagen folgte die Selbstauflösung aller anderen Parteien (zuletzt des Zentrums am 5. Juli) und am 14. Juli dann das Gesetz gegen die Neubildung von Parteien, mit dem die Existenz einer einzigen Partei, der NSDAP, gesetzlich festgeschrieben und jegliches Wirken für andere Parteien unter Strafe gestellt wurde, wobei bei den Sozialdemokraten, wie schon bei den Kommunisten, durch das Gesetz über die Einziehung volks- und staatsfeindlichen Vermögens auch ein Vermögenseinzug gesetzlich verankert wurde. Am selben Tag wurde mit dem Gesetz über den Widerruf von Einbürgerungen und die Aberkennung der deutschen Staatsangehörigkeit die Grundlage für Ausbürgerungen der ins Ausland Geflüchteten geschaffen. Zuvor waren am 7. Juli durch die Verordnung zur Sicherung der Staatsführung des Reichsinnenministers Frick sämtliche SPD-Abgeordnetenmandate im Reichstag, in den Landtagen und den Gemeindeparlamenten aufgehoben worden.
Zahlreiche führende und einfache Mitglieder der Partei waren schon vorher verhaftet worden. Nicht wenige starben in den Konzentrationslagern und Zuchthäusern. Die Masse der Mitglieder versuchte innerhalb des sozialdemokratischen Milieus, etwa im Vereinswesen getarnt als Gesangsverein, die Verbindung untereinander aufrechtzuerhalten. An Widerstandsaktionen beteiligte sich die Masse der Mitglieder, auch aus Rücksicht auf die Familien, nicht. Zu den wenigen gehörten die sich aus Strukturen des Reichsbanners rekrutierenden Gruppen um Theodor Haubach und Karl Heinrich in Berlin oder um Walter Schmedemann in Hamburg. Die organisatorische Basis sozialdemokratischer Widerstandsgruppen bildeten häufig nicht SPD-Organisationen, sondern Schufo- oder Jungbannergruppen des Reichsbanners oder SAJ-Gruppen, in welchen sich aktivistisch orientierte, häufig jüngere SPD-Mitglieder sammelten.
Einen im Vergleich mit ihrer geringen Bedeutung während der Republik großen Anteil am Widerstand hatten einige linkssozialistische Gruppen. Dazu zählten neben der SAP die sich überwiegend aus in kritischer Distanz zur SoPaDe stehenden SPD- oder SAJ-Mitgliedern rekrutierenden Organisationen Neu Beginnen, Revolutionäre Sozialisten Deutschlands, Sozialistische Front und Roter Stoßtrupp und nicht zuletzt der (wie die SAP außerhalb der SPD stehende) Internationale Sozialistische Kampfbund (ISK). Der letztgenannte verstand sich nicht als marxistisch, sondern knüpfte an den Philosophen Leonard Nelson an. Von anhaltender Bedeutung war, dass überdurchschnittlich viele Mitglieder dieser Gruppen wie beispielsweise Willy Brandt, Fritz Erler, Willi Eichler oder Erwin Schoettle nach dem Krieg Einfluss in der SPD gewannen.
Die ins Ausland geflüchtete Parteiführung der SPD nannte die Exilorganisation SoPaDe. Sie veröffentlichte mit den Deutschland-Berichten der Sopade relativ verlässliche Berichte aus dem nationalsozialistischen Deutschland. Politisch distanzierte sich die SoPaDe vom Legalitätskurs, wie ihn zuletzt die Rumpffraktion gezeigt hatte, und rückte insgesamt stärker nach links, wie dies etwa im maßgeblich von Rudolf Hilferding verfassten Prager Manifest deutlich wurde. Stärker als zuvor setzte sie auf eine Vereinigung mit den linkssozialistischen Splittergruppen, nicht aber mit der KPD. Erst als die Komintern ihren Sozialfaschismusvorwurf 1935 fallen gelassen hatte, war eine Zusammenarbeit von der KPD über die kleinen Gruppen bis hin zur SPD denkbar geworden. Dennoch blieb das Misstrauen groß. Nach der Besetzung der Tschechoslowakei durch die deutsche Wehrmacht floh die Exilpartei nach Paris und von dort aus kaum zwei Jahre später nach London. Dort schlossen sich 1941 in der Union deutscher sozialistischer Organisationen in Großbritannien die SoPaDe, die SAP, der ISK und die Gruppe Neu Beginnen in einem Dachverband zusammen. Dies war ein zentraler Schritt zur Überwindung der Spaltung der sozialistischen Arbeiterbewegung. Auch in anderen Ländern versuchten sich die sozialdemokratischen Exilanten zu organisieren. In den USA entstand etwa die German Labour Delegation, die dazu beitrug, nach der Besetzung Frankreichs durch die deutsche Armee hunderte Sozialdemokraten vor der Verhaftung zu bewahren.
Einzelne SPD-Mitglieder wie Julius Leber, Adolf Reichwein oder Wilhelm Leuschner waren an den Planungen, die zum Aufstandsversuch am 20. Juli 1944 führten, beteiligt oder gehörten dem Kreisauer Kreis an. Nach dessen Ende kam es noch einmal zu einer umfassenden Verhaftungswelle zahlreicher ehemaliger Sozialdemokraten und anderer Oppositioneller in der so genannten Aktion Gitter.

## Die SPD während der Besatzungszeit 1945–1949

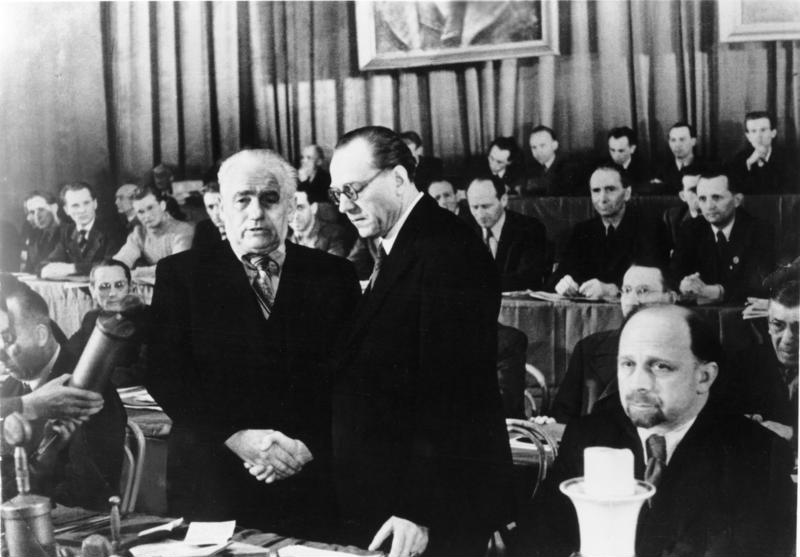
Vereinigungsparteitag von KPD und SPD zur SED im Berliner Admiralspalast, Händedruck zwischen Otto Grotewohl und Wilhelm Pieck, 21. April 1946

Unmittelbar nach Kriegsende, zum Teil kurz nach der Befreiung der einzelnen Orte, begann aus lokalen Initiativen der Wiederaufbau der SPD. Diese erhob dabei den Anspruch, dass die Sozialdemokratie als einzige Partei vom Nationalsozialismus und vom Scheitern der Weimarer Republik unbelastet sei und ihr daher die führende Rolle beim Aufbau eines nachfaschistischen Deutschlands zukommen müsse. Organisatorisch ging der Wiederaufbau rasch vonstatten. Bereits gegen Ende des Jahres 1946 war die SPD in den Westzonen und Berlin mit etwa 700.000 Mitgliedern größer als 1931 in demselben Gebiet. An der Basis war die Entwicklung der Partei zunächst eine Mischung aus alten Elementen und neuen Entwicklungen. In den meisten Fällen wurde die Entwicklung von Funktionären aus der Weimarer Zeit getragen. Allerdings zeigte das Scheitern der Rekonstruktion des sozialdemokratischen Vereinswesens, dass das alte sozialdemokratische Milieu nachhaltig geschwächt worden war.
Zunächst unabhängig voneinander entstanden zwei Organisationszentren, die auf überregionaler Ebene begannen, die Partei wieder aufzubauen. Bereits am 15. Juni 1945 hatte sich in Berlin um Otto Grotewohl, unterstützt etwa von Gustav Dahrendorf oder Max Fechner, ein Zentralausschuss gebildet, der den Anspruch erhob, für die Partei im ganzen Land zu sprechen. Von Hannover aus bemühte sich das Büro Dr. Schumacher des charismatischen Kurt Schumacher um den Wiederaufbau der Partei vor allem in den drei westlichen Besatzungszonen (später Trizone). Der SPD in den Westzonen schlossen sich relativ bald die Mitglieder der SAP und des ISK an, die zu einem Großteil aus dem Exil zurückkehrten. Aus dem Umkreis der ehemaligen Linkssozialisten stießen später so einflussreiche Personen wie Fritz Erler, Willy Brandt und Heinz Kühn, von den ethischen Sozialisten Willi Eichler oder frühere Kommunisten wie Herbert Wehner zur SPD. Hinzu kamen Persönlichkeiten mit einem demokratisch-bürgerlichen Hintergrund wie Carlo Schmid, Karl Schiller oder Heinrich Albertz.
Zentral für die zukünftige Entwicklung wurde die Wennigser Konferenz vom 5. bis 8. Oktober 1945. Dort setzte Schumacher durch, dass der Zentralausschuss nur für die Sowjetische Besatzungszone zuständig sein solle und er als Beauftragter für die Westzonen eingesetzt wurde. Ein Hauptgrund dafür war, dass Schumacher dem starken Einfluss der sowjetischen Besatzungsbehörden auf den Zentralausschuss misstraute. Gewissermaßen legitimiert wurde diese Lösung durch den Exilvorstand (Sopade) in London um Erich Ollenhauer.
Unter den Mitgliedern von KPD und SPD gab es einen starken Drang zur Überwindung der Spaltung der marxistisch ausgerichteten Arbeiterbewegung. Auch Schumacher wollte zwar die Einheit, lehnte aber ein Zusammengehen mit der KPD, von der er sagte, sie sei keine deutsche Klassen-, sondern eine fremde, von der Sowjetunion dirigierte Staatspartei, kategorisch ab. Daher lehnte die Westpartei einen von Otto Grotewohl geforderten gemeinsamen Parteitag zur Beratung einer Vereinigung ab. Die Wiedererrichtung der Partei im nationalen Rahmen sei erst möglich, nachdem eine gesamtdeutsche Regierung gebildet worden sei, so Schumacher. Eine Befragung der Mitglieder zu dieser Frage fand lediglich in Berlin und nach Intervention der Sowjetischen Militäradministration (SMAD) letztlich nur in den Westsektoren statt. Danach lehnten 82 % der Parteimitglieder einen sofortigen Zusammenschluss ab, aber immerhin 62 % befürworteten ein Bündnis beider Parteien.
Für das Gebiet des sowjetischen Sektors von Berlin und der Sowjetischen Besatzungszone kam es im Berliner Admiralspalast am 21. April 1946 zur Vereinigung von SPD und KPD zur SED. Auf Grund des Druckes, der im Vorfeld dabei auf die SPD ausgeübt worden war, hat sich dafür in Westdeutschland der Begriff der Zwangsvereinigung durchgesetzt.
Dies hat im Nachhinein die Richtigkeit einer strikten Abgrenzungspolitik von Schumacher bestätigt und seine Politik legitimiert. Vom 9. bis 11. Mai 1946 trat in Hannover im Gebäude der Hanomag ein Parteitag der westdeutschen Sozialdemokraten zusammen, der als Reaktion auf die Gründung der SED eine auf die Westzonen beschränkte Partei unter dem alten Namen SPD gründete. Schumacher wurde dabei mit 244 von 245 Stimmen zum Vorsitzenden gewählt. Damit war die Gründungsphase der SPD in der Nachkriegszeit abgeschlossen.
Die ersten Landtagswahlen verliefen für die SPD enttäuschend. Die beiden neuen Sammlungsparteien CDU und CSU überholten die Sozialdemokraten durchschnittlich mit über 37 % zu 35 %, und die KPD konnte mit über 9 % noch ein nennenswertes Wählerpotential binden. Gleichwohl waren die Ergebnisse durchschnittlich deutlich besser als bei der Reichstagswahl von 1928. Dennoch konnte die SPD auch vor diesem Hintergrund ihr Ziel einer Sozialisierung der Wirtschaft nicht durchsetzen. Anfangs war die SPD mit dem marxistischen Ökonomen Viktor Agartz in der Bizone zwar für die Wirtschaftspolitik verantwortlich; im 1947 errichteten Wirtschaftsrat der Westzonen setzte sich allerdings Ludwig Erhard durch. Bei der Gestaltung des Grundgesetzes spielten sozialdemokratische Politiker, insbesondere Carlo Schmid und Walter Menzel, jedoch eine prägende Rolle.

## Sozialdemokraten in der DDR
Nach der Zwangsvereinigung von KPD und SPD wurden innerhalb der SED die sozialdemokratischen Einflüsse immer stärker in den Hintergrund gedrängt. Kritiker wurden aus der Partei ausgeschlossen oder verhaftet. Viele fielen den von Josef Stalin und Walter Ulbricht angeordneten Säuberungen zum Opfer. Eine Sondersituation herrschte auf Grund des für ganz Berlin geltenden Rechtes im Ostteil von Berlin. Dort existierte die SPD als legale Partei mit acht Kreisorganisationen, wenn auch faktisch ohne Gestaltungsmöglichkeiten, weiter. Nach dem Mauerbau 1961 wurde der Landesverband aufgelöst und die Mitglieder von ihren Pflichten der Partei gegenüber entbunden. Zum Schluss waren immerhin noch 5000 Einwohner des Ostsektors Mitglied der SPD. Insgesamt veranlassten die Verfolgungen viele Anhänger der Partei, sich mit den Verhältnissen zu arrangieren. Viele flohen aber auch nach West-Berlin oder nach Westdeutschland. Etwa 6000 waren zu langjährigen Freiheitsstrafen verurteilt und in ehemalige KZs eingesperrt worden, in denen sie schon während der Hitlerzeit gesessen hatten. Daneben gab es aber auch solche, die ganz ähnlich wie vor 1945 versuchten, ihre alten Kontakte aufrechtzuerhalten. Dabei spielte auch die Hoffnung eine Rolle, auf diesem Weg sozialdemokratische Positionen innerhalb der SED durchsetzen zu können. Damit war es allerdings mit dem Umbau der SED zu einer Partei neuen Typs weitgehend vorbei. Die SPD im Westen versuchte seit 1946 durch ein Ostsekretariat in Berlin und ein Ostbüro auf Bundesebene den Flüchtlingen zu helfen, Kontakte in die DDR aufrechtzuerhalten und Informationen zu sammeln. Nach dem Mauerbau verlor das Ostbüro an Bedeutung und wurde 1966 aufgelöst. In der DDR wurden die meisten wegen ihrer Zugehörigkeit zur SPD Inhaftierten in der Mitte der 1950er Jahre entlassen. Die personellen Kontinuitäten zwischen der Nachkriegssozialdemokratie und der Neugründung von 1989 waren gering.

## Die Sozialdemokratie in der Bundesrepublik

### Die Stagnation in den 1950er Jahren
Bei den ersten Bundestagswahlen 1949 der Bundesrepublik Deutschland lag die SPD mit 29,2 % knapp hinter der CDU/CSU unter der Führung Konrad Adenauers. Da die Union eine Koalition mit der FDP und der Deutschen Partei (DP) einging, wurde die SPD zur Oppositionspartei.
| Bundestagswahlergebnisse           | Bundestagswahlergebnisse | Bundestagswahlergebnisse | Bundestagswahlergebnisse |
| Jahr                               | Stimmen                  | Sitze                    | Kanzlerkandidat          |
| ---------------------------------- | ------------------------ | ------------------------ | ------------------------ |
| Bundestagswahl 1949                | 29,2 %                   | 131                      | Kurt Schumacher          |
| Bundestagswahl 1953                | 28,8 %                   | 151                      | Erich Ollenhauer         |
| Bundestagswahl 1957                | 31,8 %                   | 169                      | Erich Ollenhauer         |
| Bundestagswahl 1961                | 36,2 %                   | 190                      | Willy Brandt             |
| Bundestagswahl 1965                | 39,3 %                   | 202                      | Willy Brandt             |
| Bundestagswahl 1969                | 42,7 %                   | 224                      | Willy Brandt *           |
| Bundestagswahl 1972                | 45,8 %                   | 230                      | Willy Brandt *           |
| Bundestagswahl 1976                | 42,6 %                   | 214                      | Helmut Schmidt *         |
| Bundestagswahl 1980                | 42,9 %                   | 218                      | Helmut Schmidt *         |
| Bundestagswahl 1983                | 38,2 %                   | 193                      | Hans-Jochen Vogel        |
| Bundestagswahl 1987                | 37,0 %                   | 186                      | Johannes Rau             |
| Bundestagswahl 1990                | 33,5 %                   | 239                      | Oskar Lafontaine         |
| Bundestagswahl 1994                | 36,4 %                   | 252                      | Rudolf Scharping         |
| Bundestagswahl 1998                | 40,9 %                   | 298                      | Gerhard Schröder *       |
| Bundestagswahl 2002                | 38,5 %                   | 251                      | Gerhard Schröder *       |
| Bundestagswahl 2005                | 34,2 %                   | 222                      | Gerhard Schröder         |
| Bundestagswahl 2009                | 23,0 %                   | 146                      | Frank-Walter Steinmeier  |
| Bundestagswahl 2013                | 25,7 %                   | 193                      | Peer Steinbrück          |
| Bundestagswahl 2017                | 20,5 %                   | 153                      | Martin Schulz            |
| Bundestagswahl 2021                | 25,7 %                   | 206                      | Olaf Scholz *            |
| * wurde anschließend Bundeskanzler |                          |                          |                          |

Die Lage der SPD war in der jungen Bundesrepublik in vieler Hinsicht problematisch. Die Partei verlor allein zwischen 1948 und 1954 etwa 300.000 Mitglieder. Vor allem viele jüngere verließen die Partei enttäuscht wieder. Die Folge war eine tendenzielle Überalterung der SPD. Bei den Wahlen der 1950er Jahre zeigte sich, dass es der Partei nicht gelungen war, ihr Wählerreservoir auszuweiten. Sie blieb weitgehend eine Arbeiterpartei, aber auch ein Einbruch in die katholische Arbeiterschaft gelang zunächst kaum. Damit einher gingen finanzielle Probleme.
Die SPD, in der die marxistischen Tendenzen nach 1945 ein starkes Gewicht hatten, stand der sozialen Marktwirtschaft zunächst äußerst kritisch gegenüber. Ihre Forderung nach Sozialisierung war aber mit dem beginnenden Wohlstand der Wirtschaftswunderjahre kaum noch mehrheitsfähig. Im Gegensatz zu Adenauers Politik der Westbindung stellte die SPD das Ziel der Wiedervereinigung über eine zu enge Anlehnung an die USA und Westeuropa. SPD-Konzeptionen zur Deutschlandpolitik aus dieser Zeit halten eine politische Neutralität Deutschlands für möglich und sprechen sich strikt gegen eine Wiederbewaffnung des Landes aus. Eine solche Politik zwischen Ost und West war für viele Wähler angesichts des Kalten Krieges nur wenig attraktiv. Dies zeigte sich bei der Bundestagswahl 1953. Erich Ollenhauer, der nach dem Tod von Kurt Schumacher Parteivorsitzender geworden war, trat als Kanzlerkandidat gegen Konrad Adenauer an. Während CDU/CSU auf 45,2 % kamen, konnte die SPD nur 28,8 % erzielen. Dies bedeutete eine klare Zustimmung der Wähler zu Adenauers Politik der westlichen Integration und eines Wirtschaftsaufschwungs auf marktwirtschaftlicher Grundlage gegen die Forderung nach nationaler Einheit.
Dennoch begannen bereits in den frühen 1950er Jahren Veränderungen. Immer mehr gewannen in der Parteispitze ehemalige Parteirebellen und Mitglieder der kleinen sozialistischen Parteien an Einfluss. Das Dortmunder Aktionsprogramm von 1952 enthielt eine allmähliche Abwendung von der Selbstdefinition als Arbeiterpartei und eine Hinwendung zum Konzept der Volkspartei. Auch wirtschaftspolitisch bedeutete die Formel „Wettbewerb so weit wie möglich, Planung so weit wie nötig“ eine allmähliche Umorientierung.
Die Niederlage bei der Bundestagswahl von 1953 hatte auch zur Folge, dass die SPD im Parlament ihre Sperrminorität gegen Verfassungsänderungen verloren hatte. Damit verlor die Partei vor allem gegen die geplante Wiederbewaffnung ihre schärfste parlamentarische Waffe. Stattdessen kam es im Januar 1954 in der Frankfurter Paulskirche zur Gründung eines außerparlamentarischen Bündnisses aus SPD, DGB und der Gesamtdeutschen Volkspartei (GVP) von Gustav Heinemann. Hinzu kamen kritische christliche Gruppen und Intellektuelle. Zwar schlug sich das Engagement in der Paulskirchenbewegung kaum in einem Zuwachs der Wählerstimmen etwa bei Landtagswahlen nieder, aber bei kritischen Minderheiten wuchs das Vertrauen zur SPD an. Über die Paulskirchenbewegung fanden etwa Heinemann, aber auch Johannes Rau oder Erhard Eppler zur Sozialdemokratie.
Im Jahr 1956 waren die Chancen der SPD für einen Regierungswechsel so günstig wie nie zuvor. In Nordrhein-Westfalen ging die FDP erstmals ein Regierungsbündnis mit der SPD ein, und auf Bundesebene signalisierten Umfrageergebnisse einen Vorsprung vor der CDU. Der Ungarnaufstand und die Rentenreform von 1957 führten zu einem Meinungsumschwung. Erstmals in der deutschen Geschichte kam mit der CDU/CSU eine Partei mit 50,2 % auf die absolute Mehrheit der Stimmen, während der geringe Zuwachs der SPD auf 31,8 % auf das Verbot der KPD und den Wahlverzicht der GVP zurückging.

### Die Wende von Bad Godesberg 1959
Die Niederlage von 1957 war einer der Hauptauslöser für einen fundamentalen Politikwechsel der SPD. Zwar blieb Erich Ollenhauer weiterhin Oppositionsführer, aber Stellvertreter wurden mit Herbert Wehner, Fritz Erler und Carlo Schmid Persönlichkeiten, die nicht aus dem sozialdemokratischen Apparat der Weimarer Republik kamen. Eine stärkere Beachtung in der Öffentlichkeit fand die Partei, als sie sich an der Kampagne gegen die Bewaffnung der Bundeswehr mit Atomwaffen beteiligte (Kampf dem Atomtod). Dies kumulierte 1959 in dem von Herbert Wehner maßgeblich geprägten Deutschlandplan, der den Wiedervereinigungsgedanken und die Schaffung einer atomwaffenfreien Zone in Europa verband.
| Programme deutscher sozialdemokratischer Parteien | Programme deutscher sozialdemokratischer Parteien | Programme deutscher sozialdemokratischer Parteien |
| Jahr                                              | Programmname                                      | Kurzbeschreibung                                  |
| ------------------------------------------------- | ------------------------------------------------- | ------------------------------------------------- |
| 1869                                              | Eisenacher Programm                               | Gründungsprogramm der SDAP                        |
| 1875                                              | Gothaer Programm                                  | Vereinigung von SDAP und ADAV                     |
| 1891                                              | Erfurter Programm                                 | marxistisch geprägtes Programm                    |
| 1921                                              | Görlitzer Programm                                | stärker revisionistisches Programm der MSPD       |
| 1925                                              | Heidelberger Programm                             | Forderung nach Vereinten Staaten von Europa       |
| 1959                                              | Godesberger Programm                              | Volkspartei des demokratischen Sozialismus        |
| 1989                                              | Berliner Programm                                 | ökologische Erneuerung der Industriegesellschaft  |
| 2007                                              | Hamburger Programm                                | aktuelles Programm der SPD                        |

Für die programmatische Erneuerung der Partei waren die Erfahrungen, die sie mit der Zusammenarbeit mit kirchlichen Gruppen und bürgerlichen Intellektuellen während der Kampagne gegen die Atombewaffnung gemacht hatte, wichtig für eine volksparteiliche Umorientierung. Der Entwurf zu einem neuen Programm, der erstmals 1958 dem Parteitag zur Beratung vorlag, war insofern kein totaler Bruch, als es an das Dortmunder Aktionsprogramm anknüpfen konnte. Stark prägten den Entwurf Willi Eichler und Waldemar von Knoeringen, die aus den kleineren sozialistischen Parteien der Weimarer Republik kamen. Ein stärker marxistisch geprägter Gegenentwurf dazu kam von Wolfgang Abendroth. Entschieden wurde über das neue Programm auf dem Godesberger Parteitag im November 1959. Dieser nahm den Entwurf des Parteivorstandes, das Godesberger Programm, mit 324 gegen 16 Stimmen an. Außenpolitisch nahm es die Forderung nach einer atomwaffenfreien Zone wieder auf, bekannte sich aber auch zu einer Verteidigungsarmee. Anders als noch im Entwurf wurde die marxistische Vergangenheit der Partei vollständig außer Acht gelassen. Stattdessen wurde postuliert, dass die sozialistische Tradition in der christlichen Ethik, dem Humanismus und der klassischen Philosophie wurzele. Als Grundwerte der Partei wurden Freiheit, Gleichheit und Solidarität festgeschrieben. Als Ziel einer neuen Wirtschafts- und Sozialordnung knüpfte das Programm an die gemischtwirtschaftliche Formulierung des Dortmunder Aktionsprogramms an. Ordnungspolitisch kam die neue Position der SPD in der Formel Wettbewerb so weit wie möglich, Planung so weit wie nötig zum Ausdruck.
In den folgenden Jahren verschoben sich die außenpolitischen Positionen weiter, als deutlich wurde, dass der Gegensatz zwischen Ost und West nur zu einer Erstarrung des Status quo geführt hatte, wie Willy Brandts außenpolitischer Berater Egon Bahr es formulierte. Damit verbunden war die Ansicht, dass die Bundesrepublik auf unabsehbare Zeit mit der Mauer leben müsse. Realistisches Ziel könne vor diesem Hintergrund nur sein, die Mauer durch Verhandlungen mit der anderen Seite durchlässiger zu machen. Bahr prägte vor diesem Hintergrund das Schlagwort vom „Wandel durch Annäherung“. Ein erster Schritt war in Berlin das Passierscheinabkommen im Jahr 1963. Bei der Bundestagswahl von 1965 zahlte sich der politische Wandel der SPD allerdings kaum aus. Zwar erreichte die Partei mit 39,3 % das beste Ergebnis ihrer Geschichte, aber die CDU unter dem neuen, noch immer populären Bundeskanzler Ludwig Erhard konnte mit 47 % ihre führende Position behaupten.

### Auf dem Weg zur Volkspartei
Zur Strategie der SPD nach Godesberg gehörte eine deutliche Annäherung an die bürgerlichen Parteien und eine Entideologisierung. So trennte sich die Partei 1960/61 vom Sozialistischen Deutschen Studentenbund (SDS), der sich daraufhin autonome Handlungsfelder suchte. Allerdings vergrößerte dies durchaus die Wahlchancen und schadete kaum der Hinwendung von Intellektuellen zur Partei, die als medial wirksame Multiplikatoren wichtig wurden. Seit der Bundestagswahl 1961 sprachen sich etwa Martin Walser, Hans Werner Richter und insbesondere Günter Grass für die SPD aus. Letzterer organisierte 1968 die Sozialdemokratische Wählerinitiative, für die sich zahlreiche Intellektuelle einsetzten. Nicht unwichtig war die Integration von bekannten gesinnungsethischen Protestanten. Daneben sahen trotz des Godesberger Programmes demokratische Linke wie Peter von Oertzen noch Handlungsspielräume in der SPD.

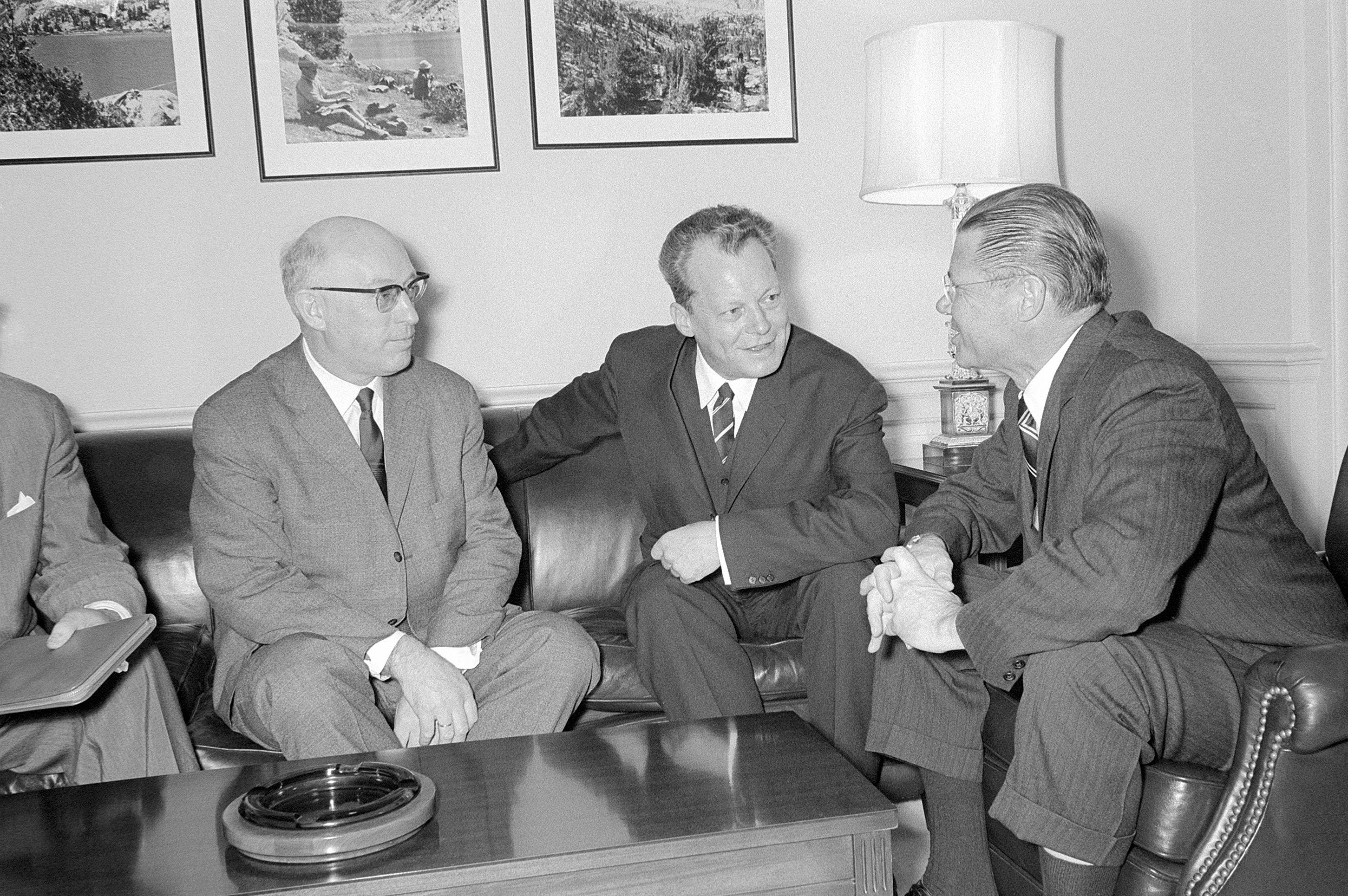
US-Verteidigungsminister Robert McNamara (rechts) im Gespräch mit dem SPD-Fraktionsvorsitzenden Fritz Erler (links) und Westberlins Regierendem Bürgermeister Willy Brandt (SPD) am 13. April 1965 in Arlington, Virginia, USA

Godesberg war programmatisch zwar ein wichtiger Schritt in Richtung Volkspartei, aber kaum weniger wichtig war, dass sich die SPD auf regionaler und lokaler Ebene in der politischen Verantwortung bewährte und sich als Alternative zur CDU/CSU erwies. In Hessen befand sich die SPD seit 1946 sowohl in den Großstädten als auch im ländlichen Raum im Aufstieg. Eine wichtige Rolle als Landesvater spielte dort Georg-August Zinn. Eine ähnliche Rolle spielte in Niedersachsen Hinrich Wilhelm Kopf. In Bayern scheiterte die SPD an der Volksnähe der CSU. Fast umgekehrt war die Entwicklung in Nordrhein-Westfalen. Auch dort begann eine stärkere Sozialdemokratisierung bereits nach 1945. Aber erst der Übergang der KPD-Wähler zur SPD verstärkte Mitte der 1950er Jahre den Trend. In der Folge eroberten die Sozialdemokraten zunächst Kommunen. Ebenso wichtig war ihre enge Verflechtung mit den Gewerkschaften. Kommunalpolitiker und Betriebsratsmitglieder konnten sich erfolgreich als Anwälte der kleinen Leute präsentieren. Später gelang es Politikern wie Heinz Kühn und Johannes Rau, die SPD als linke Volkspartei mit einer starken Arbeitnehmerorientierung zu repräsentieren. Entscheidend wurde der Einbruch in das katholische Arbeitermilieu, nachdem es der CDU nicht gelungen war, die beginnende Krise von Eisen und Stahl in den Griff zu bekommen. Die Folge war, dass der SPD in Nordrhein-Westfalen 1966 mit 49,5 % der Stimmen ein überwältigender Wahlsieg gelang. Im Grunde wurde das Revier erst jetzt zu einer Hochburg der Sozialdemokratie.

### Große Koalition 1966–1969

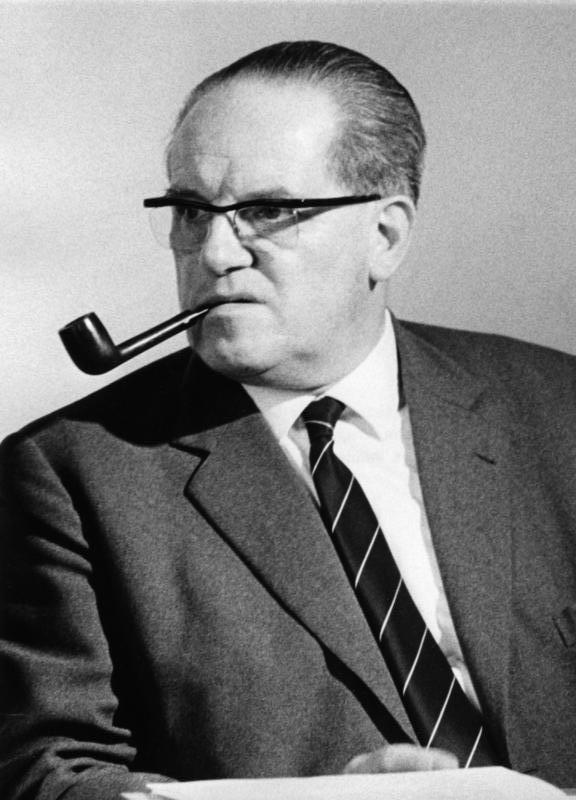
Herbert Wehner (1966)

Nach der Bundestagswahl von 1965 ging die CDU/CSU zunächst eine Koalition mit der FDP ein. Die Regierung zerbrach, als die FDP ihre vier Bundesminister wegen Unstimmigkeiten in der Wirtschaftspolitik am 27. Oktober 1966 aus der Regierung abzog. Kurt Georg Kiesinger, der Ludwig Erhard als Kanzler ablöste, bildete nach dem Scheitern von Verhandlungen mit der FDP eine große Koalition mit der SPD. Ein mögliches Bündnis der Sozialdemokraten mit der FDP erschien angesichts der starken rechtsliberalen Strömung zu risikoreich. Das Bündnis mit der CDU stieß in der Partei anfangs auf heftige Kritik. In der neuen Regierung profilierten sich Willy Brandt als Außenminister, Gustav Heinemann als Bundesjustizminister und Karl Schiller als Wirtschaftsminister in zentralen Politikbereichen. Insbesondere Schiller sorgte mit der keynesianischen Globalsteuerung der Wirtschaft und der propagierten konzertierten Aktion von Gewerkschaften und Unternehmern für einen weiteren Zustrom von Wählern aus den Mittelschichten zur SPD. Herbert Wehner als Bundesminister für gesamtdeutsche Fragen war gleichzeitig auf Seiten der SPD der eigentliche Architekt der Großen Koalition.
| Fraktionsvorsitzende der SPD im Deutschen Bundestag | Fraktionsvorsitzende der SPD im Deutschen Bundestag |
| --------------------------------------------------- | --------------------------------------------------- |
| 1949–1952                                           | Kurt Schumacher                                     |
| 1952–1963                                           | Erich Ollenhauer                                    |
| 1964–1967                                           | Fritz Erler                                         |
| 1967–1969                                           | Helmut Schmidt                                      |
| 1969–1983                                           | Herbert Wehner                                      |
| 1983–1991                                           | Hans-Jochen Vogel                                   |
| 1991–1994                                           | Hans-Ulrich Klose                                   |
| 1994–1998                                           | Rudolf Scharping                                    |
| 1998–2002                                           | Peter Struck                                        |
| 2002                                                | Ludwig Stiegler                                     |
| 2002–2005                                           | Franz Müntefering                                   |
| 2005–2009                                           | Peter Struck                                        |
| 2009–2013                                           | Frank-Walter Steinmeier                             |
| 2013–2017                                           | Thomas Oppermann                                    |
| 2017–2019                                           | Andrea Nahles                                       |
| seit 2019                                           | Rolf Mützenich                                      |

Angesichts einer wirtschaftlichen Rezession, die unter anderem dazu führte, dass die Bundesanstalt für Arbeit anstelle der Vollbeschäftigung etwa 2 % Arbeitslose zählte, versuchten die Politiker der Großen Koalition, die alle noch das Ende von Weimar miterlebt hatten, gegenzusteuern. Zentral zur wirtschaftlichen und politischen Stabilisierung sahen sie daher das Gesetz zur Konjunktursteuerung von 1967 und die Notstandsgesetze vom Mai 1968 an. Daneben kam in vielen Politikfeldern wie in der Verkehrs- und Bildungspolitik ein technokratisches Denken zum Durchbruch.
Während sich ein beachtlicher Teil der Bevölkerung von der Regierung eine Überwindung der Krise versprach, führte das Bündnis der beiden großen Parteien auch zu einer Stärkung der rechten und linken Kräfte. Auf der Rechten gelang es der NPD, in insgesamt sieben Landtage einzuziehen, die während der Zeit der Großen Koalition gewählt wurden.
Auf der Linken hinterließ die Regierungsbeteiligung der SPD ein Vakuum. Stattdessen begann sich mit der außerparlamentarischen Opposition, nicht zuletzt getragen vom SDS, eine zunächst radikaldemokratische und linkssozialistische Bewegung zu formieren. Vor allem in den Jahren 1967 und 1968, also in der Zeit der 68er-Bewegung, kam es im Zuge der studentischen Proteste unter anderem gegen die Notstandsgesetzgebung zu massiven Protesten gegen die Regierung der Großen Koalition. Dem schlossen sich große Teile der intellektuellen Elite der Bundesrepublik an. So äußerten sich unter anderem Theodor W. Adorno und Heinrich Böll besorgt über die Machtfülle der Großen Koalition und die Notstandsgesetze. Allerdings kam es auf der Linken nicht zur Bildung einer starken linken Protestpartei. Stattdessen kam es zur Zersplitterung in zahlreiche Kleinstparteien, überwiegend orientiert an antiautoritären Idealen.
Auch innerhalb der SPD selbst formierte sich Widerstand. Erstmals wich der Bundeskongress der Jungsozialisten 1967 von seiner bisherigen unbedingten parteitreuen Linie ab. Auf dem SPD-Bundesparteitag von 1968 stimmten zwar 173 Delegierte für die Fortsetzung der Regierung, immerhin 129 jedoch dagegen.
Der Führung der SPD gelang es in der Folge durchaus, sich aus den Fesseln der Großen Koalition zu lösen. Zu einem deutlichen Zeichen, dass auch andere Bündnisse möglich waren, wurde die Wahl zum Bundespräsidenten im Jahr 1969. SPD und FDP wählten gemeinsam Gustav Heinemann ins Amt.

### Regierung Brandt seit 1969 – Reformhoffnungen und die Neue Ostpolitik

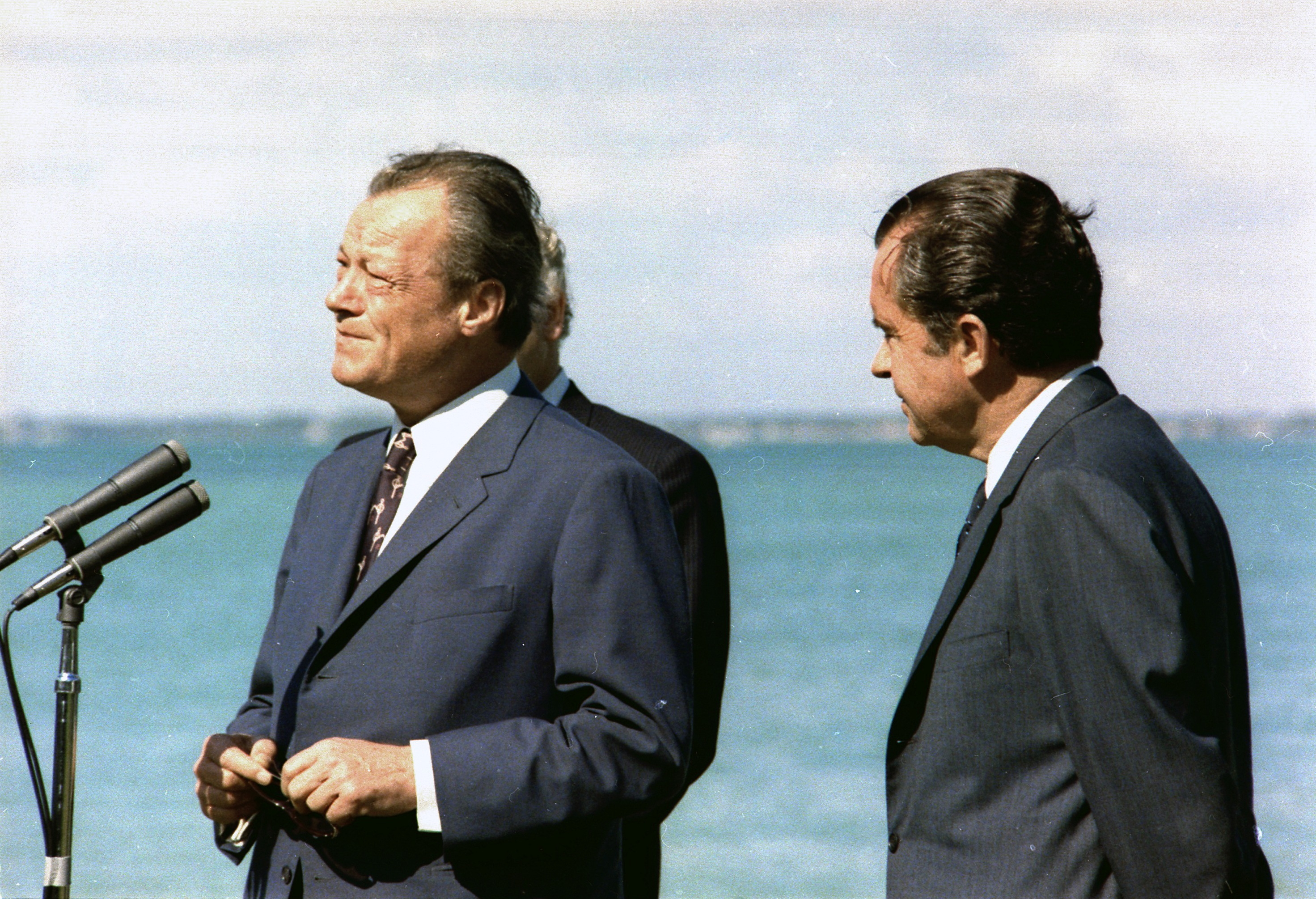
Willy Brandt (links im Bild) mit US-Präsident Richard Nixon

Im Vorfeld der Bundestagswahl von 1969 verfolgte die SPD eine Doppelstrategie. Während Karl Schillers wachstumsorientierte Wirtschaftspolitik auf Wähler aus den Mittelschichten abzielte, versuchte Willy Brandt die jüngeren Wähler einzubinden, indem er appellierte, ihr Aufbegehren gegen das Establishment ernst zu nehmen. Mit dem Slogan „Wir schaffen das moderne Deutschland“ kam die SPD auf 42,7 %. Die CDU war zwar mit 46,1 % noch stärkste Partei, kam aber nicht wie vielfach erwartet auf die absolute Mehrheit, da sie einen Teil ihrer potentiellen Wähler an die NPD verloren hatte, die auf 4,3 % kam. Dieses Ergebnis reichte für die SPD knapp aus, um mit der FDP eine Koalition zu bilden. Willy Brandt wurde so zum ersten sozialdemokratischen Bundeskanzler gewählt. Das Außen- (Walter Scheel) und das Innenministerium (Hans-Dietrich Genscher) gingen an die FDP. Die erste Regierungserklärung von Willy Brandt war innenpolitisch von der Ankündigung einer umfassenden Reformpolitik geprägt. „Wir wollen mehr Demokratie wagen.“ Außenpolitisch stand die Westintegration nicht mehr in Zweifel. Ergänzt werden sollte diese durch eine Aussöhnung mit den östlichen Staaten und insgesamt eine aktive Ostpolitik (damals betont als Neue Ostpolitik). In den Ostverträgen – zunächst dem Moskauer Vertrag und dann dem Warschauer Vertrag – wurden die bestehenden Grenzen gegen erheblichen Widerstand von Vertriebenenverbänden und der CDU/CSU anerkannt. Symbolisiert wurde dies durch den Kniefall Willy Brandts am Warschauer Ghetto-Ehrenmal. Es folgte 1971 der Abschluss des Viermächtevertrages über Berlin. Im Gegensatz zur Außenpolitik blieben die Erfolge der Regierung Brandt in der Innenpolitik eher bescheiden. Erfolge waren vor allem in der Bildungspolitik zu verzeichnen. In der Rechts- und Familienpolitik kam es zu einer gewissen Abschwächung des § 175 (homosexuelle Handlungen). Gegen den Koalitionspartner ließen sich allerdings keine nennenswerten Veränderungen in der Vermögensverteilung im Sinne eines demokratischen Sozialismus durchsetzen. Für viele jüngere Linke war zudem die strikte Abgrenzung nach links etwa durch den Radikalenerlass vom Januar 1972 enttäuschend.
Vor allem die Kritik an der Ostpolitik führte dazu, dass einige Abgeordnete zur CDU/CSU wechselten. Dadurch verlor die Koalition ihre Mehrheit. Der Versuch der Opposition, am 27. April 1972 mittels eines konstruktiven Misstrauensvotums Willy Brandt durch Rainer Barzel abzulösen, misslang überraschend. Heute ist bekannt, dass zwei Bundestagsmitglieder der Union durch die Staatssicherheit der DDR bestochen worden waren. Bei der folgenden Neuwahl errang die SPD im November 1972 mit einem hauptsächlich innenpolitischen Reformprogramm den höchsten Stimmenanteil ihrer Geschichte und wurde erstmals stärkste Bundestagsfraktion; sie konnte die Koalition mit der FDP fortsetzen.
Dem zweiten Kabinett Brandt fehlte allerdings die Kraft, die im Wahlkampf versprochenen Reformen auch umzusetzen. Dies zeigte sich bereits bei der Kabinettsbildung, bei der Brandt von eher „rechten“ Sozialdemokraten wie Schmidt und von Wehner übervorteilt wurde und wichtige Mitarbeiter wie Ehmke und Ahlers nicht halten konnte; die konservativen Kräfte überwogen auch in der FDP. Der Konsens des Wahlkampfs machte Flügelkämpfen in der SPD Platz. Hinzu kamen externe Faktoren wie die erste Ölkrise und der Streik der ÖTV (unter ihrem Vorsitzenden Heinz Kluncker) im Frühjahr 1974, der von der Presse als Autoritätsverlust der Regierung gedeutet wurde. Vor diesem Hintergrund bildete die Guillaume-Affäre nur noch den Anlass für das Ende der Regierung Brandt. Während dieser Parteivorsitzender blieb, wurde Helmut Schmidt Bundeskanzler (→ Kabinett Schmidt I).

### Mitglieder- und Parteistruktur – Ende der Arbeiterpartei
„Genosse Trend“ zeigte sich Ende der 1960er und Anfang der 1970er Jahre nicht nur in den Wahlergebnissen, sondern auch in der Mitgliederentwicklung. Vor allem in den Jahren 1969 bis 1974 nahm die Zahl der Parteimitglieder um 40.000 zu. In den 1970er Jahren überstieg die Zahl der Mitglieder die Millionengrenze. Vor allem relativ junge Personen wurden von der Partei angezogen. Im Jahr 1978, als der Mitgliederbestand systematisch ausgewertet wurde, lag der Anteil der 16- bis 24-jährigen bei einem Drittel. Daneben hatte sich durch die allgemeine wirtschaftliche Entwicklung, aber auch die gestiegene Attraktivität der Partei für Personen aus den Mittelschichten die soziale Zusammensetzung stark verändert. Im Jahr 1952 lag der Arbeiteranteil noch bei 45 %. Bis 1978 verringerte sich dieser auf 27,4 %. Dagegen stieg der Anteil der Angestellten von 17 auf 23,4 % und der der Beamten von 5 auf 9,4 %. Der Anteil der weiblichen Mitglieder lag 1977 bei 21,65 %. Noch stärker als bei der Gesamtmitgliedschaft verschob sich die Struktur der Funktionsträger. Ende der 1970er Jahre lag der Anteil der Arbeiter unter 10 %, der Angehörigen des öffentlichen Dienstes im weitesten Sinne dagegen bei 50 bis 75 %. Dies hatte Folgen für die organisatorische Struktur der Partei selbst. Die Jusos agierten in weiter Hinsicht autonom. Frauen organisierten sich seit 1972 in der Arbeitsgemeinschaft sozialdemokratischer Frauen (ASF). Bezeichnend ist, dass in der alten Arbeiterpartei mit der Arbeitsgemeinschaft für Arbeit (AfA) seit 1973 eine spezielle Organisation für die klassische Klientel nötig wurde, die in den folgenden Jahren den rechten Flügel der Partei stärken sollte. Der Vorsitzende Willy Brandt, der bis 1987 die Partei führen sollte, hat diese Heterogenität nicht bekämpft, sondern er sah sich als Moderator der verschiedenen Strömungen. Bei Helmut Schmidt und Herbert Wehner stieß dieser diskursive Führungsstil auf heftige Kritik, sie witterten Führungsschwäche und eine allmähliche Erosion von innen. Karsten Rudolph charakterisiert Willy Brandt dagegen als „Vorsitzenden des Ausgleichs, […] der aber doch in inhaltlichen Fragen deutlich Stellung beziehen konnte“. Tatsächlich wurde Brandt zur Identifikationsfigur jenseits aller Strömungen und Konflikte und behielt diese Position bis in die Mitte der 1980er Jahre bei.

### Politischer Pragmatismus unter Helmut Schmidt 1974–1982

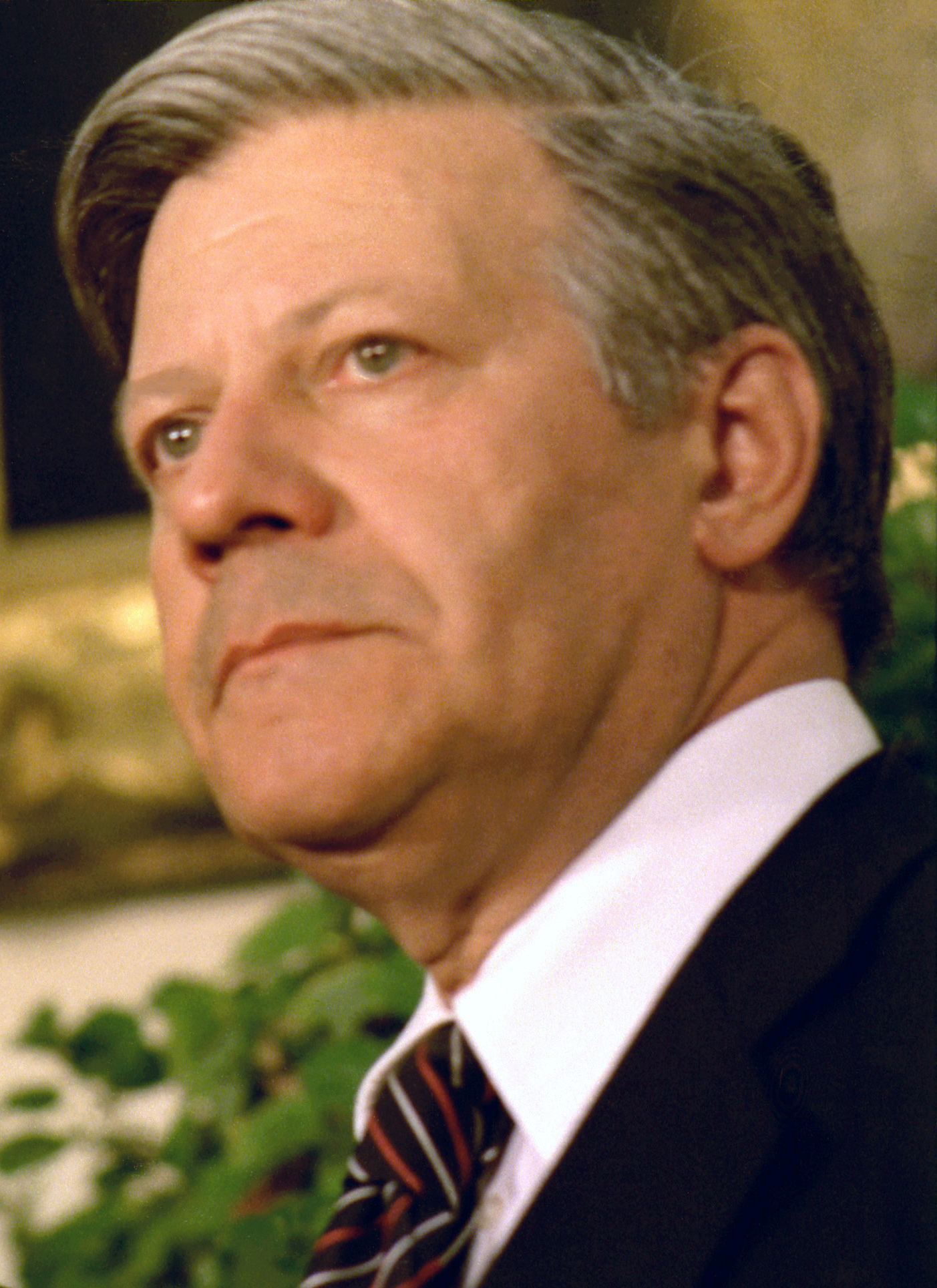
Helmut Schmidt

Schmidt setzte den Kurs der Entspannung gegenüber dem Warschauer Pakt fort, näherte Deutschland aber auch wieder stärker den USA an. 1975 nahm er, die Ölkrise vor Augen, am ersten G6-Gipfel teil, welchen er zusammen mit dem französischen Staatspräsidenten Valéry Giscard d’Estaing ins Leben gerufen hatte.
Innerhalb der Partei erlebte die Ideologisierung ihren Höhepunkt. Verschiedene Flügel stritten um die Meinungsführerschaft vor allem im Zusammenhang mit dem Quasiprogramm Orientierungsrahmen '85. Dieses Papier zur mittelfristigen Strategie war insgesamt ein Kompromiss zwischen dem rechten und linken Flügel. Mit seinem Bekenntnis zur gesellschaftsverändernden Zielsetzung der Sozialdemokratie, der Bezeichnung der Bundesrepublik als Klassenstaat sowie der Forderung nach staatlichen Eingriffen in wirtschaftliche Prozesse war es deutlich linker als das Godesberger Programm. Allerdings konnte der Orientierungsrahmen wegen des Bündnisses mit der FDP kaum in praktische Politik umgesetzt werden.
Besonders weit ging die Ideologisierung bei den Jusos. Hatte die Jugendorganisation noch zu Beginn der 1970er Jahre auch gesamtparteilich inhaltliche Impulse geben können, begann nunmehr ähnlich wie bei der APO ein Fraktionierungsprozess. Zunehmend führten die ideologischen Grabenkämpfe zu einer starken Selbstisolierung. Damit ließ der Zustrom neuer Mitglieder nach. Auch insgesamt stagnierten in der Partei wieder die Mitgliederzahlen.
Bereits seit der Mitte der 1970er Jahre deutete sich in der Bundesrepublik insgesamt eine Trendwende nach rechts an. Hans Filbinger (CDU) gewann die Landtagswahl in Baden-Württemberg mit großer Mehrheit mit dem Slogan „Freiheit statt Sozialismus“. Obwohl Helmut Schmidt bei den Wählern vor der Bundestagswahl von 1976 in den meisten Politikfeldern als kompetenter galt als Helmut Kohl, fiel die SPD auf 42,6 % ab, während die mit dem Slogan Freiheit statt Sozialismus auftretende CDU/CSU mit 48,6 % der Stimmen nur knapp die absolute Mehrheit verfehlte. Die SPD hatte sich fast gänzlich auf das staatsmännische Ansehen von Helmut Schmidt gestützt. Damit konnte sie zwar ihre Anhängerschaft bei Angestellten und kleinen Beamten halten, aber die Partei hatte 1976 stark bei den Arbeitern verloren und begann auch im linken Spektrum zunehmend an Ansehen zu verlieren, vor allem zu Gunsten der Umweltbewegung, aus der 1980 die Partei „Die Grünen“ hervorging.
In der folgenden Legislaturperiode erschien der sozialliberalen Koalition auch wegen der ökonomischen Wachstumsschwäche die Umsetzung von inneren Reformen noch schwieriger als zuvor. Vor allem während des „Deutschen Herbstes“ 1977 dominierte in der Innenpolitik der Terrorismus der RAF und vergleichbarer Gruppen. Helmut Schmidt und die Regierung setzten auf eine Politik der Stärke und Unnachgiebigkeit. Nicht zuletzt die Antiterrorgesetze verstärkten den Bruch zwischen den linksintellektuellen Kreisen und der SPD noch. Allerdings begannen in der SPD seit dem Ende der 1970er Jahre ökologische Ideen an Zugkraft zu gewinnen. Ein Antrag auf den Atomausstieg wurde auf dem Bundesparteitag 1979 nur knapp abgelehnt.
Bei der Wahl 1980 konnte sich Schmidt gegen CDU/CSU-Kanzlerkandidat Franz Josef Strauß durchsetzen. Gegen Ende von Schmidts Kanzlerschaft wuchs auch die Kritik, besonders über den NATO-Doppelbeschluss. Im Herbst 1982 zerbrach die Koalition mit der FDP, weil letztere unter dem Eindruck einer wirtschaftlichen Krise und drastisch steigender Arbeitslosenzahlen einen anderen wirtschaftspolitischen Kurs eingeschlagen hatte, der im sogenannten Lambsdorff-Papier vom 9. September 1982 seinen Niederschlag fand. In der Folge kam es zu einem erfolgreichen konstruktiven Misstrauensvotum gegen Schmidt und schließlich im März 1983 zu Neuwahlen, aus der die Koalition aus CDU/CSU und FDP als Sieger hervorging.

### Opposition in den 1980er Jahren

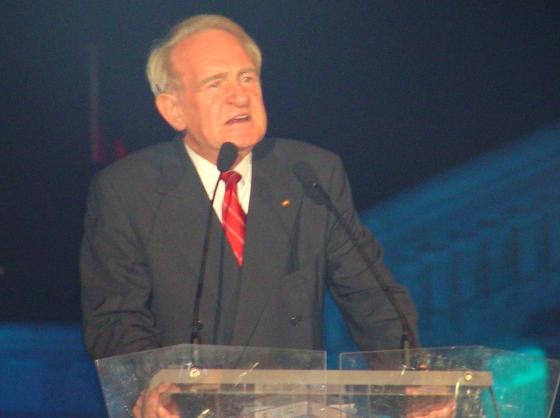
Johannes Rau war langjähriger sozialdemokratischer Ministerpräsident in Nordrhein-Westfalen, Kanzlerkandidat und kommissarischer Parteivorsitzender und von 1999 bis 2004 Bundespräsident (hier am Tag der Deutschen Einheit in Berlin 2002)

Nach der Bundestagswahl 1983 ging die SPD für die folgenden sechzehn Jahre in die Opposition.
Geprägt war diese Zeit zunächst von innerer Zerstrittenheit und dem Versuch, sich inhaltlich an neue Entwicklungen anzupassen. Bei der Bundestagswahl kam der Kanzlerkandidat Hans-Jochen Vogel nur auf einen Stimmenanteil von 38,2 %. Damit war die Partei so schwach wie seit 1961 nicht mehr. Vor allem mittelständische Wähler rückten von der SPD ab, weil sie kein Vertrauen mehr in die wirtschafts- und arbeitsmarktpolitische Kompetenz der Partei hatten. Das gemeinsame Papier von SPD und SED und der Ausstieg aus der Finanzierung der Zentralen Erfassungsstelle Salzgitter wurde als Zeichen verstanden, deutschlandpolitisch vorsichtig vom Ziel der Wiedervereinigung abzurücken. Das Ergebnis der Bundestagswahl von 1987 unter dem Kanzlerkandidaten Johannes Rau fiel mit 37 % noch etwas schlechter aus. Dabei spielten Verluste zu Gunsten der Grünen ebenso eine Rolle wie der Eindruck, die Partei strebe eine große Koalition an. Ein Einschnitt war dieses Jahr auch, weil Willy Brandt den Vorsitz zunächst zu Gunsten von Hans-Jochen Vogel aufgab. Die ständigen Wechsel an der Spitze der Partei prägten das Bild der folgenden Jahre. In den folgenden zwanzig Jahren hatte die SPD insgesamt 9 Vorsitzende, während die CDU in 57 Jahren nur 7 hatte.
Politischen Einfluss behielt die Partei in den Ländern und konnte dort ihre Position teilweise auch ausbauen. Nicht zuletzt kamen von dieser Seite auch neue politische Impulse. In Nordrhein-Westfalen und im Saarland konnte die SPD unter Johannes Rau und Oskar Lafontaine lange allein regieren. Auch in Schleswig-Holstein holte die SPD mit Björn Engholm zwei Mal die absolute Mehrheit.
In Hessen kam es 1985 erstmals, damals noch auf Grund einer Schwächung der Partei bei den Landtagswahlen, zu einer rot-grünen Koalition. Später wurde dieses Bündnis aber auch zu einem Modell für einen Machtwechsel in andern Ländern. Dies gilt für Niedersachsen mit Gerhard Schröder, Berlin und später noch einmal in Hessen. Weniger erfolgreich war die Partei beim Bestreben, die Macht in den Rathäusern zu behaupten oder zurückzugewinnen.
Thematisch standen zunächst weiterhin die Friedens-, die Frauen- und die Ökologiepolitik im Vordergrund. Teilweise gegen den Widerstand eines eher traditionell arbeitnehmerorientierten Flügels konnten sich diese Politikbereiche in der Partei durchsetzen. So wurde 1988 die Quotenregelung beschlossen, um den Anteil weiblicher Funktionsträger zu erhöhen. Daneben wurden die Arbeitslosigkeit und die neue Armut zu wichtigen Themen auch in der SPD.

### Neuanfang in der DDR und Wiedervereinigung 1989/90

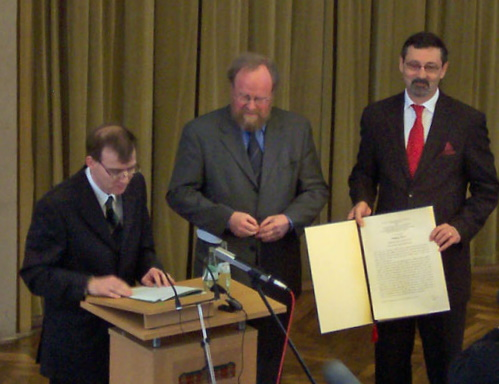
Wolfgang Thierse (Mitte) ist einer der bekanntesten Politiker aus der ehemaligen SDP der DDR (hier bei der Verleihung der Ehrendoktorwürde der Universität Münster 2004)

Ab 1984 begann die SPD ein neues Grundsatzprogramm zu entwickeln, weil das Godesberger Programm viele neue Themenfelder nicht mehr abdeckte. Der von Erhard Eppler geprägte so genannte Irseer Entwurf von 1986 stieß auf erhebliche Kritik. Unter dem Vorsitz von Oskar Lafontaine wurde ein neuer Entwurf erarbeitet, dessen Hauptanliegen die ökologische Erneuerung der Industriegesellschaft war. Im Gegensatz zu Godesberg wurden die marxistischen Wurzeln berücksichtigt und Karl Marx zumindest erwähnt. Beschlossen wurde das Berliner Programm im Dezember 1989. Allerdings haben der deutsche Einigungsprozess sowie der Zusammenbruch des östlichen Bündnissystems und der Sowjetunion dazu geführt, dass weite Teile des Programms von der Wirklichkeit rasch überholt wurden.
Am 7. Oktober 1989 wurde in Schwante bei Berlin die Sozialdemokratische Partei in der DDR (SDP) insbesondere auf Initiative von Markus Meckel und Martin Gutzeit gegründet. Damit griff sie das bisherige Machtmonopol der SED direkt an. Der Gründungstag – der vierzigste Jahrestag der DDR-Gründung – war ebenfalls eine deutliche Provokation. Im Januar 1990 benannte sich die Partei in SPD in der DDR um, und Ende Februar wurde ein Wahl- und Grundsatzprogramm beschlossen. Früher als andere oppositionelle Bewegungen erkannte die Partei im Grundsatz den Zehn-Punkte-Plan von Bundeskanzler Helmut Kohl zur deutschen Einheit an. Die Hoffnung, an die alten sozialdemokratischen Hochburgen in Mitteldeutschland anknüpfen zu können, erfüllte sich nicht. Bei den Volkskammerwahlen am 18. März 1990 erhielt sie entgegen den Prognosen nur 21,7 % der Stimmen. Ein Problem war von Anfang an die geringe Mitgliederbasis. Nicht zuletzt um nicht hinter die von westdeutschen Parteien unterstützten ehemaligen Blockparteien zurückzufallen, schlossen sich die bundesdeutsche SPD und die Partei in der DDR auf dem Vereinigungsparteitag am 26./27. September 1990 zusammen.

### Strukturelle Probleme und Wiederaufstieg
Unter anderem wegen des Popularitätsanstiegs von Helmut Kohl als „Kanzler der Einheit“ und einer uneinheitlichen Linie in Bezug auf die deutsche Einheit unterlag die SPD mit ihrem Spitzenkandidaten Oskar Lafontaine bei der Bundestagswahl 1990 deutlich. So hatten sich unter anderem Willy Brandt und Johannes Rau für eine schnelle Wiedervereinigung ausgesprochen, wohingegen sich der Kanzlerkandidat Lafontaine zurückhaltend äußerte und die Einheit innerhalb eines gesamteuropäischen Vereinigungsprozesses herstellen wollte. Insbesondere Lafontaines Ablehnung einer sofortigen Währungsunion und seine skeptischen wirtschaftlichen Prognosen und Einschätzungen zur Notwendigkeit von Steuererhöhungen fanden beim Wähler keinen Anklang. Die Skepsis gegenüber dem Nationalstaatsgedanken teilte Lafontaine mit zahlreichen meist jüngeren Anhängern und Wählern der Partei. Allerdings hatte er dessen noch immer große gesamtgesellschaftliche Bedeutung wohl unterschätzt.
Die Niederlage verstärkte noch einmal die inneren Schwierigkeiten der SPD. Während die Partei von 1976 bis 1987 jedes Jahr durchschnittlich 10.000 oder ein Prozent ihrer Mitglieder verlor, beschleunigte sich der jährliche Rückgang in den Jahren 1990–93 auf rund 27.000 oder drei Prozent der Mitglieder. Damit näherte sie sich mehr oder weniger stetig der zusammengefassten Größe der beiden Unionsparteien an. Immer deutlicher wahrgenommen wurde die seit langem begonnene innere Differenzierung und nur schwach ausgeprägte Geschlossenheit. Peter Lösche und Franz Walter brachten dies mit ihrer Charakterisierung der SPD als „lose verkoppelte Anarchie“ unterschiedlichster Gruppen, Interessen und Strömungen auf den Punkt.
Der zwischenzeitliche Kanzlerkandidat und Parteivorsitzende, der schleswig-holsteinische Ministerpräsident Björn Engholm, musste vorzeitig von seinen Ämtern zurücktreten, da er in die Schubladenaffäre verstrickt war. Infolgedessen wurde das erste Mal eine Urabstimmung über den Parteivorsitz unter den Mitgliedern durchgeführt, die Rudolf Scharping deutlich vor Gerhard Schröder gewann.
Auch 1994 schaffte es Kanzlerkandidat Rudolf Scharping, der zusammen mit Gerhard Schröder und Oskar Lafontaine als sogenannte Troika antrat, trotz deutlicher Stimmengewinne nicht, Helmut Kohl abzulösen; wohl auch, weil die CDU/CSU-FDP Koalition durch die kurzfristig verbesserte wirtschaftliche Lage gestärkt wurde. Scharpings Leistungen als Vorsitzender wurden von der Partei zunehmend als erfolglos angesehen. Auf dem Mannheimer Parteitag wurde am 15. November 1995 Oskar Lafontaine nach einer virtuosen Rede nominiert und tags darauf per Kampfkandidatur zum Vorsitzenden gewählt. Er setzte unter anderem eine Neuorientierung des wirtschafts- und sozialpolitischen Profils der Partei durch.
Nach einer Phase der wirtschaftlichen Erholung stieg ab 1995 die Arbeitslosigkeit wieder deutlich an, was sich in mehreren Landtagswahlgewinnen der SPD manifestierte. Sie stellte nunmehr die Mehrheit im Bundesrat, wo Oskar Lafontaine als Oppositionsführer auftrat, und konnte wichtige innenpolitische Reformvorhaben der CDU-FDP-Regierung blockieren oder eigene Vorstellungen durchsetzen. So ging die SPD schließlich deutlich gestärkt in den Bundestagswahlkampf 1998.

### Die Neue Mittevon Gerhard Schröder seit 1998

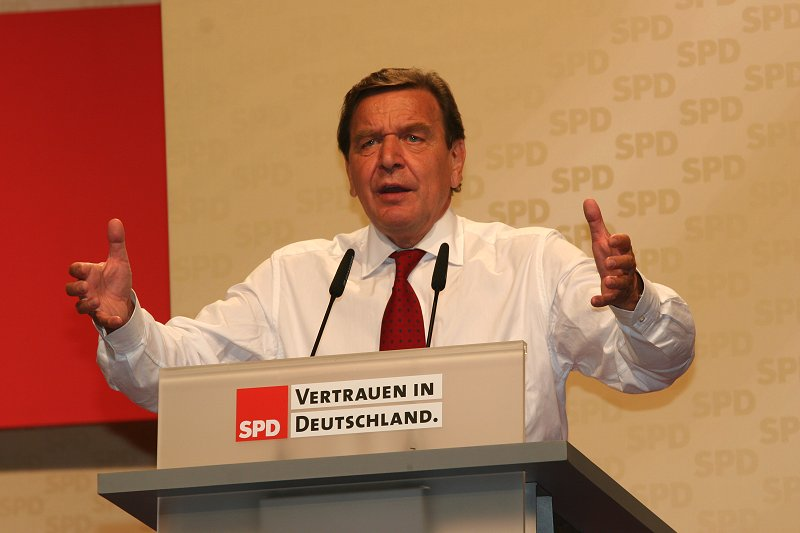
Gerhard Schröder bei einer Wahlkampfrede zur Bundestagswahl 2005

Erst bei der Bundestagswahl 1998 gelang der SPD mit dem damaligen Ministerpräsidenten Niedersachsens, Gerhard Schröder, als Kanzlerkandidat die Rückkehr an die Regierung, diesmal in einer rot-grünen Koalition mit Bündnis 90/Die Grünen. Gerhard Schröder wurde mit 7 Stimmen mehr, als beide Koalitionsparteien zusammen Abgeordnete hatten, zum Bundeskanzler gewählt. Im Wahlkampf versuchte die SPD vor allem die sogenannte Neue Mitte anzusprechen, womit die Gruppe der Wechselwähler der politischen Mitte gemeint ist. In den ersten Jahren der Koalition wurden unter anderem zwei umfassende Steuerreformen – die ökologische Steuerreform und die Reform des Einkommensteuerrechts (erhebliche Senkung der Steuerbelastung) – sowie der Atomausstieg beschlossen. Politisch umstritten war 1999 die Beteiligung der Bundesrepublik am Kosovokrieg. Oskar Lafontaine, damals Bundesfinanzminister und Parteivorsitzender der SPD, trat überraschend von beiden Ämtern zurück, unter anderem weil ein erheblicher wirtschaftspolitischer Dissens zwischen ihm und Schröder entstanden war. Später kritisierte er das militärische Engagement der NATO auf dem Balkan. 1999 wurde auch der Umzug der Parteizentrale vom Bonner Erich-Ollenhauer-Haus in das neue Berliner Willy-Brandt-Haus abgeschlossen.
Bei der Bundestagswahl 2002 konnte sich Bundeskanzler Schröder gegen den bayrischen Ministerpräsidenten Edmund Stoiber (CSU) durchsetzen. Die Koalition gewann mit nur noch 1,2 Prozentpunkten Vorsprung gegenüber der Union und der FDP, die SPD stellte auf Grund von Überhangmandaten knapp die stärkste Bundestagsfraktion.
Nach verlorenen Landtagswahlen verzeichnete die SPD bei der Europawahl am 13. Juni 2004 mit 21,5 % das bis dahin niedrigste Ergebnis in einer bundesweiten Wahl seit Bestehen der Bundesrepublik Deutschland. Stammwähler fühlten sich durch die Politik der Agenda 2010 verprellt und blieben der Wahl fern. Viele andere nahmen den Kurs der SPD, der nicht nur in anderen Parteien, sondern auch in der Mitgliederschaft der SPD selbst auf Kritik stieß, als zerstritten wahr. Der seit Anfang der 1980er anhaltende Mitgliederschwund beschleunigte sich.
Am 25. Mai 2005 trat der ehemalige Parteivorsitzende Oskar Lafontaine wegen der nach seiner Auffassung mit den Grundsätzen der Sozialdemokratie nicht zu vereinbarenden Regierungspolitik (Agenda 2010, Auslandseinsätze der Bundeswehr) aus der SPD aus. Er wurde wenige Wochen später Mitglied der Wahlalternative Arbeit und soziale Gerechtigkeit (WASG), nachdem diese ein Linksbündnis mit der PDS für die Bundestagswahl im Herbst 2005 eingegangen war. Die WASG ihrerseits, eine Abspaltung der SPD, hatte sich schon mehrere Monate zuvor als eigene Partei konstituiert. Eine vorzeitige Bundestagswahl war vom Bundeskanzler und der SPD-Parteispitze nach der Niederlage bei der Landtagswahl in Nordrhein-Westfalen angekündigt worden. Ein weiterer Grund für den Beschluss für Neuwahlen war, dass bei sich fortsetzenden Wahlniederlagen der SPD im Bundesrat eine 2/3-Mehrheit für die Unionsparteien und die FDP drohte. Die Ziele der SPD für die Wahlen am 18. September 2005 waren unter anderem die Weiterführung der Reformen unter Berücksichtigung sozialer Aspekte und der Verbleib in der Regierung sowie die Weiterführung der rot-grünen Koalition.

### Zweite große Koalition 2005–2009

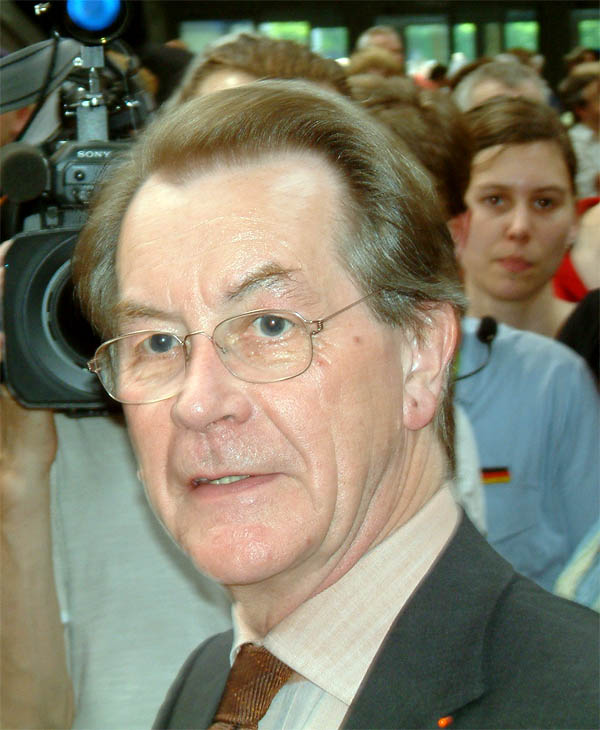
Franz Müntefering, Vorsitzender der SPD (2004–2005; 2008–2009) und Vizekanzler (2005–2007)

Nachdem SPD und CDU/CSU bei der herbeigeführten Bundestagswahl erneut ungefähr gleichauf waren, einigten sich die drei Parteien nach langen Sondierungsgesprächen auf eine große Koalition unter Kanzlerin Angela Merkel (CDU). Im Vorfeld der Wahlen waren auch andere Koalitionen im Gespräch, so beispielsweise eine Ampelkoalition aus SPD, Grünen und FDP sowie die sogenannte Jamaika-Koalition zwischen CDU, FDP und den Grünen. Nach den Wahlen wurden die Dreier-Koalitionen aber recht schnell verworfen und eine große Koalition gebildet. Nach der Unterzeichnung des Koalitionsvertrages wurde Angela Merkel von 397 Abgeordneten zur ersten Bundeskanzlerin der Bundesrepublik gewählt. Sie schlug daraufhin acht Minister der SPD vor, darunter den bis November 2007 amtierenden Arbeitsminister und Vizekanzler Franz Müntefering, die mit den sieben anderen Bundesministern der Union und der Bundeskanzlerin Merkel das Kabinett Merkel I bildeten. Nach seinem Rücktritt übernahm Olaf Scholz das Amt des Arbeits- und Sozialministers und Außenminister Frank-Walter Steinmeier die Position des Vizekanzlers.
Kurz nach der Wahl, im November 2005, hatte der Parteivorstand die Parteilinke Andrea Nahles anstatt des von Franz Müntefering bevorzugten Kajo Wasserhövel zur SPD-Generalsekretärin machen wollen. Daher trat Müntefering als Parteivorsitzender zurück, sein Amt übernahm der brandenburgische Ministerpräsident Matthias Platzeck. Dieser trat bereits am 10. April 2006 aus gesundheitlichen Gründen vom Vorsitz zurück. Sein Nachfolger wurde der rheinland-pfälzische Ministerpräsident Kurt Beck, der kurz zuvor in seinem Land für die SPD die absolute Mehrheit erzielt hatte. Aufgrund innerparteilicher Intrigen im Vorfeld der Ernennung des Kanzlerkandidaten für die Bundestagswahl 2009 erfolgte am 7. September 2008 im Rahmen einer Klausurtagung der SPD am Schwielowsee der Rücktritt Becks. Anschließend wurde der Kanzlerkandidat Frank-Walter Steinmeier zunächst kommissarischer Parteivorsitzender, ehe am 18. Oktober 2008 Franz Müntefering auf einem Sonderparteitag zum Vorsitzenden gewählt wurde. Letzterer hatte das Amt schon von 2004 bis 2005 inne.
In den Jahren der großen Koalition setzte sich die Mitglieder- und Wählererosion der SPD fort. Im Juli 2008 löste die CDU, obwohl in Bayern nicht vertreten, die SPD als größte bzw. mitgliederstärkste deutsche Partei ab.
Das verhältnismäßig gute Wahlergebnis der Sozialdemokraten vom September 2005 hatte die Serie von Wahlniederlagen und den sich andeutenden Bedeutungsschwund der Partei lediglich unterbrochen. Die neue Partei Die Linke, die als Linkspartei.PDS für die SPD schon 2005 zur Belastung geworden war und sich 2007 nach dem offiziellen Zusammenschluss von Linkspartei.PDS und WASG auch formal unter dem neuen Namen konstituierte, nimmt einen großen Teil des früheren Wählerpotenzials der SPD ein. Die SPD-Führung lehnte zwar eine Koalition mit der Linkspartei auf Bundesebene ab; die Frage der Kooperation und Auseinandersetzung mit dieser Partei – vor allem in den Ländern – entwickelte sich aber spätestens 2008 zu einem bis in die Gegenwart anhaltenden Problem für die SPD, zumal Die Linke auch zunehmend in den Landtagen der westlichen (alten) Bundesländer Fuß fassen konnte (so zwischen 2007 und 2009 in Bremen, Niedersachsen, Hamburg, Hessen, Saarland und Schleswig-Holstein). Im Saarland rückte Die Linke bei der dortigen Landtagswahl Ende August 2009 mit einem Ergebnis von 21,3 % auf ca. drei Prozentpunkte an die SPD (24,5 %) heran und bewirkte dort ein parlamentarisches Parteienverhältnis, wie man es bis dahin nur aus den neuen Bundesländern kannte.
Im Anschluss an die Bundestagswahl 2009 endete die zweite große Koalition in der Geschichte der Bundesrepublik; sie wurde abgelöst durch eine neu aufgestellte (schwarz-gelbe) CDU/CSU-FDP-Koalition unter der erneuten Kanzlerschaft Angela Merkels. Anders als 1969 die CDU/CSU-Fraktion musste diesmal die SPD auf die Oppositionsbank wechseln. Mit 23 % der Wählerstimmen und damit dem schlechtesten Wahlergebnis der SPD auf Bundesebene seit dem Bestehen der Bundesrepublik hatte sich der bereits in den Vorjahren abgezeichnete Trend der Abwanderung der mit der von Kritikern der SPD als neoliberal bewerteten Politik unzufriedenen vormaligen SPD-Klientel fortgesetzt. Der erdrutschartige Verlust von 11 % gegenüber der Bundestagswahl 2005 kam vor allem durch Wahlenthaltung ehemaliger SPD-Wähler zustande. Darüber hinaus verlor die SPD zahlreiche Wähler an Die Linke, etwas weniger an die Unionsparteien und Bündnis 90/Die Grünen sowie die anderen Parteien zusammengenommen.
Nach einer Analyse von Infratest dimap wurden die SPD-Stammwähler insbesondere durch die Agenda 2010 und die Rente mit 67 verunsichert.

### Seit 2009
Zur weiteren Entwicklung der deutschen Sozialdemokratie seit 2009 siehe Unterabschnitte des Parteiartikels:

## Vorsitzende der SPD und ihrer Vorgängerparteien
| Name | Amtszeit                                    | Anmerkungen |
| Allgemeiner Deutscher Arbeiterverein (ADAV) | Allgemeiner Deutscher Arbeiterverein (ADAV) | Allgemeiner Deutscher Arbeiterverein (ADAV) |
| --- | ------------------------------------------- | --- |
| Ferdinand Lassalle | 23. Mai 1863 – 31. August 1864              | |
| Otto Dammer | 1. September 1864 – 2. November 1864        | Interimspräsident |
| Bernhard Becker | 2. November 1864 – 21. November 1865        | |
| Friedrich Wilhelm Fritzsche | 21. November 1865 – 30. November 1865       | Vizepräsident und geschäftsführender Präsident |
| Hugo Hillmann | 30. November 1865– 31. Dezember 1865        | Vizepräsident und geschäftsführender Präsident |
| Carl Wilhelm Tölcke | 1. Januar 1866– 18. Juni 1866               | |
| August Perl | 18. Juni 1866 – 19. Mai 1867                | |
| Johann Baptist von Schweitzer | 20. Mai 1867 – 30. Juni 1871                | |
| Wilhelm Hasenclever | 1. Juli 1871 – 25. Mai 1875                 | |
| Lassallescher Allgemeiner Deutscher Arbeiterverein (LADAV) („Hatzfeldianer“)                                                                                     |                                             | |
| Friedrich Wilhelm Emil Försterling | 16. Juni 1867 – 1868                        | |
| Fritz Mende | 5. Juli 1868 – 1873                         | |
| Sozialdemokratische Arbeiterpartei (SDAP) |                                             | |
| Leonhard von Bonhorst (Sekretär) Wilhelm Bracke (Kassierer) Johann Heinrich Ehlers (1. Vorsitzender) Friedrich Neidel (Beisitzer) Samuel Spier (2. Vorsitzender) | 1869–1870                                   | |
| Johann August Karl Kühn Samuel Spier | 1870–1871                                   | |
| G. A. Müller Theodor Külbel | 1871–1872                                   | |
| Eduard Prey Friedrich Lenz | 1872–1873                                   | |
| Rudolf Praast Theodor Külbel | 1873–1874                                   | |
| Paul Martienssen Ferdinand Fischer | 1874–1875                                   | |
| Sozialistische Arbeiterpartei Deutschlands (SAP) |                                             | |
| Wilhelm Hasenclever Georg Wilhelm Hartmann | 1875–1876                                   | |
| Wilhelm Liebknecht August Bebel Wilhelm Hasenclever Georg Wilhelm Hartmann                                                                                       | 1876–1878                                   | Zentralkomitee |
| Verbot durch die Sozialistengesetze 1878–1890 |                                             | |
| Sozialdemokratische Partei Deutschlands (SPD) |                                             | |
| Paul Singer Alwin Gerisch | 1890–1892                                   | |
| August Bebel Paul Singer | 1892–1911                                   | |
| August Bebel Hugo Haase | 1911–1913                                   | |
| Friedrich Ebert Hugo Haase | 1913–1916                                   | Haase spaltete sich 1916 mit USPD ab |
| Friedrich Ebert | 1916–1917                                   | |
| Friedrich Ebert Philipp Scheidemann | 1917–1919                                   | |
| Hermann Müller Otto Wels | 1919–1922                                   | |
| Hermann Müller Otto Wels Arthur Crispien | 1922–1928                                   | Crispien im September 1922 als Vertreter des aus der USPD zurückgekehrten Flügels nachgewählt                                                                                |
| Otto Wels Arthur Crispien | 1928–1931                                   | |
| Otto Wels Arthur Crispien Hans Vogel | 1931–1933                                   | |
| Vorsitzende im Exil 1933–1945 |                                             | |
| Otto Wels Hans Vogel | 1933–1939                                   | |
| Hans Vogel | 1939–1945                                   | |
| Nachkriegszeit |                                             | |
| Otto Grotewohl | 1945–1946                                   | Vorsitzender eines Zentralkomitees, beanspruchte deutschlandweite Autorität, Vorsitzender der SPD in der Sowjetischen Zone, betrieb 1946 die Vereinigung mit der KPD zur SED |
| Kurt Schumacher | 1945–1946                                   | Vorsitzender der SPD in der Britischen Zone widersetzte sich Grotewohls Ansprüchen und betrieb die Gründung der SPD in den Westzonen.                                        |
| Vorsitzende der SPD in Westdeutschland 1946–1990 |                                             | |
| Kurt Schumacher | 11. Mai 1946 – 20. August 1952              | |
| Erich Ollenhauer | 27. September 1952 – 14. Dezember 1963      | |
| Willy Brandt | 16. Februar 1964 – 14. Juni 1987            | |
| Hans-Jochen Vogel | 14. Juni 1987 – 29. Mai 1991                | |
| Vorsitzende der wiedergegründeten SDP/SPD in der DDR 1989–1990                                                                                                   |                                             | |
| Stephan Hilsberg | 7. Oktober 1989 – 23. Februar 1990          | Erster Sprecher der wiedergegründeten SDP |
| Ibrahim Böhme | 23. Februar 1990 – 1. April 1990            | Vorsitzender der SPD in der DDR |
| Markus Meckel | 8. April 1990 – 9. Juni 1990                | Interimvorsitzender |
| Wolfgang Thierse | 9. Juni 1990 – 26. September 1990           | Vereinigung mit der westdeutschen SPD am 27. September 1990 |
| Vorsitzende der SPD (seit 1990) |                                             | |
| Hans-Jochen Vogel | 3. Oktober 1990 – 29. Mai 1991              | |
| Björn Engholm | 29. Mai 1991 – 3. Mai 1993                  | |
| Johannes Rau (kommissarisch) | 3. Mai 1993 – 25. Juni 1993                 | |
| Rudolf Scharping | 25. Juni 1993 – 16. November 1995           | Erstmals Wahl eines Parteivorsitzenden nach Mitgliederbefragung |
| Oskar Lafontaine | 16. November 1995 – 12. März 1999           | |
| Gerhard Schröder | 12. März 1999 – 21. März 2004               | |
| Franz Müntefering | 21. März 2004 – 15. November 2005           | |
| Matthias Platzeck | 15. November 2005 – 10. April 2006          | |
| Kurt Beck | 10. April 2006 – 7. September 2008          | |
| Frank-Walter Steinmeier (kommissarisch) | 7. September 2008 – 18. Oktober 2008        | |
| Franz Müntefering | 18. Oktober 2008 – 13. November 2009        | |
| Sigmar Gabriel | 13. November 2009 – 19. März 2017           | |
| Martin Schulz | 19. März 2017 – 13. Februar 2018            | |
| Olaf Scholz (kommissarisch) | 13. Februar 2018 – 22. April 2018           | |
| Andrea Nahles | 22. April 2018 – 3. Juni 2019               | Erste Frau in dieser Funktion seit Bestehen der Partei |
| Malu Dreyer (kommissarisch) Thorsten Schäfer-Gümbel (kommissarisch bis 1. Oktober 2019) Manuela Schwesig (kommissarisch bis 10. September 2019)                  | 3. Juni 2019 – 6. Dezember 2019             | |
| Norbert Walter-Borjans Saskia Esken | 6. Dezember 2019 – 11. Dezember 2021        | siehe Wahl zum SPD-Vorsitz 2019; nach 1993 war das zweite Mal eine Abstimmung aller Parteimitglieder der formellen Wahl vorausgegangen                                       |
| Lars Klingbeil Saskia Esken | seit 11. Dezember 2021                      | |

## Sozialdemokratische Staatsoberhäupter
| Nr. | Name (Lebensdaten)          | Beginn der Amtszeit | Ende der Amtszeit             | Wahl(en) |
| --- | --------------------------- | ------------------- | ----------------------------- | -------- |
| 1   | Friedrich Ebert (1871–1925) | 11. Februar 1919    | 28. Februar 1925 (Tod im Amt) | 1919     |

| Nr. | Name (Lebensdaten)               | Beginn der Amtszeit | Ende der Amtszeit | Wahl(en) |
| --- | -------------------------------- | ------------------- | ----------------- | -------- |
| 1   | Gustav Heinemann (1899–1976)     | 1. Juli 1969        | 30. Juni 1974     | 1969     |
| 2   | Johannes Rau (1931–2006)         | 1. Juli 1999        | 30. Juni 2004     | 1999     |
| 3   | Frank-Walter Steinmeier (* 1956) | 19. März 2017       | amtierend         | 2017     |